# Histoire des Juifs en France
Vous lisez un « article de qualité » labellisé en 2011.
Voir aussi
L’histoire des Juifs en France, ou sur le territoire lui correspondant actuellement, semble remonter au Ier siècle et se poursuit jusqu’à nos jours, ce qui en fait l’une des plus anciennes présences juives d’Europe occidentale.
Arrivés en Gaule peu après sa conquête par Rome, des Juifs s’y maintiennent sous les Mérovingiens et connaissent une période de prospérité sous les Carolingiens. Au XIe siècle, la France est un lieu de la culture juive, abritant dans la moitié nord des communautés ashkénazes parmi lesquelles fleurissent en Champagne l'école de Rachi et de ses continuateurs, et, au sud, les Juifs de Provence et du Languedoc. La situation se détériore fortement après les croisades auxquelles font suite les procès du Talmud et les expulsions, temporaires puis définitives. Un millénaire après leur établissement, il ne reste plus de Juifs dans le royaume de France. Seuls subsistent alors comme communautés importantes, hors les frontières du royaume, les Juifs des États papaux et les Juifs alsaciens.
Environ un siècle après l’expulsion des Juifs de la péninsule ibérique, des crypto-Juifs originaires du Portugal s’installent à Bordeaux et Bayonne. Au XVIIe siècle, les Juifs d’Alsace et de la Lorraine des Trois Évêchés se retrouvent eux aussi sous la juridiction de la France, à la suite des traités de Westphalie.
Les Juifs de France sont les premiers à jouir de l’émancipation que la France leur accorde au début de la Révolution française, tant dans la métropole que dans les colonies. Cependant, au « franco-judaïsme » s'inscrivant dans le cadre de la laïcité en France répond un « antisémitisme à la française » qui s’exacerbe notamment lors de l’affaire Dreyfus, puis dans les années 1930, pour ensuite s’institutionnaliser sous le régime de Vichy. Brutalement isolés du reste de la population et poursuivis avec un zèle particulier par la Police aux questions juives et la Milice, 75 000 Juifs meurent au cours de l’Occupation, majoritairement des réfugiés d’Europe de l’Est ou d’Allemagne, mais aussi 24 000 Juifs français (~10 % des Juifs français de Métropole).
La France demeure cependant le choix naturel pour nombre de Juifs contraints de quitter l’Égypte et l’Afrique du Nord dans les années 1950 et 1960. La communauté juive de France, jusqu’alors essentiellement ashkénaze et assimilée, devient majoritairement séfarade et attachée aux traditions. Elle est, de nos jours, la plus importante d’Europe et comprend entre 450 000 et 550 000 personnes, dont environ 70 % sont originaires du monde arabe, qui habitent principalement Paris et la région parisienne (275 000), Marseille (70 000), Lyon (25 000), Toulouse (23 000), Nice (20 000) et Strasbourg (16 000). Tous les types de relation avec la religion juive s’y rencontrent, depuis les Juifs ultra-orthodoxes jusqu’aux Juifs assimilés, qui n'entretiennent aucun rapport avec la Synagogue.
Toutefois, dans les années 2010, la communauté juive doit faire face à une nouvelle vague d'antisémitisme qui prend sa source dans l'islam radical et se traduit par des actions meurtrières, dont les plus marquantes sont la tuerie de Toulouse en mars 2012 et la prise d'otages du magasin cachère de la porte de Vincennes en janvier 2015. Lors de l'élection présidentielle de 2017, « la montée des extrêmes », confirmée en 2022, exacerbée à partir du 7 octobre 2023, y suscite une forte inquiétude.

## Premier millénaire

### Époques gallo-romaine et mérovingienne

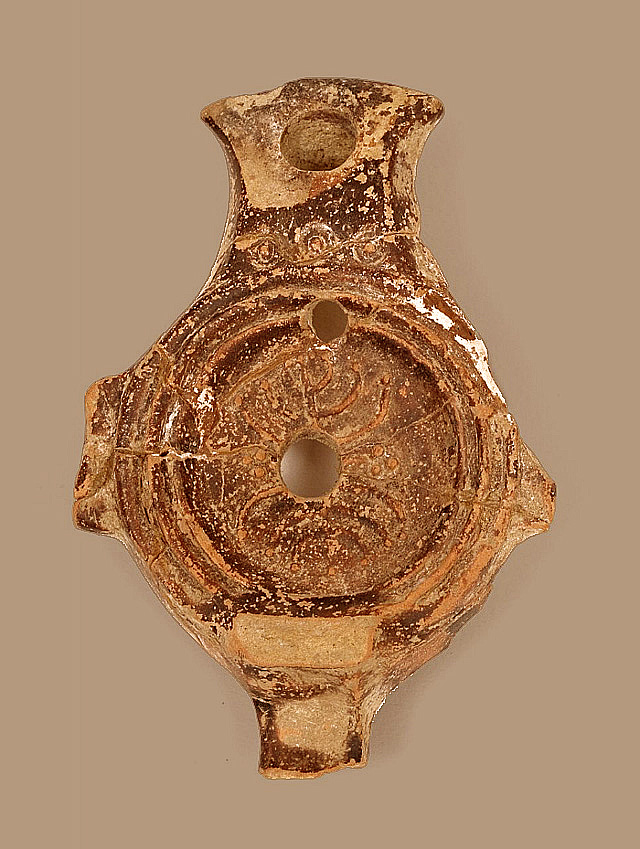
Lampe à huile d'Orgon (Ier siècle), le plus vieil artefact juif connu en France.

Le premier Juif célèbre ayant vécu en Gaule serait Hérode Archélaos, fils d’Hérode le Grand, exilé par Auguste à Vienne en l’an 6. Divers vestiges, retrouvés pour la plupart dans la vallée du Rhône, attestent de la présence juive au Ier siècle, parmi lesquels une lampe à huile ornée du chandelier à sept branches découverte en 1967 à Orgon,.
Le 20 mai 2009 a été découvert dans le quartier de Trinquetaille à Arles le sarcophage de Pompeia Iudea daté du IIIe siècle qui constitue la plus ancienne attestation archéologique connue d'une présence juive sur le territoire de la France actuelle,.
La destruction du Second Temple de Jérusalem en 70 favorise la diaspora de Juifs hellénisés autour du bassin méditerranéen, notamment dans les cités de Grèce, d'Égypte, de Carthage, d'Anatolie mais aussi de Rome. Les juifs romains deviennent des citoyens à part entière depuis la promulgation de l'édit de Caracalla en 212 et peuvent désormais s'installer où bon il leur semble. C'est ainsi qu'ils empruntent probablement la voie maritime et fluviale (notamment la vallée du Rhône) pour s'établir dans le Sud de la Gaule sous administration romaine. Ils jouissent, en vertu de la loi romaine et de cet édit, du même statut que leurs concitoyens et semblent avoir entretenu des relations cordiales avec ceux-ci, même après l’établissement du christianisme en Gaule.

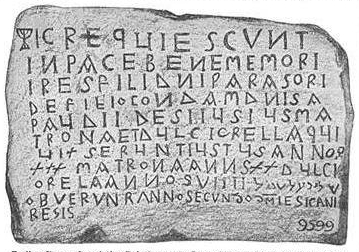
Inscription funéraire juive à Narbonne (689), qui indique : « Ici reposent en paix les bienheureux trois enfants du seigneur Paragorius, fils de feu Sapaudus ; c’est-à-dire Justus, Matrona et Dulciorella, qui vécurent : Justus 30 ans, Matrona 20 ans, Dulciorella 9 ans. Paix sur Israël [Ps. 125,5 et 128,6]. Ils moururent la deuxième année du seigneur Egica roi » [roi wisigoth, soit entre le 24 novembre 688 et le 23 novembre 689].

La Vita Sancti Hilarii rapporte que des Juifs assistent en 449 aux obsèques de l'archevêque d'Arles Saint-Hilaire, y récitant en pleurant des élégies hébraïques. Lorsque la ville d'Arles, possession des Wisigoths, est assiégée en 508 par les Francs et les Burgondes, une partie des murailles est confiée aux Juifs selon la Vita Cesarii Episcopi.
Les interdits prescrits au concile de Clermont en 535 (exclusion des Juifs des emplois publics) et au concile d'Orléans en 538 (interdiction des mariages mixtes) restent inégalement appliqués, comme le montrent la multiplication des conciles à ce sujet.
Les mesures de ségrégation et de protection contre le prosélytisme juif n'empêche pas qu'au VIe siècle, les communautés juives ont édifié des synagogues dans les centres administratifs romains situés sur de grandes routes commerciales, tels que Marseille, Arles, Uzès, Narbonne, Clermont, Orléans, Paris et Bordeaux.
À la fin du VIe siècle, les Juifs peuvent connaître des situations très diverses : Grégoire de Tours en fait des hérétiques aux multiples défauts ; il raconte qu'en 576, une émeute détruit la synagogue de Clermont de fond en comble, à la suite de quoi les Juifs de la ville acceptent le baptême. Inversement, le Juif de Paris Priscus, conseiller du roi Chilpéric Ier (525 ? - 584), refuse la conversion, sans dommage pour lui mais ensuite le roi exige la conversion de tous les Juifs parisiens, et plus tard, d'autres de son royaume, afin de « garantir leur Salut ». Au haut Moyen Âge, ainsi que le montre Bernhard Blumenkranz, la population chrétienne paraît généralement coexister avec les Juifs sans grand problème. Parfois même, elle les soutient. Lorsque le Juif Priscus est tué à Paris, en 582, par Pathir, devenu chrétien depuis peu et parrainé par Chilpéric, Pathir doit se réfugier avec ses esclaves ou domestiques dans l'église Saint-Julien-le-Pauvre. Il réussit à s'enfuir mais l'un de ses serviteurs est sauvagement tué par la foule.
L'évêque de Tours rapporte dans son Histoire des Francs qu'ils sont bateliers, médecins, prêteurs d'argent, gestionnaires (notamment pour le compte d'abbayes), fabricants de savon de Marseille ou commerçants de corail ouvré, de vin casher, de draps, d'huiles et fruits secs provençaux.

### Période carolingienne
Les Juifs disposent d'un statut relativement favorable sous le règne de Charlemagne. Ils accèdent à de hautes fonctions. Charlemagne emploie par exemple un Juif pour rapporter de Palestine des marchandises précieuses. Un autre Juif du nom d'Isaac est envoyé par Charlemagne en 797 avec deux ambassadeurs chez Hâroun ar-Rachîd. C'est lui qui, de retour en 802 à Aix-la-Chapelle, remet à l'empereur les cadeaux reçus d'Haroun ar-Rachid, parmi lesquels un éléphant.
L'Empire carolingien comptait de nombreuses communautés juives, qui disposaient de leurs propres écoles et jouissaient de la protection de l'empereur. Alcuin et Raban Maur consultent des savants juifs dans le cadre de leurs travaux exégétiques et le médecin de Charles II le Chauve, Sdéchias, était juif. Louis le Pieux (814-833) est fidèle aux principes de son père et accorde une stricte protection aux Juifs en raison de leurs activités de négociants.
Au VIIIe siècle, le commerce entre l'Occident et l'Orient ne se fait plus que par les négociants juifs, seuls liens entre l'islam et la chrétienté après la conquête de l'Espagne par les Arabes. Il est permis de penser que les marchands juifs sont ces Juifs dits radhanites, grands voyageurs, hommes de profonde culture et parlant de nombreuses langues, qui maintiennent le contact entre l'Orient et l'Occident,.
Néanmoins, à partir du milieu du IXe siècle, plusieurs conciles tendent à restreindre la liberté des Juifs et à diffuser l'idée que les Juifs sont toujours susceptibles de trahir : tandis qu'à Bordeaux on soupçonne les Juifs d'avoir livré la ville aux Vikings en 848, Hincmar de Reims accuse le médecin juif de Charles II le Chauve de l'avoir empoisonné.

## Premiers Capétiens (987-1096)

### Premières persécutions
La vie relativement paisible des Juifs sous les Carolingiens entraîne le développement de nouvelles communautés notamment à Toulouse, Carcassonne, Chalon-sur-Saône, Sens et Metz. Mais le pouvoir des Carolingiens s'effrite vite et le sort des Juifs devient complètement dépendant du bon vouloir du pouvoir local. En 987, Hugues Capet est le premier Capétien à monter sur le trône de France. Le XIe siècle voit les premières persécutions antijuives en France et dans tout l'Occident.
En 1010, Alduin, évêque de Limoges, offre aux Juifs de son diocèse le choix entre le baptême et l'exil. Puis, en Normandie, le duc Robert Ier se serait concerté avec ses vassaux pour que tout Juif qui n'accepterait pas le baptême sur leurs terres soit éliminé. La menace est mise à exécution tandis que de nombreux Juifs se suicident. Selon les chroniqueurs Adémar de Chabannes puis Raoul Glaber, qui accréditent de faux courriers entre juifs et musulmans, les Juifs d'Occident auraient prévenu les musulmans d'expéditions chrétiennes contre eux puis les auraient incités à détruire le Saint-Sépulcre. Glaber ajoute qu'à la découverte de ce « crime », l'expulsion des Juifs fut partout décrétée. De nouveaux troubles se produisent aux alentours de 1065. Puis les combats contre les Maures en Espagne fournissent un nouveau prétexte au massacre de Juifs, bien que le pape Alexandre II condamne ces tueries.
D'autres régions de la France actuelle restent cependant plus accueillantes pour les Juifs : sous les comtes de Champagne, dont la province n'est rattachée au domaine royal qu'à la mort de Philippe le Bel, une communauté juive intellectuellement brillante prospère à Troyes. C'est aussi aux alentours de l'an mil que se constitue la communauté juive alsacienne. Quant au Midi, de 1000 à 1300, il connaît un véritable « âge d'or » dans des villes comme Narbonne, Lunel ou Montpellier. Les Juifs habitent dans un quartier séparé à Nîmes, Montpellier, Narbonne, Toulouse et durant la semaine de Pâques, les habitants peuvent leur jeter des pierres dans les rues de Béziers. Dans cette dernière ville ou à Toulouse notamment, ils doivent subir chaque année depuis le XIe siècle la colaphisation (soufflet) à l'église,,,.

### Littérature juive en France et Rachi

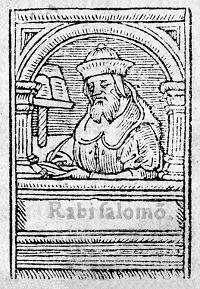
Rachi selon une gravure hollandaise du XVIe siècle.

La tranquillité qui règne encore en Champagne permet l'essor d'une littérature juive française, particulièrement de la poésie liturgique où sont évoqués les souffrances d'Israël et son espoir invincible. Puis vient l'exégèse biblique, l'interprétation simple du texte, reflétant une foi complète dans l'interprétation traditionnelle, et fondée de préférence sur le Midrash. Mais c'est surtout le Talmud et ses commentaires qui sont les plus étudiés. Ce texte ainsi que les écrits des Gueonim, en particulier leur responsa, ont été révisés et copiés puis traités comme un code de droit, commentés et étudiés, autant pour faire un exercice de dialectique que pour réfléchir à leurs conséquences pratiques.
Le plus fameux savant du début du XIe siècle, Rabbenou Guershom (960-1028), vit entre Metz et Mayence. C'est un des premiers docteurs de la loi ashkénazes. Il interdit la polygamie et la répudiation de l'épouse sans son consentement. Bien qu'il ait enseigné à de nombreux élèves dont Eliahou du Mans, son véritable successeur est l'illustre Rachi, né 12 ans après la mort de Guershom. À la même époque, Joseph Bonfils, rabbin dans le Limousin et en Anjou, crée la première union régionale de communautés juives.
La grande figure qui domine la deuxième moitié du XIe siècle et tout le judaïsme français est Salomon ben Isaac, dit Rachi de Troyes (1040-1106). Il incarne le « génie » du judaïsme de la France du Nord, son attachement à la tradition, sa foi tranquille, sa piété, ardente mais sans mysticisme, reflet de sa fonction de rabbin à Troyes et de son métier de vigneron. Son commentaire de la Bible (particulièrement du Pentateuque) est une exégèse simple et naturelle. Ses commentaires du Talmud, souvent ponctués de mots français transcrits en caractères hébreux, sont une source majeure d'information sur le français du XIe siècle, à tel point que Rachi a été qualifié de « tout premier intellectuel français ».
L'école talmudique qu'il fonde à Troyes, après avoir suivi les enseignements des rabbins de Worms et de Mayence, devient immédiatement célèbre. Il enseigne à Rashbam et à Rivam, ses petits-fils, et à Simha ben Samuel de Vitry, le compilateur du plus ancien Mahzor encore conservé, le Mahzor Vitry ; il est à l'origine de l'école des tossafistes qui fait jusqu'au XIVe siècle la réputation du judaïsme français.
Après avoir cité Rachi, le président de la République, Emmanuel Macron, rend hommage aux rabbins français du Moyen Âge en citant quelques-uns dans son discours du 20 février 2019 au Conseil représentatif des institutions juives de France (CRIF).

## Première croisade et leXIIesiècle

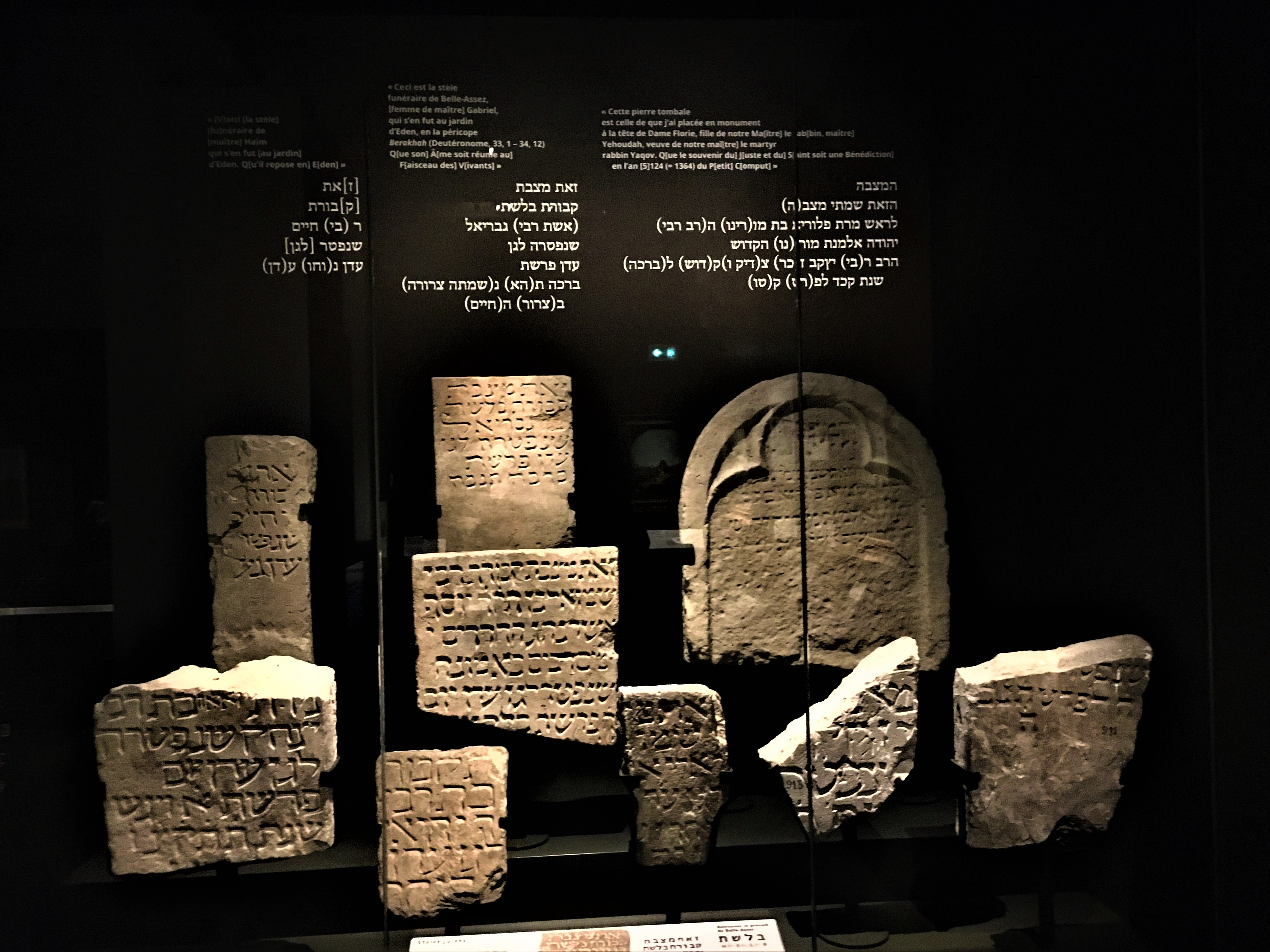
Stèles funéraires juives médiévales - Musée Carnavalet (Paris)

Au XIe siècle, le récit du chroniqueur Raoul Glaber, qui accrédite l'idée d'un complot des Juifs d'Orléans pour faire détruire le Saint-Sépulcre, a des conséquences graves pour les Juifs malgré son « invraisemblance ». Même si les Juifs de France semblent avoir un peu moins souffert des croisades que leurs coreligionnaires allemands, la première croisade prêchée par Pierre l'Ermite est un désastre pour eux. Les croisés enferment les Juifs de Rouen dans une église et exterminent, sans distinction d'âge ou de sexe, tous ceux qui refusent le baptême. Ces massacres sont rappelés dans la liturgie juive comme Gzeirot Tatnav (גזירות תתנו). Les Juifs d'Orléans et de Limoges sont également chassés de leur ville.
Les massacres les plus importants ont lieu dans la vallée du Rhin : des milliers de Juifs sont tués par les croisés et des communautés entières disparaissent alors. À Strasbourg, les Juifs sont attaqués en 1146 après le prêche de la croisade par un moine appelé Radulph.

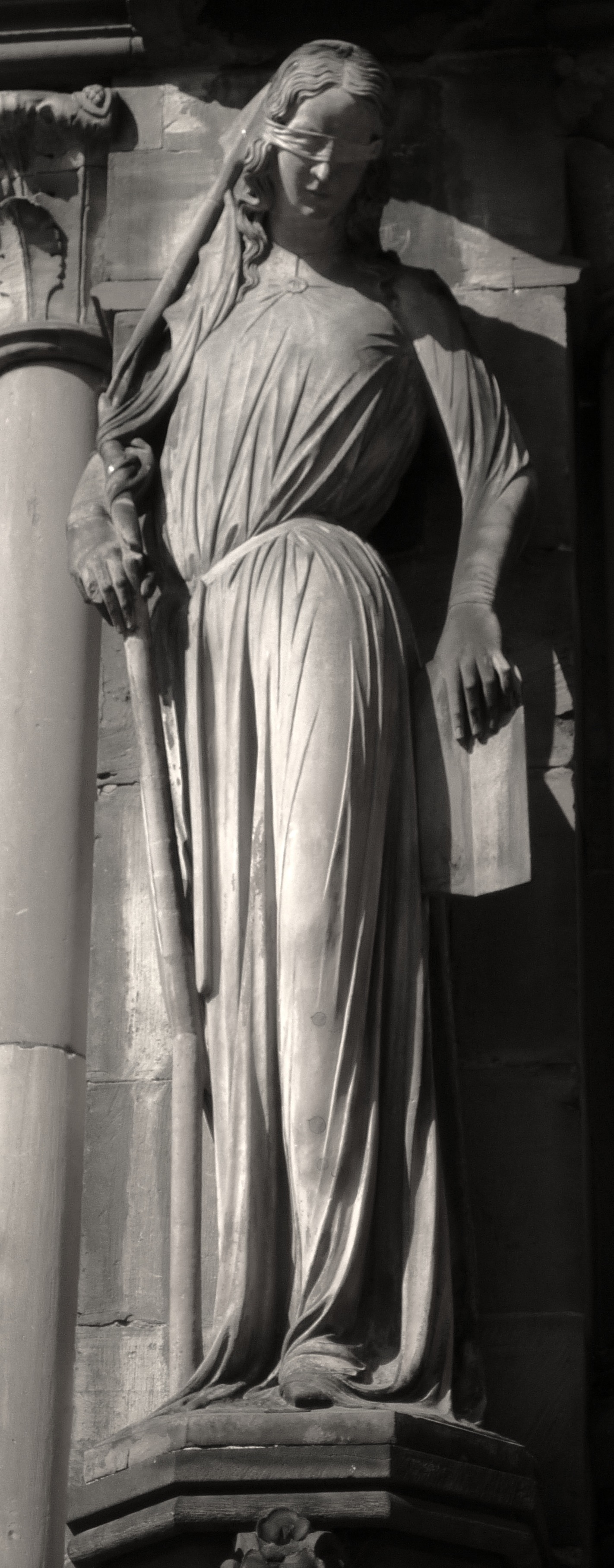
La Synagogue aux yeux bandés, portant une lance et les Tables de la Loi brisées (cathédrale de Strasbourg) – XIIIe siècle.

À l'époque des croisades (1096-1099 pour la première, 1147-1149 pour la deuxième) se développent deux des allégations les plus courantes de l'antisémitisme chrétien, à savoir que les Juifs se livreraient à des « meurtres rituels » et pratiqueraient couramment l'usure. L'accusation de meurtre rituel est liée à la volonté prêtée aux Juifs de répéter la crucifixion en tuant des chrétiens. De telles accusations deviennent fréquentes à la fin du XIIe siècle et aboutissent en 1171, à Blois, à l'envoi au bûcher de 31 Juifs.
Quant à l'accusation d'usure, elle vient de ce que le prêt à intérêt, assimilé à l'usure, est interdit aux chrétiens mais pas aux Juifs (ni aux Lombards) et donc que les Juifs deviennent souvent les banquiers des riches comme des pauvres. L'accusation d'usure permet aux emprunteurs de s'affranchir de leurs dettes. À ce propos, le philosophe Abélard dans son Dialogue d'un philosophe avec un juif et un chrétien, fait dire au Juif qu'il fait parler dans cet ouvrage, qu'il ne peut posséder ni champ ni vigne ni aucune terre, et que c'est pour cette seule raison qu'il est contraint de pratiquer l'usure.
Malgré l'hostilité qui les entoure, les Juifs du XIIe siècle ont une vie spirituelle active. L'école des tossafistes se développe en Champagne, notamment à Ramerupt autour de Rabbenou Tam, un des petits-fils de Rachi, mais aussi en Bourgogne, à Paris et en Normandie. Des réunions de rabbins venant de France ou des bords du Rhin sont même organisées à Troyes, où il y a deux synagogues, par Rabbenou Tam.
De même, le Sud de la France connaît une vie juive florissante, illustrée par les Tibbonides, et ce malgré quelques manifestations antisémites.

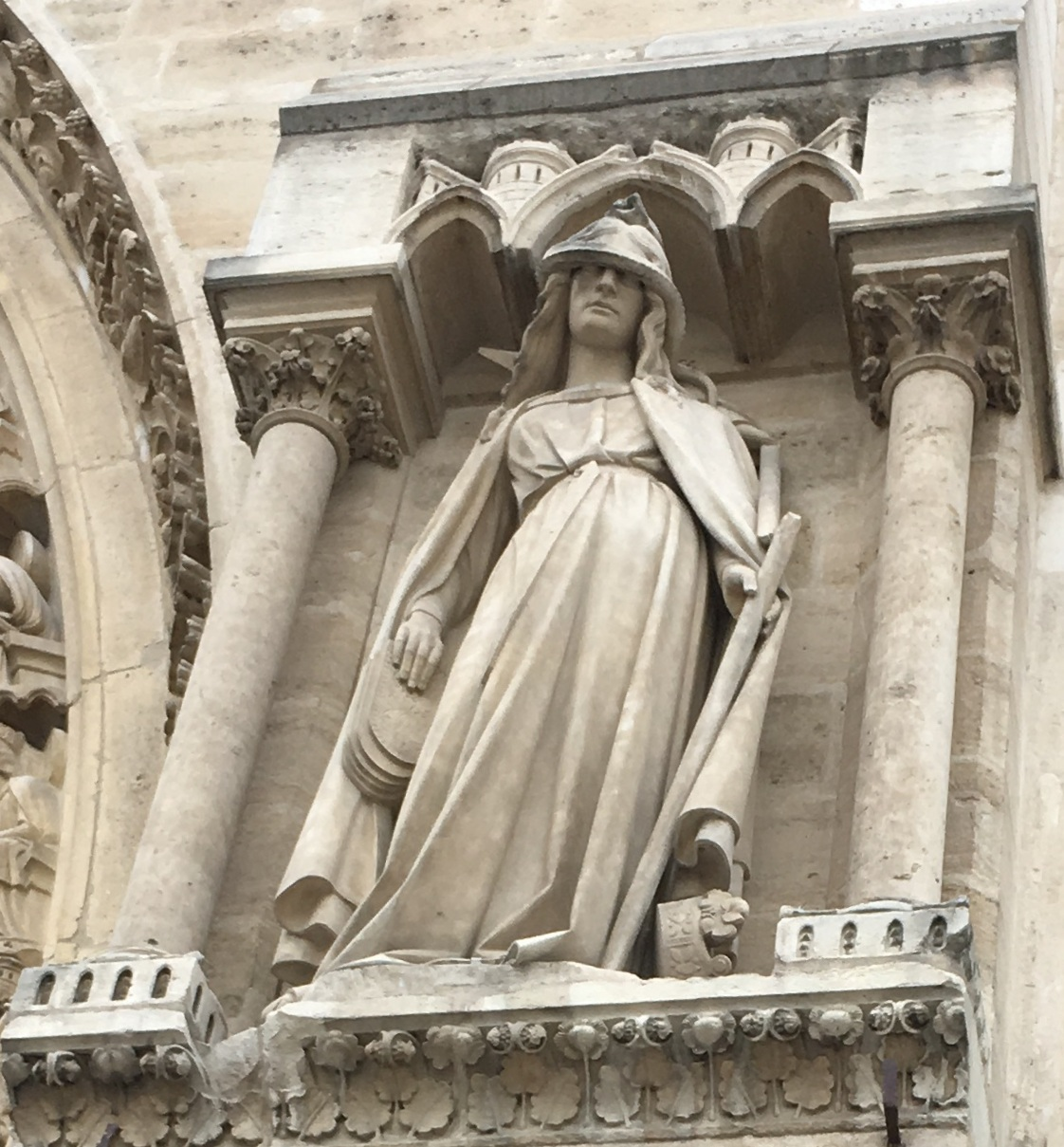
La Synagogue vaincue, les yeux bandés par un serpent menaçant, à Notre-Dame de Paris.

En Alsace, si Benjamin de Tudèle parle de plusieurs Israélites « sages et riches » à Strasbourg, l'Église propage une image dévalorisante des Juifs comme en témoigne un peu plus tard la célèbre statue de la Synagogue aux yeux bandés et à la lance brisée, au portail sud de la cathédrale de Strasbourg.
Cette image est similaire à celle qu'ont les Parisiens : le portail central de la façade principale de la cathédrale Notre-Dame de Paris est entouré de deux statues, l'une représentant l'Église triomphante et l'autre la Synagogue vaincue — reconstituée par Viollet-le-Duc après sa destruction à la Révolution —, aux yeux voilés par un serpent (en guise de bandeau), à la lance brisée, à la couronne tombée au sol et aux Tables de la Loi abaissées,,. Ecclesia et Sinagoga aveuglée est un thème récurrent de la théologie de la substitution (supercessionisme) où le christianisme, « véritable Israël », remplace le judaïsme, et où la Nouvelle alliance marque sa supériorité sur l'Ancienne, et utilise divers supports iconographiques pour le montrer. Au fil du temps, l'image de la Synagogue devient de plus en plus dévalorisante, jusqu'à se confondre avec celle du diable au XVe siècle. La présence dans le parallélisme qui existe entre cette allégorie et celle opposée de la digne Église indique toutefois l'importance de la communauté juive parisienne au XIIIe siècle lors de l'édification de la cathédrale,.
D'autres versions de même acabit sont présentes dans les cathédrales de Reims, de Bordeaux, de Metz, ou encore, en Angleterre et en Allemagne, des villes où vivent de nombreux Juifs,.

## Expulsions et retours

### Expulsion et rappel par Philippe Auguste

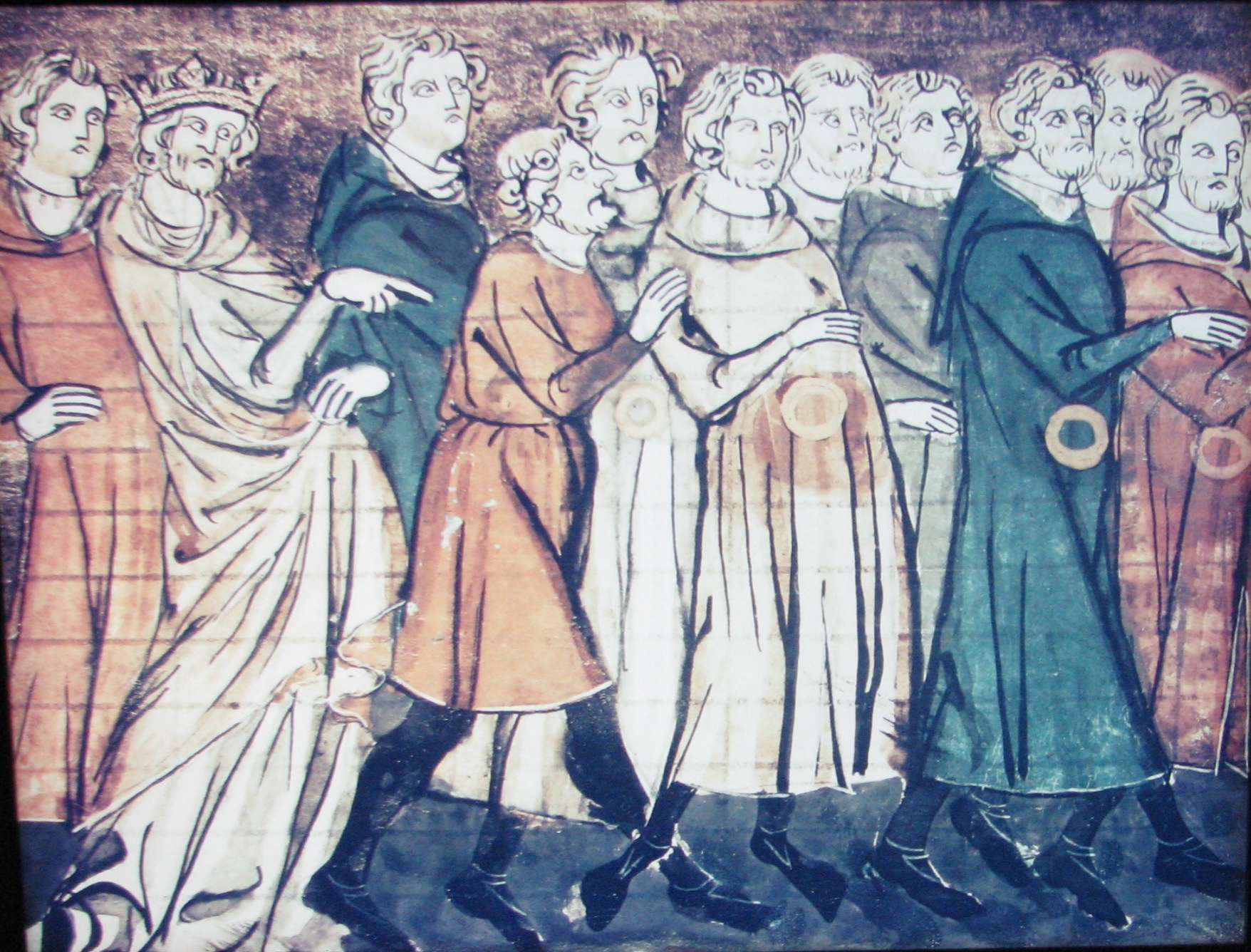
Expulsion des Juifs (portant rouelle) en 1182. Miniature des Grandes Chroniques de France.

À la fin du XIIe siècle, l'activité économique se développe et Paris connaît un grand essor auquel les Juifs participent. La population chrétienne en vient vite à les jalouser et Philippe Auguste, roi à 15 ans en 1180, entend ces plaintes. Il voit en eux des ennemis de la foi et des concurrents dangereux pour la toute nouvelle bourgeoisie commerçante. Le 10 mars 1182, un édit du souverain dépouille les Juifs de tous leurs biens et les contraint à quitter le domaine royal. Les synagogues du domaine royal sont détruites ou transformées en églises, comme celle de Paris située dans la Cité dont il ne reste aucune trace,, les biens des Juifs redistribués à des nobles ou à des corporations. Philippe Auguste inaugure alors un modèle d'expulsion-spoliation des Juifs qui va se répéter à de nombreuses reprises dans l'histoire. Les Juifs émigrent au plus près, hors du domaine royal, en Champagne ou en Bourgogne, mais aussi plus au sud en Provence. Cette première expulsion apprend à la communauté à ne pas investir en biens immobiliers mais à se contenter de numéraire et de bijoux négociables et transportables.

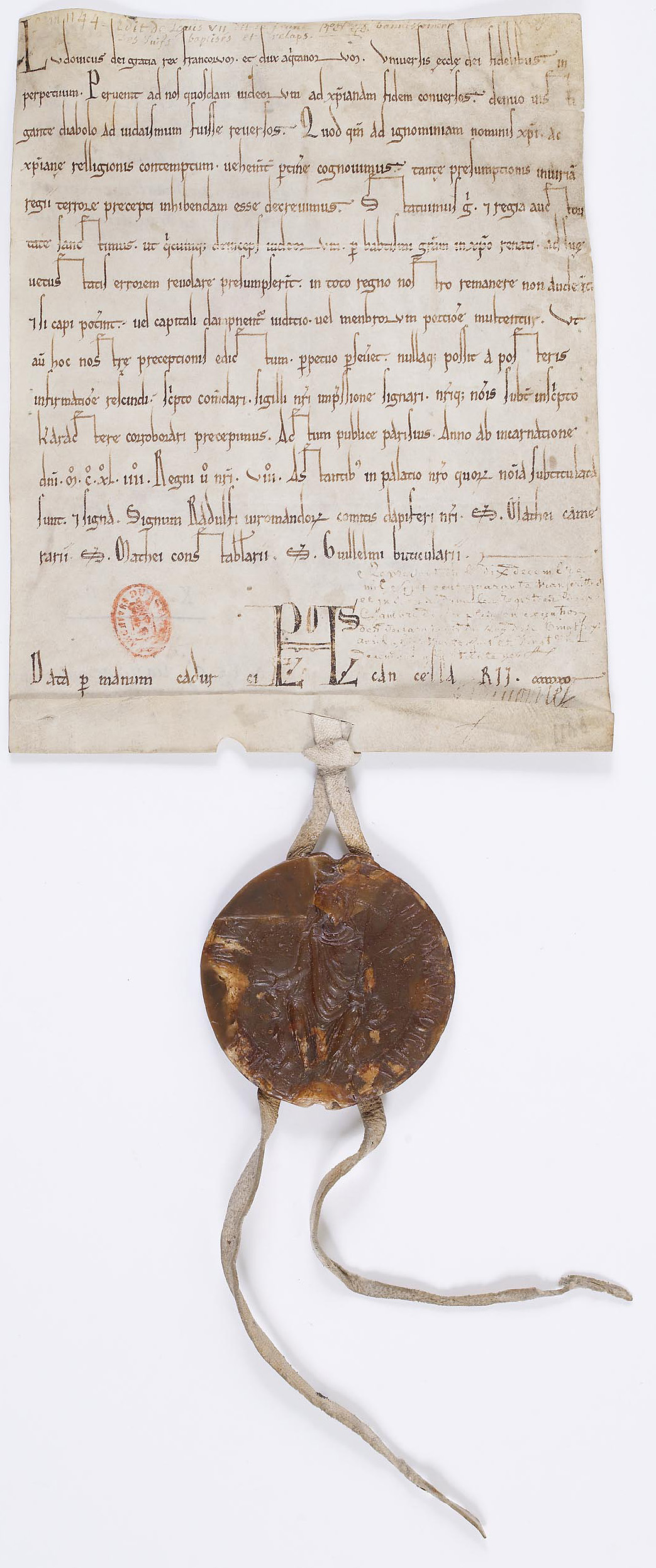
Édit du roi Louis VII le Jeune, bannissant du royaume les juifs relaps sous peine de mutilation ou de mort, Paris (1144-45)

En 1198, Philippe Auguste rappelle les Juifs. Il ne prend pas cette décision par une compassion tardive mais par un intérêt bien compris car les Juifs, par leur métier de prêteurs, contribuent à l'essor économique du Royaume. De plus, un impôt spécial frappe chacune de leurs transactions. Ce rappel des Juifs dans le Royaume s'accompagne d'un accord réciproque d'extradition des Juifs avec le comte Thibaut III de Champagne. Enfin, le roi fait des Juifs des serfs de la Couronne, les privant ainsi de la protection de l'Église. Ils sont désormais soumis complètement à l'arbitraire du roi et de ses seigneurs.
Vers 1204, trente-neuf juifs s’engagent à habiter au Petit-Châtelet aux abords du Petit-Pont (aujourd'hui dit « Petit-Pont-Cardinal-Lustiger »), en dehors de la Cité de Paris, sur la rive gauche de la Seine, peu urbanisée à l'époque. Il est en effet attesté l'existence d'au moins une juiverie sise dans le bas de la rue de la Harpe, et de trois cimetières juifs parisiens dont un plus au sud de cette même rue (voir carte ci-référencée). Entre le début du siècle et l’expulsion de 1252, les sources mentionnent aussi plusieurs boucheries, synagogues et écoles juives à Paris dont une au coin des rues de la Harpe et de la Bouclerie (actuellement : du Poirier).
Cependant, au début du XIIIe siècle, l'Église devient plus dure avec les Juifs que le roi et, en 1205, le pape Innocent III proteste contre la protection que celui-ci leur accorde. Le pape est même d'avis d'annuler les dettes envers les Juifs des seigneurs qui se croisent, ce que n'accepte pas le roi.

### Sort des Juifs du Languedoc
À la fin du XIIe siècle, les Juifs du Languedoc et du comté de Toulouse connaissent la paix et la vie intellectuelle y est brillante.
Aussi le légat du pape qui lance la croisade des albigeois ne reproche-t-il pas seulement au comte de Toulouse d'avoir laissé se développer le catharisme mais aussi d'avoir favorisé les Juifs. Ceux-ci ne sont pas massacrés comme les cathares après la défaite mais le comté de Toulouse passe, après la mort de Raymond VII, sous la possession d'Alphonse de Poitiers, frère de Saint Louis. Dès lors, les Juifs y souffrent d'un arbitraire semblable à celui qui règne à leur égard dans le royaume de Louis IX : imposition forcée et menaces d'expulsion, port de la rouelle. Les Juifs émigrent alors vers la Provence, sous la domination de la maison d'Anjou,.

### SousLouisVIIIet Saint Louis
Avec Louis VIII (1223-1226) et surtout Louis IX (1226-1270), le statut des Juifs est marqué par l'influence croissante de l'Église sans que l'intérêt de la Couronne ne soit oublié. Louis VIII, dans une ordonnance de 1223, interdit l'intérêt sur les prêts consentis par les Juifs et demande aux seigneurs de percevoir en trois ans le remboursement du capital pour le compte des Juifs.
Saint Louis poursuit cette politique en conjuguant hostilité au prêt à intérêt, et au judaïsme. Très pieux, il condamne sans réserve les prêts à intérêt et est moins sensible aux considérations fiscales que son grand-père Philippe Auguste. En décembre 1230, il oblige plusieurs seigneurs à interdire aux Juifs de faire des prêts. Mais à la même époque, l'ordonnance de 1223 interdisant le prêt à intérêt est republiée, ce qui montre qu'elle n'est pas appliquée. En 1234, le roi va plus loin et libère ses sujets du tiers de leurs dettes envers les Juifs. Puis, il ordonne que ce tiers soit restitué à ceux qui l'auraient déjà remboursé. Enfin, il interdit d'emprisonner des chrétiens ou de vendre leurs biens immobiliers afin de rembourser des dettes dues aux Juifs.

#### Procès du Talmud

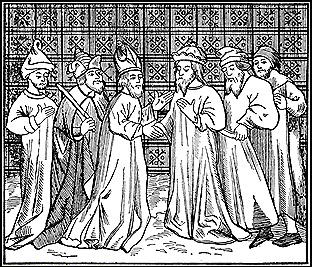
Rabbins de France au XIIIe siècle.

Des Juifs convertis au christianisme répandent l'idée que les livres saints juifs outragent celui-ci. L'un d'eux, Nicolas Donin, originaire de La Rochelle, a étudié auprès de Yehiel de Paris avant de se faire abbé. Il obtient du pape Grégoire IX, en 1239, une bulle condamnant le Talmud. S'ensuit le procès du Talmud qui aboutit à ce que le Talmud soit déclaré un livre infâme et solennellement brûlé en place de Grève en présence du prévôt des marchands de Paris et du clergé. De nombreuses autres controverses ont lieu durant le règne de Saint Louis, chaque fois aux risques et périls des Juifs.

#### Croisade des pastoureaux
Sous l'influence d'un moine et avec l'aval de la mère du roi, Blanche de Castille, des milliers de bergers ou pastoureaux prennent les armes en tant que croisés avec l'intention d'aller libérer Louis IX, fait prisonnier lors de la septième croisade. Cette nouvelle croisade échoue après s'être heurtée au clergé mais non sans avoir massacré les Juifs de Bourges.

#### Port de la rouelle

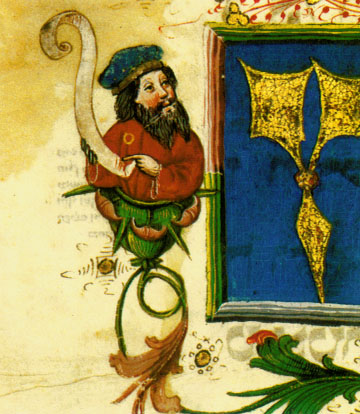
Juif allemand portant la rouelle.
Manuscrit médiéval (v. 1476).

En 1269, Louis IX impose aux Juifs le port de la rouelle qui avait été décidé par le IVe concile du Latran en 1215. La rouelle est un morceau d'étoffe portant une roue, symbole des « 30 deniers de Judas », que les Juifs doivent apposer sur leur vêtement.
Pour Jacques le Goff dans son ouvrage Saint Louis, « ces conceptions et cette pratique, cette politique antijuive, ont fait le lit de l'antisémitisme ultérieur. Saint Louis est un jalon sur la route de l'antisémitisme chrétien, occidental et français ».

### Sous Philippe le Hardi (1270-1285)
L'avènement de Philippe le Hardi ne change pas le sort des Juifs du Royaume. Ils restent soumis à de nombreuses discriminations renforcées par diverses ordonnances. À Paris en 1273 notamment, le monarque réduit le nombre d'établissements juifs : un seul cimetière reste en fonction sur les trois initialement connus.
C'est sur le plan politique que deux événements importants se produisent : à la mort de son oncle Alphonse de Poitiers, en 1271, les terres de celui-ci reviennent au roi. Les Juifs de Toulouse et d'Aquitaine partagent alors complètement le destin des Juifs du Royaume. Par contre, en 1274, Philippe le Hardi cède le Comtat Venaissin au Pape, dont le gouvernement permet aux Juifs de rester dans ses États jusqu'à la Révolution française. C'est aussi sous Philippe le Hardi que les Juifs du Royaume commencent à subir l'Inquisition introduite en France pour lutter contre les albigeois. En effet, en 1267, le pape Clément IV, dans sa bulle Turbato corde (en), déclare hérétiques les Juifs convertis au christianisme puis revenus au judaïsme. Ils sont mis sous l'autorité des inquisiteurs. En 1278, les Juifs de Toulouse enterrent un chrétien converti au judaïsme dans leur cimetière. Pour cet acte perçu comme du prosélytisme, leur rabbin Isaac Malès est condamné par l'Inquisition au bûcher.

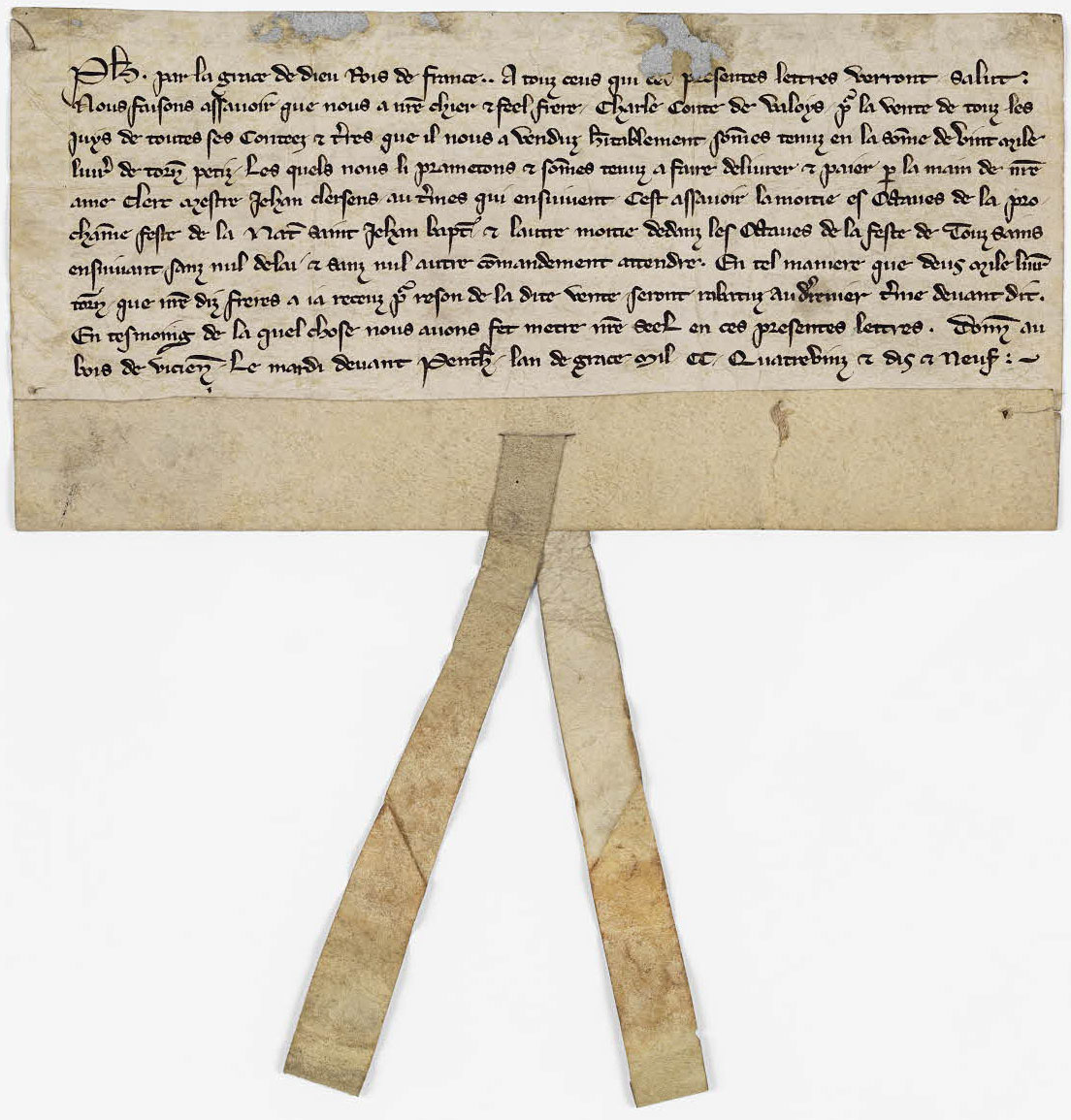
Lettre de Philippe le Bel par laquelle il reconnaît devoir à son frère Charles de Valois 20000 livres tournois pour les Juifs de tous ses comtés qu’il a vendus (2 juin 1299).

### Sous Philippe le Bel (1285-1314): persécutions, spoliations et expulsion
Philippe le Bel est certainement le roi de France le plus dur envers les Juifs et jamais autant de Juifs n'ont dépendu du roi que sous son règne. De plus, sa femme Jeanne de Navarre est comtesse de Champagne, région où est établie une riche communauté juive, longtemps protégée par les comtes de Champagne. Dès 1288, treize Juifs sont condamnés par l'Inquisition au bûcher à Troyes pour une prétendue affaire de meurtre. Deux ans plus tard, c'est le « miracle des Billettes », une affaire de profanation d'hostie imputée à un Juif.
En fait, avant même son accession au trône, Philippe le Bel a compris l'intérêt qu'il peut tirer des Juifs. Lorsque sa femme prend possession de la Champagne en 1284, il obtient des Juifs un paiement de 25 000 livres pour confirmer leur droit d'établissement dans la province. Les années suivantes, il les protège contre l'Église, de façon à se conserver une source de revenus.
Le recensement des Juifs de Paris (1 500 pour 150 000 habitants) permet d'évaluer qu'à l'époque de Philippe le Bel, les Juifs représentent 1 % de la population française, pourcentage qui va en s'amenuisant jusqu'à l'exil définitif de 1394. Gérard Nahon estime la population juive française de l'époque à 100 000 personnes, principalement en Île-de-France, en Champagne, en Normandie, dans les pays de la Loire et le Bas-Languedoc.

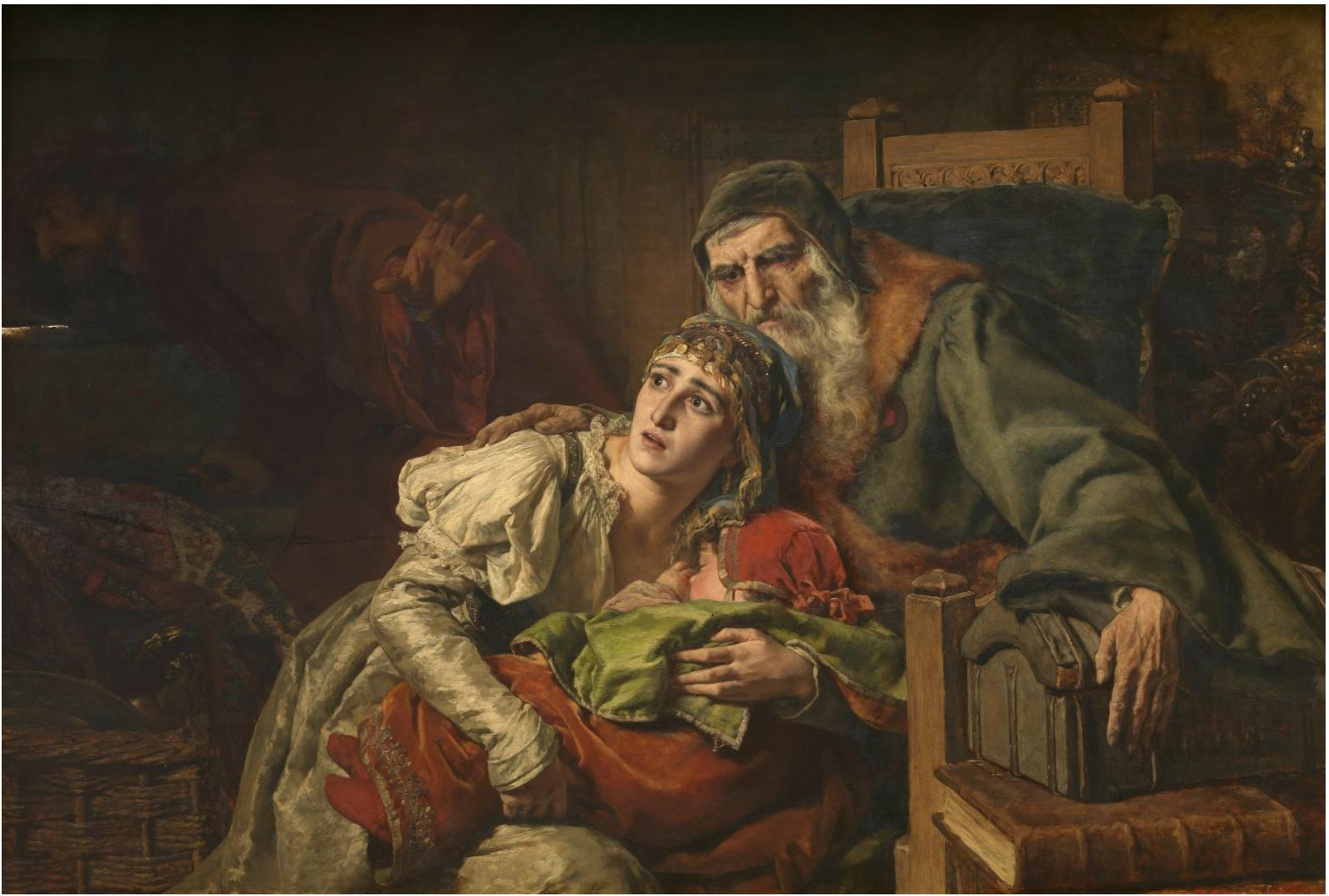
Les juifs au Moyen Âge, K. Ooms, (1890).

En 1292, une nouvelle taxe est levée sur les Juifs. En 1295, ils sont arrêtés, voient leurs biens saisis et disposent de huit jours pour les racheter, sinon ils sont vendus au bénéfice du Trésor royal. De nouvelles taxes sont encore levées en 1299 et 1303.
Enfin, en 1306, le Trésor étant vide, le roi décide de « tuer la poule aux œufs d'or », selon l'expression de la Jewish Encyclopedia. Il fait arrêter les Juifs, leur fait signifier leur exil et saisit leurs propriétés y compris leurs créances, ne rendant même pas le service à ses autres sujets de les libérer de leurs dettes. Le quartier juif (dit « Clos aux juifs ») de Rouen étant détruit après l'expulsion de plus de 5 000 Juifs de la ville, c'est l'actuel Palais de justice de style gothique qui est érigé sur ses vestiges (« la Maison sublime ») découverts en 1976, dont une yeshivah romane, la seule conservée en France,,.

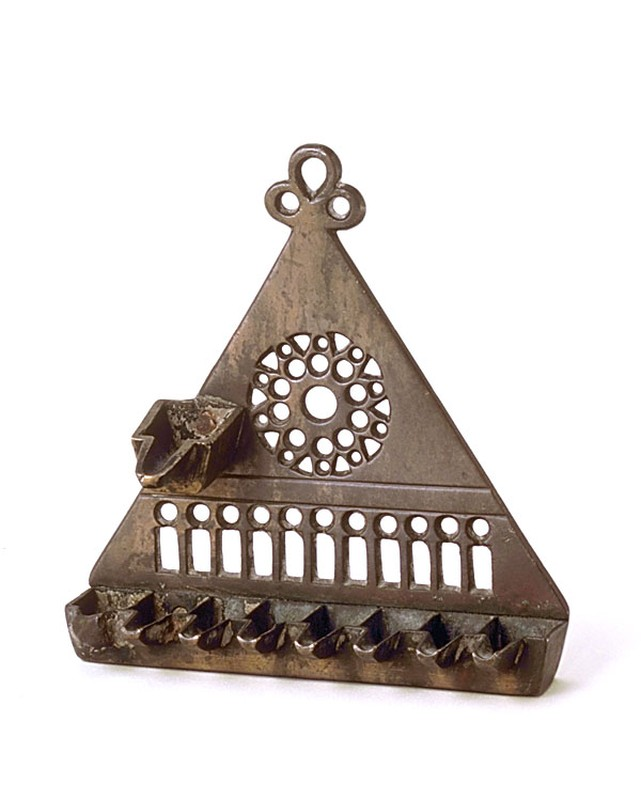
Hanoukkia, France (XIVe siècle)

On a pu estimer le nombre de Juifs exilés à plus de cent mille,. C'est un événement « bouleversant » pour la plupart des communautés juives du royaume. Le poète Geoffroi de Paris déplore cet exil dans sa Chronique rimée et regrette que les prêteurs juifs aient été plus débonnaires que les chrétiens en de telles affaires. L'exil se fait dans des conditions très dures. Le chroniqueur Jean de Saint-Victor raconte que les Juifs doivent payer pour pouvoir quitter le Royaume et que beaucoup meurent en chemin d’épuisement et de détresse. Le Royaume s'étant agrandi depuis la première expulsion sous Philippe Auguste, les Juifs doivent se réfugier plus loin cette fois-ci, dans les pays alentour, en Alsace, en Savoie et en Provence (hors du royaume de France à cette époque), en Italie, en Allemagne et en Espagne. Il en reste aujourd'hui des familles Tsarfati (qui signifie « Français » en hébreu), Narboni, Bedersi (de Béziers), etc., suivant l'habitude répandue de nommer les personnes du nom de la ville ou du pays d'où ils sont originaires.
Même si les Juifs sont rappelés en 1315, cette expulsion marque la fin du judaïsme français au Moyen Âge. Comme la révocation de l'Edit de Nantes qui condamne les protestants à l'exil en 1685, cette décision est pour l'historien Siméon Luce, un désastre pour la France et sa vie économique.

### Du rappel de 1315 par Louis le Hutin à l'expulsion finale de 1394

#### Le rappel de 1315
Chose exceptionnelle, le rappel de 1315 se fait sous la pression de la « clameur du peuple », selon les termes de l'ordonnance mais fait aussi suite à l'abolition de l'esclavage au sein du royaume de France et la mise en place de la réforme du servage par le roi qui peine à en soutirer autant qu'il le souhaite. Aussi, Louis X le Hutin les rappelle-t-il mais pour douze ans seulement, probablement pour pouvoir de nouveau les spolier comme l'avait fait son père. Louis prend soin de justifier sa décision en se référant à la politique de son ancêtre saint Louis et à la position du pape.
Mais dans ces conditions, il est probable que peu nombreux sont les Juifs qui tentent de nouveau leur chance dans le royaume de France. Ce rappel est une opération d'autant plus profitable pour le roi que les Juifs sont lourdement taxés sur les créances d'avant 1306 qu'ils arrivent à recouvrer. Ce retour des Juifs rapporte au trésor royal 122 500 livres.

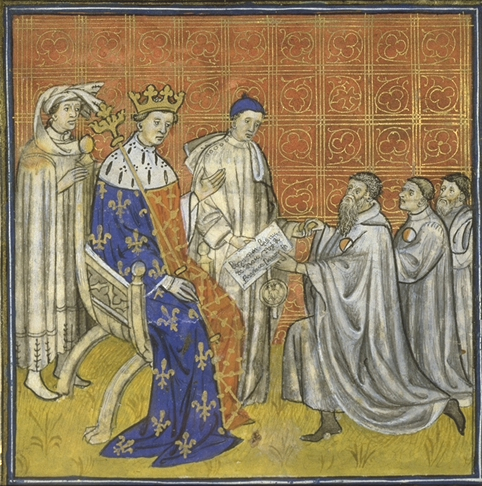
Louis X le Hutin remettant un diplôme à des Juifs portant la rouelle (XIVe siècle).
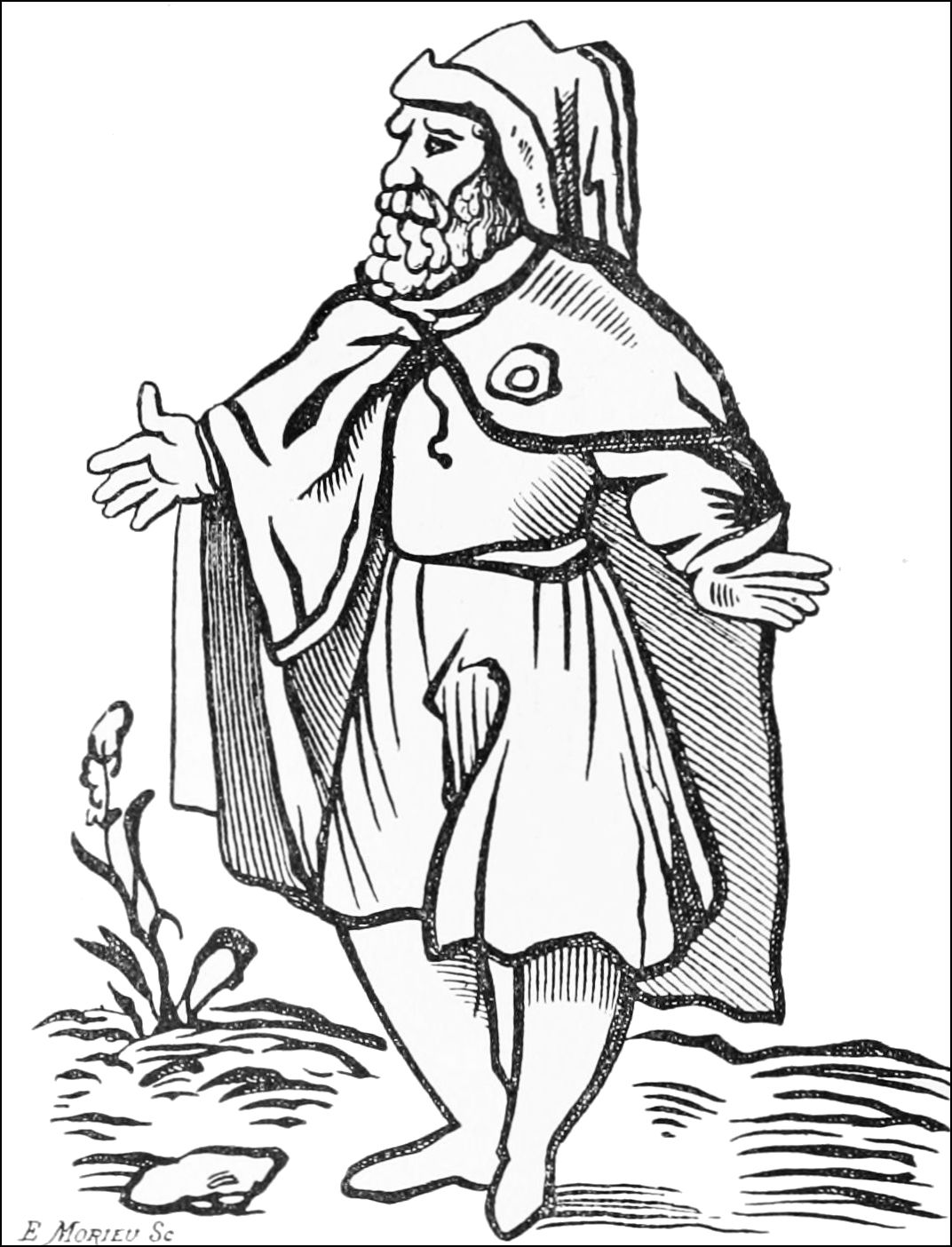
Le Juif errant portant rouelle, dessin du XIXe siècle.
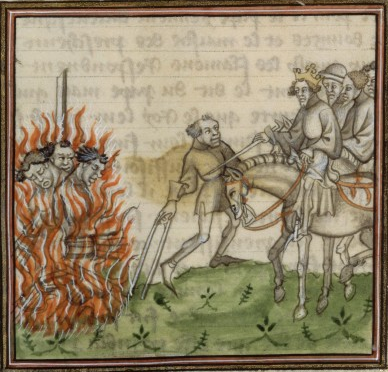
Exécution et mise au bûcher des lépreux et des Juifs ( XIVe siècle)

#### Seconde croisade des pastoureaux et l'expulsion de 1323
Il ne faut pas attendre les 12 ans concédés par Louis X le Hutin pour que les Juifs soient de nouveau frappés par le malheur. En 1320, la révolte des pastoureaux suscite son cortège de massacres de Juifs dans le Sud-Ouest de la France.
La conséquence de cette révolte est paradoxale mais se retrouve, par la suite, souvent dans l'histoire des persécutions anti-juives : le pouvoir reproche aux Juifs d'avoir suscité ces troubles par leur seule présence. Selon cette logique, c'est eux qui doivent être punis et ils sont donc à nouveau expulsés en vertu d'une ordonnance du 24 juin 1322, exécutée en 1323. Le prétexte en est donné après coup : les Juifs et les Maures se seraient conjurés avec les lépreux pour empoisonner les puits,.
En 1326, sous Jean XXII, le concile d'Avignon, rappelant celui de Latran de 1215, impose à nouveau le port de la rouelle aux Juifs de plus de quatorze ans et les « cornailles » (chapeau à cornes) aux Juives de plus de douze ans.

#### Persécutions en Alsace: massacre de la Saint-Valentin
Les communautés juives se multiplient en Alsace au début du XIVe siècle, sans doute à cause de l'expulsion des Juifs du royaume de France. Mais, dès 1336, un mouvement insurrectionnel menace les Juifs qui ne doivent leur salut à Colmar en 1337 qu'à la protection des autorités impériales et épiscopales.
L'époque la plus terrible est celle de la peste noire qui sévit en Europe de 1347 à 1349. Les Juifs en semblant épargnés, les chrétiens de France et même d'Europe se chargent de s'en venger. En Alsace et ailleurs, les Juifs sont accusés d'avoir empoisonné les puits et les rivières. À Strasbourg, en février 1349, les Juifs sont jetés au bûcher et, à la même époque, ceux de Colmar sont aussi brûlés vifs au lieu-dit Judenloch (la fosse aux Juifs).
Même si, après les émeutes, les Juifs survivants réfugiés dans les campagnes alentour peuvent revenir quelque temps en ville, ces événements marquent la transformation du judaïsme alsacien qui devient rural pour les quatre siècles suivants.

#### Rappel de 1360
En 1356, le roi de France Jean le Bon est fait prisonnier à la bataille de Poitiers par les Anglais qui exigent une rançon de 3 millions d'écus pour le libérer. Le dauphin Charles voulant renflouer quelque peu les finances royales, a alors l'idée de négocier le retour pour vingt ans des Juifs dans le Royaume moyennant quelques taxes : « une taxe d’entrée de quatorze florins par chef de famille et d’un florin pour chaque membre, et, de plus, sept florins par an et par feu et un florin pour chaque membre de la famille ». En fait, les conditions négociées par le dauphin ne sont pas trop défavorables aux Juifs et le roi Jean II, plus hostile aux Juifs que son fils, réinstaure le port de la rouelle (rouge et blanche pour ce roi). Il semble bien, en tout cas, que très peu de Juifs aient tenu à revenir dans le Royaume.

#### Expulsion finale de 1394 – bilan de plus d'un millénaire de présence juive en France
Charles V le Sage protège les Juifs durant tout son règne et prolonge leur droit de séjour.

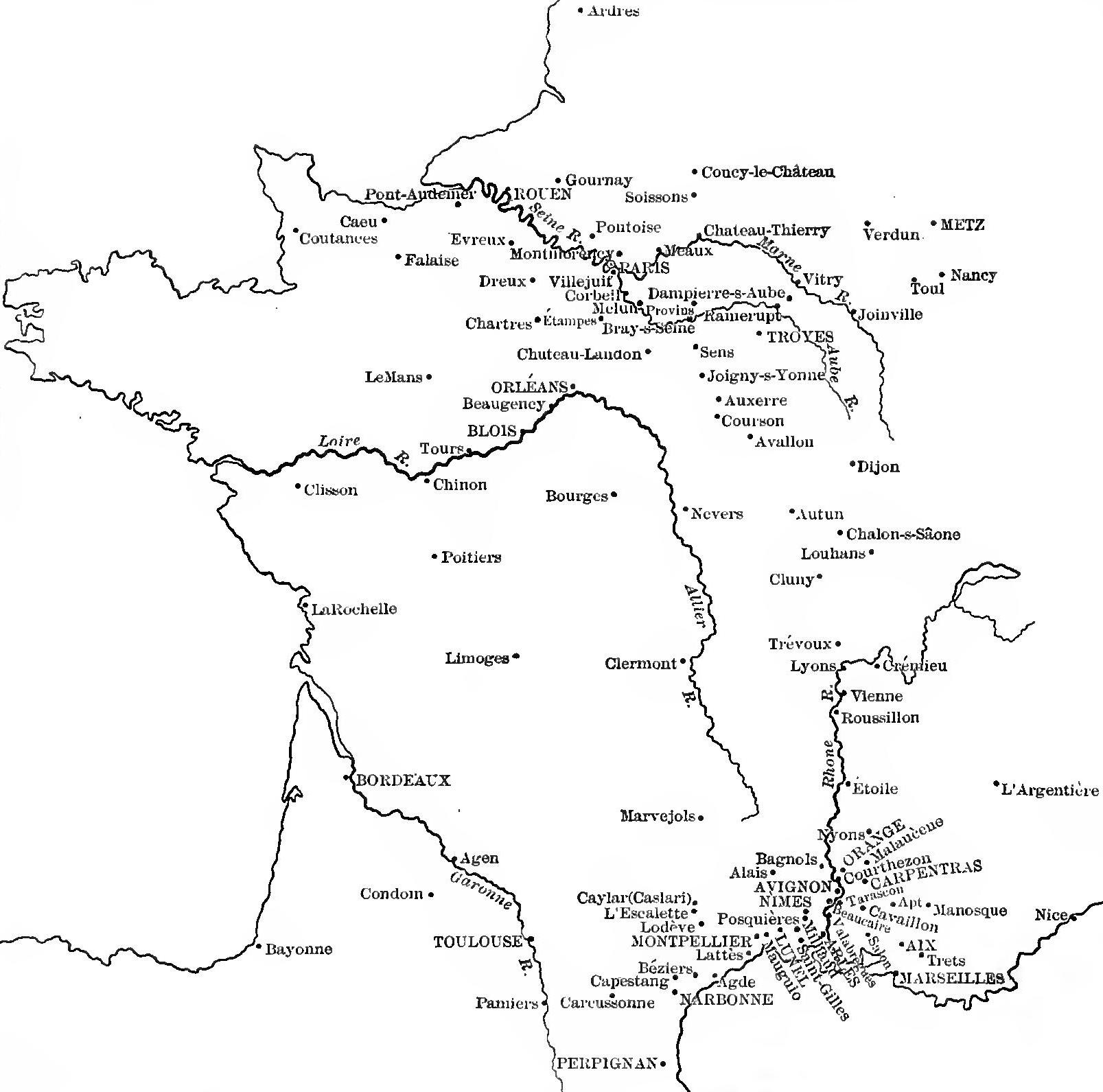
Carte de France montrant les principales villes où résidaient les Juifs avant l'expulsion de 1394

Son successeur du roi en 1380 est Charles VI le Fol, beaucoup plus influençable. Le prévôt, Hugues Aubriot, est embastillé en 1381 notamment pour impiété : avoir rendu à leur famille les enfants juifs enlevés en 1380 pour être convertis au christianisme. Sous le prétexte du retour au judaïsme d'un Juif converti au christianisme, le souverain signe, le 17 septembre 1394, un arrêt interdisant aux Juifs de séjourner dans le Royaume. L'édit prononcé par Charles VI précise : « Comme les juifs sont responsables de la famine, avec leur départ nous ne souffrirons plus jamais ». Il leur permet juste de réaliser leurs créances et de vendre leurs biens puis les fait protéger le long de leur trajet jusqu'aux frontières du royaume durant l'hiver 1395.
La communauté juive de France est estimée au temps de Louis IX de 50 000 à 100 000 personnes réparties dans l'ensemble du Royaume. Selon Gérard Nahon, s'il subsiste alors un certain habitat rural juif, une tendance à l'urbanisation apparaît nettement, l'habitat juif correspondant souvent à la proximité d'un siège administratif.
Il reste peu de choses sur le plan matériel des quatorze siècles de présence des Juifs en France jusqu'au XIVe siècle : un bâtiment juif (la Maison sublime) enfoui sous le palais de justice de Rouen,,, une maison qui fut une synagogue au XIIIe siècle à Rouffach, un mikveh de la même époque à Strasbourg (au 19 de la rue des Juifs), un autre à Montpellier et des stèles juives visibles notamment au musée de Cluny à Paris.
| \| Alençon · Alet-les-Bains · Apt · Avignon · Bagnols-sur-Cèze · Beaupréau · Bernis (Gard) · Béziers · Bué · Cangey · Carpentras · La Celle-Guenand · Chalabre (impasse) · Châlons-en-Champagne · Chambéry · Changé · Châteauneuf-de-Gadagne · Châteauneuf-du-Rhône · Châtillon-sur-Seine · Courgains · Crémieu · Dieulefit · Digne-les-Bains · Donzère · Draguignan · Épernay · Étampes · Fanjeaux · La Flèche · Fontenay (Eure) · Fréjus · Grazay · Guérande · La Haie-Fouassière · L'Isle-sur-la-Sorgue · Istres · Le Croisic · Lignières-la-Carelle · Lignol-Le-Château · Lorgues · Lourmarin · Lyon · Malaucène · Le Mans · Marigny-le-Châtel · Marvejols · Le Mesnil-Aubert · Merlieux-et-Fouquerolles · Montaigu (Vendée) · Montélimar · Montmirail (Marne) · Mortagne-sur-Sèvre · Nantes · Nice : Carriera de la Judaria · Niort · Nyons · Parthenay · Pélissanne · Pernes-les-Fontaines · La Perrière (Orne) · Peyruis · Pézenas · Pignans · Le Pin-en-Mauges · Pontlevoy · Le Puy-en-Velay · Richebourg · Riez · Robion · Saint-Fulgent-des-Ormes · Saint-Georges-du-Bois (Maine-et-Loire) · Saint-Gilles (Gard) · Saint-Herblain · Saint-Paul-Trois-Châteaux · Sancerre · Sens · Sézanne · Valence · Valensole · Vallon-sur-Gée · Vienne (Isère) · Viens · Villeneuve-en-Perseigne · Vitry-en-Perthois · Agen · Aix-en-Provence (rue du puits juif) · Argentan · Argoules · Armaucourt · Arnaville · Arquèves · Argentan · Arnaville · Aubencheul-aux-Bois · Augny · Aumale · Aups · Authumes · Autrécourt-sur-Aire · Bacqueville-en-Caux · Ballots · Barembach · Baigneux-les-Juifs · Baugé · Baume-les-Dames · Bavay · Bazoches-sur-Vesles · Behonne · Beaufort-en-Vallée · Bellegarde (Loiret · Bergheim · Berlaimont · Bermonville · Bernaville · Billy-sous-Mangiennes · Blevaincourt · Blois · Bogny-sur-Meuse · Boisbergues · Boncourt-sur-Meuse · Boulay-Moselle · Bourges · Bouxwiller (Bas-Rhin) · Boncourt-sur-Meuse · Boulay-Moselle · Bourges · Bouxwiller (Bas-Rhin) · Brezolles · Brie-Comte-Robert · Brognon (Ardennes) · Brumath · Bruyères-le-Châtel · Bruys · Buchy (Seine-Maritime) · Bué · Bugnicourt · Buis-les-Baronnies · Buxy · Caen · Cambrai · La Carneille · Castilly (Hamel aux Juifs) · Cerisy-la-Salle · Chablis (Yonne) · Chaillon · Châlons-en-Champagne · La Chapelle-Gaceline · Charny (Côte-d'Or) · Charny-sur-Meuse · Chartres · Chaumont-Porcien · Chéhéry · Chevillon (Haute-Marne) · Chuisnes · Cires-lès-Mello · Clermont-Ferrand · Commercy · Corny-Machéroménil · Coullemont · Courtenay (Loiret) · Cousolre · Crasville · Darnétal · Daubeuf-la-Campagne · Dominois · Dompierre-sur-Helpe · Douai · Drachenbronn-Birlenbach · Dury (Somme) · Écardenville-la-Campagne · Échenoz-la-Méline · Épernon · Escarmain · Esquéhéries · Estrun · Étréaupont · Étrepy · Fenétrange · Ferreux-Quincey · Flavy-le-Martel · Florent-en-Argonne · La Folie · Fontaine-Guérin · Foucaucourt-sur-Thabas · Fraillicourt · Francourville · Fresnois-la-Montagne · Froeningen · Gaillefontaine · Gamaches-en-Vexin · Gauville (Somme) · Gennes (Maine-et-Loire) · Gerstheim · Gespunsart · Giverny · Gondrecourt-le-Château · Gonnelieu · Gorron · Gourdon (Lot) · Les Grandes-Ventes · Granville · Gray · Hagenbach · Hannogne-Saint-Rémy · Haute-Amance · Hautmont · Havrincourt · Hohengoeft · Honnecourt-sur-Escaut · Huppy · Ingersheim · Jeanménil · Joigny · Joigny-sur-Meuse · Kingersheim · Krautergersheim · Laferté-sur-Aube · Lagnieu · Joigny · Joigny-sur-Meuse · Kingersheim · Krautergersheim · Laferté-sur-Aube · Lafresguimont-Saint-Martin · Lagnieu · Lametz · Landifay-et-Bertaignemont · Landouzy-la-Ville · Laperrière-sur-Saône · Lays-sur-le-Doubs · Ligny-le-Châtel · Lingolsheim · Livry-sur-Seine · Longueville (Calvados) · Loye-sur-Arnon · Marigny-le-Châtel · Maroilles (Nord) · Marolles-sous-Lignières · Matougues · Maulévrier · Mécrun · Méré (Yonne) · Merlieux-et-Fouquerolles · Mervent · Mézangers · Mignères · Mignières · Milly-la-Forêt · Mommenheim · Mons (Charente) (Prairie des Juifs) · Montcenis · Montebourg · Montgenost · Monthermé · Montmartin-sur-Mer · Montmorency-Beaufort · Montreuil (Pas-de-Calais) · Montreuil-l'Argillé · Moyen · Mulhouse · Mutzig · Mussy-sur-Seine · Nettancourt · Neuillé-Pont-Pierre · La Neuville-à-Maire · La Neuville-au-Pont · Niedermodern · Niedervisse · Nogent-le-Roi (rue du pont aux Juifs) · Norrey-en-Auge · Noyal-Muzillac · Nyoiseau · Obernai · Ollé · Orléans · Pagny-la-Ville · Palinges · Péronne · Péroy-les-Gombries · Pertuis (Vaucluse) · Pierregot · Pipriac (la Noë aux Juifs) · Piseux (la Noé juive) · Pissotte · Plainfaing · Plomion · Poix-du-Nord · Pompierre-sur-Doubs · Pourcy · Préaux · Prisces · Provins · Quiévy · Quincampoix · Regnauville · Reguisheim · Reichshoffen · Remilly-sur-Lozon · Résigny · Ribeauvillé · Richwiller · Riquewihr · Rothonay · Rouen · Rougemont (Côte-d'Or) · Rougemont (Doubs) · Rue (Somme) · Rumaucourt · Ry · Sablé-sur-Sarthe · Sains-Richaumont · Saint-Alexandre (Gard) (Pas des Juifs) · Saint-Blimont · Saint-Denis-d'Anjou · Saint-Denis-de-l'Hôtel · Saint-Dié-des-Vosges · Saint-Florentin (Yonne) · Saint-Genix-sur-Guiers · Saint-Gondon · Saint-Lambert-des-Levées (rue juive) · Saint-Laurent-Nouan · Saint-Martin-d'Ablois · Saint-Maurice-sur-Aveyron · Saint-Nicolas-de-Port · Saint-Pierre-de-Bailleul · Saint-Pierre-Tarentaine · Saint-Rémy (Côte-d'Or) · Saint-Souplet · Sainte-Marguerite-sur-Mer · Sarre-Union · Sarrey · Schalbach · Schirrhoffen · Schweighouse-sur-Moder · Schwenheim · Senaide · Senonches · Seppois-le-Bas · Sommevoire · Soppe-le-Bas · Soufflenheim · Senaide · Seppois-le-Bas · Sommevoire · Soppe-le-Bas · Soufflenheim · Souvigny · Strasbourg · Suèvres · Tarascon · Théméricourt · Thenelles · Thezey-Saint-Martin · Thièvres (Pas-de-Calais) · Le Titre · Trannes · Trois-Fontaines-l'Abbaye · Tronville · Valmy · Varennes-en-Argonne · Vaudrey · Vauvert · Vaux-lès-Rubigny · Vecqueville · Velet · Vertrieu · Vertus · Villebon (Eure-et-Loir) · Villenave d'Ornon (Île des Juifs) · Villers-lès-Mangiennes · Villers-l'Hôpital · Villiers-Fossard · Vironchaux · Vittonville · Volmunster · Le Vrétot · Walschbronn · Westhoffen · Wissembourg · Bellegarde (Loiret) · Bourges · Grussenheim · Ingwiller · Lurcy · Méré (Yonne) · Pont-de-Veyle · La Réole · Rouffach · Schwindratzheim · Vaudelnay · Bazouges-sur-le-Loir · Bonnefontaine · Chaudenay · Faugères · Les Rosiers-sur-Loire · Saumur · Bar-le-Duc (rue du cimetière israélite) · Bordeaux (rue judaïque) · La Canourgue (Montjézieu) · Cavaillon (rue hébraïque) · Clermont-Ferrand (rue Fontgiève) · Courtemaux (la Mort aux Juifs) · Conteville (Eure) (la Judée) · Équeurdreville-Hainneville (la Judée) · Fermanville (la Judée) · Le Guislain (la Judée) · Lavaur (rue Joux-Aygues) · Marseille (traverse du cimetière des Juifs) · Metz (En Jurue) · Périgueux (rue judaïque) · Planquery (la Judée) · Remiremont (chemin des Israélites) · Rions (rue judaïque) · Toulouse (rue Joutx-Aigues) \| indique l'utilisation du terme juif · indique l'utilisation des termes rue juive · indique l'utilisation du terme juiverie · indique l'utilisation d'un autre terme désignant les Juifs |
| Alençon · Alet-les-Bains · Apt · Avignon · Bagnols-sur-Cèze · Beaupréau · Bernis (Gard) · Béziers · Bué · Cangey · Carpentras · La Celle-Guenand · Chalabre (impasse) · Châlons-en-Champagne · Chambéry · Changé · Châteauneuf-de-Gadagne · Châteauneuf-du-Rhône · Châtillon-sur-Seine · Courgains · Crémieu · Dieulefit · Digne-les-Bains · Donzère · Draguignan · Épernay · Étampes · Fanjeaux · La Flèche · Fontenay (Eure) · Fréjus · Grazay · Guérande · La Haie-Fouassière · L'Isle-sur-la-Sorgue · Istres · Le Croisic · Lignières-la-Carelle · Lignol-Le-Château · Lorgues · Lourmarin · Lyon · Malaucène · Le Mans · Marigny-le-Châtel · Marvejols · Le Mesnil-Aubert · Merlieux-et-Fouquerolles · Montaigu (Vendée) · Montélimar · Montmirail (Marne) · Mortagne-sur-Sèvre · Nantes · Nice : Carriera de la Judaria · Niort · Nyons · Parthenay · Pélissanne · Pernes-les-Fontaines · La Perrière (Orne) · Peyruis · Pézenas · Pignans · Le Pin-en-Mauges · Pontlevoy · Le Puy-en-Velay · Richebourg · Riez · Robion · Saint-Fulgent-des-Ormes · Saint-Georges-du-Bois (Maine-et-Loire) · Saint-Gilles (Gard) · Saint-Herblain · Saint-Paul-Trois-Châteaux · Sancerre · Sens · Sézanne · Valence · Valensole · Vallon-sur-Gée · Vienne (Isère) · Viens · Villeneuve-en-Perseigne · Vitry-en-Perthois · Agen · Aix-en-Provence (rue du puits juif) · Argentan · Argoules · Armaucourt · Arnaville · Arquèves · Argentan · Arnaville · Aubencheul-aux-Bois · Augny · Aumale · Aups · Authumes · Autrécourt-sur-Aire · Bacqueville-en-Caux · Ballots · Barembach · Baigneux-les-Juifs · Baugé · Baume-les-Dames · Bavay · Bazoches-sur-Vesles · Behonne · Beaufort-en-Vallée · Bellegarde (Loiret · Bergheim · Berlaimont · Bermonville · Bernaville · Billy-sous-Mangiennes · Blevaincourt · Blois · Bogny-sur-Meuse · Boisbergues · Boncourt-sur-Meuse · Boulay-Moselle · Bourges · Bouxwiller (Bas-Rhin) · Boncourt-sur-Meuse · Boulay-Moselle · Bourges · Bouxwiller (Bas-Rhin) · Brezolles · Brie-Comte-Robert · Brognon (Ardennes) · Brumath · Bruyères-le-Châtel · Bruys · Buchy (Seine-Maritime) · Bué · Bugnicourt · Buis-les-Baronnies · Buxy · Caen · Cambrai · La Carneille · Castilly (Hamel aux Juifs) · Cerisy-la-Salle · Chablis (Yonne) · Chaillon · Châlons-en-Champagne · La Chapelle-Gaceline · Charny (Côte-d'Or) · Charny-sur-Meuse · Chartres · Chaumont-Porcien · Chéhéry · Chevillon (Haute-Marne) · Chuisnes · Cires-lès-Mello · Clermont-Ferrand · Commercy · Corny-Machéroménil · Coullemont · Courtenay (Loiret) · Cousolre · Crasville · Darnétal · Daubeuf-la-Campagne · Dominois · Dompierre-sur-Helpe · Douai · Drachenbronn-Birlenbach · Dury (Somme) · Écardenville-la-Campagne · Échenoz-la-Méline · Épernon · Escarmain · Esquéhéries · Estrun · Étréaupont · Étrepy · Fenétrange · Ferreux-Quincey · Flavy-le-Martel · Florent-en-Argonne · La Folie · Fontaine-Guérin · Foucaucourt-sur-Thabas · Fraillicourt · Francourville · Fresnois-la-Montagne · Froeningen · Gaillefontaine · Gamaches-en-Vexin · Gauville (Somme) · Gennes (Maine-et-Loire) · Gerstheim · Gespunsart · Giverny · Gondrecourt-le-Château · Gonnelieu · Gorron · Gourdon (Lot) · Les Grandes-Ventes · Granville · Gray · Hagenbach · Hannogne-Saint-Rémy · Haute-Amance · Hautmont · Havrincourt · Hohengoeft · Honnecourt-sur-Escaut · Huppy · Ingersheim · Jeanménil · Joigny · Joigny-sur-Meuse · Kingersheim · Krautergersheim · Laferté-sur-Aube · Lagnieu · Joigny · Joigny-sur-Meuse · Kingersheim · Krautergersheim · Laferté-sur-Aube · Lafresguimont-Saint-Martin · Lagnieu · Lametz · Landifay-et-Bertaignemont · Landouzy-la-Ville · Laperrière-sur-Saône · Lays-sur-le-Doubs · Ligny-le-Châtel · Lingolsheim · Livry-sur-Seine · Longueville (Calvados) · Loye-sur-Arnon · Marigny-le-Châtel · Maroilles (Nord) · Marolles-sous-Lignières · Matougues · Maulévrier · Mécrun · Méré (Yonne) · Merlieux-et-Fouquerolles · Mervent · Mézangers · Mignères · Mignières · Milly-la-Forêt · Mommenheim · Mons (Charente) (Prairie des Juifs) · Montcenis · Montebourg · Montgenost · Monthermé · Montmartin-sur-Mer · Montmorency-Beaufort · Montreuil (Pas-de-Calais) · Montreuil-l'Argillé · Moyen · Mulhouse · Mutzig · Mussy-sur-Seine · Nettancourt · Neuillé-Pont-Pierre · La Neuville-à-Maire · La Neuville-au-Pont · Niedermodern · Niedervisse · Nogent-le-Roi (rue du pont aux Juifs) · Norrey-en-Auge · Noyal-Muzillac · Nyoiseau · Obernai · Ollé · Orléans · Pagny-la-Ville · Palinges · Péronne · Péroy-les-Gombries · Pertuis (Vaucluse) · Pierregot · Pipriac (la Noë aux Juifs) · Piseux (la Noé juive) · Pissotte · Plainfaing · Plomion · Poix-du-Nord · Pompierre-sur-Doubs · Pourcy · Préaux · Prisces · Provins · Quiévy · Quincampoix · Regnauville · Reguisheim · Reichshoffen · Remilly-sur-Lozon · Résigny · Ribeauvillé · Richwiller · Riquewihr · Rothonay · Rouen · Rougemont (Côte-d'Or) · Rougemont (Doubs) · Rue (Somme) · Rumaucourt · Ry · Sablé-sur-Sarthe · Sains-Richaumont · Saint-Alexandre (Gard) (Pas des Juifs) · Saint-Blimont · Saint-Denis-d'Anjou · Saint-Denis-de-l'Hôtel · Saint-Dié-des-Vosges · Saint-Florentin (Yonne) · Saint-Genix-sur-Guiers · Saint-Gondon · Saint-Lambert-des-Levées (rue juive) · Saint-Laurent-Nouan · Saint-Martin-d'Ablois · Saint-Maurice-sur-Aveyron · Saint-Nicolas-de-Port · Saint-Pierre-de-Bailleul · Saint-Pierre-Tarentaine · Saint-Rémy (Côte-d'Or) · Saint-Souplet · Sainte-Marguerite-sur-Mer · Sarre-Union · Sarrey · Schalbach · Schirrhoffen · Schweighouse-sur-Moder · Schwenheim · Senaide · Senonches · Seppois-le-Bas · Sommevoire · Soppe-le-Bas · Soufflenheim · Senaide · Seppois-le-Bas · Sommevoire · Soppe-le-Bas · Soufflenheim · Souvigny · Strasbourg · Suèvres · Tarascon · Théméricourt · Thenelles · Thezey-Saint-Martin · Thièvres (Pas-de-Calais) · Le Titre · Trannes · Trois-Fontaines-l'Abbaye · Tronville · Valmy · Varennes-en-Argonne · Vaudrey · Vauvert · Vaux-lès-Rubigny · Vecqueville · Velet · Vertrieu · Vertus · Villebon (Eure-et-Loir) · Villenave d'Ornon (Île des Juifs) · Villers-lès-Mangiennes · Villers-l'Hôpital · Villiers-Fossard · Vironchaux · Vittonville · Volmunster · Le Vrétot · Walschbronn · Westhoffen · Wissembourg · Bellegarde (Loiret) · Bourges · Grussenheim · Ingwiller · Lurcy · Méré (Yonne) · Pont-de-Veyle · La Réole · Rouffach · Schwindratzheim · Vaudelnay · Bazouges-sur-le-Loir · Bonnefontaine · Chaudenay · Faugères · Les Rosiers-sur-Loire · Saumur · Bar-le-Duc (rue du cimetière israélite) · Bordeaux (rue judaïque) · La Canourgue (Montjézieu) · Cavaillon (rue hébraïque) · Clermont-Ferrand (rue Fontgiève) · Courtemaux (la Mort aux Juifs) · Conteville (Eure) (la Judée) · Équeurdreville-Hainneville (la Judée) · Fermanville (la Judée) · Le Guislain (la Judée) · Lavaur (rue Joux-Aygues) · Marseille (traverse du cimetière des Juifs) · Metz (En Jurue) · Périgueux (rue judaïque) · Planquery (la Judée) · Remiremont (chemin des Israélites) · Rions (rue judaïque) · Toulouse (rue Joutx-Aigues) |

Camille Enlart pouvait écrire en 1929 : « Beaucoup de synagogues ont existé en France au Moyen Âge. Elles furent plus ou moins importantes suivant le nombre et la fortune des diverses communautés juives […]. Au cours des persécutions dont les Juifs ont été l'objet au Moyen Âge, toutes les synagogues ont été détruites ainsi que les cimetières qui les avoisinaient ». Mais dans plus de 400 villes ou villages de France, on trouve une rue de la Juiverie ou une rue des Juifs qui rappellent l'implantation de cette France juive rurale qui disparut au XIVe siècle, à l'exception des communautés d'Alsace et des États pontificaux.
La carte ci-contre représente ces rues des Juifs et donne un aperçu de l'implantation des Juifs au Moyen Âge. On y repère les communautés alsaciennes et provençales ainsi qu'une implantation significative dans toute la France du nord particulièrement en Champagne et en Normandie jusqu'à la Haute-Bretagne.
Sur le plan spirituel, le patrimoine est incommensurable grâce à Rachi dont les commentaires de la Torah et du Talmud ainsi que ceux des tossafistes font encore aujourd'hui eux-mêmes l'objet de multiples commentaires. Quant à la science profane, elle a beaucoup profité des médecins juifs installés à Montpellier ou Lunel avec les Tibbonides particulièrement qui traduisirent les traités de médecine antiques ou arabes. La langue française elle-même a été enrichie par la présence juive et doit une partie de sa préservation aux travaux de Rachi (1040-1105).
Les derniers siècles du Moyen Âge ont aussi légué quelques thèmes de l'antijudaïsme chrétien repris plus tard tels la profanation d'hostie, le meurtre rituel, l'empoisonnement des puits, l'usure. Une représentation de cette haine des Juifs est encore visible sur la cathédrale de Strasbourg, avec la statue de la synagogue aux yeux bandés, ou à la collégiale Saint-Martin de Colmar avec une Judensau (une gargouille montre une truie allaitant ses porcelets et des Juifs). C'est le pape Jean XXIII et le concile Vatican II puis Jean-Paul II qui mettent fin à ce que Jules Isaac appelle « l'enseignement du mépris ».

#### Vie sociale des Juifs au Moyen Âge

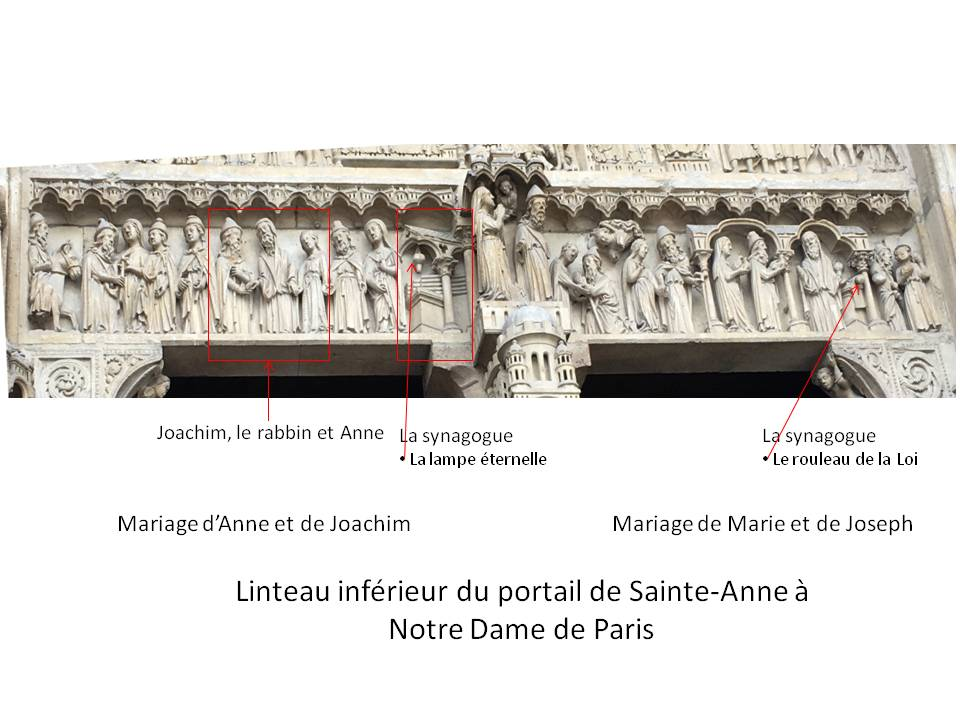
Linteau inférieur du portail Sainte-Anne de Notre-Dame de Paris

##### Vêtements et noms
Jusqu'au XIIIe siècle, les Juifs sont bien insérés dans la société française. Leur habit ne porte pas de signe distinctif, sauf en Alsace où les Juifs portent papillottes et chapeau pointu, mais c'est une terre d'Empire et pas une province française. Leur parler est celui de la population environnante comme l'attestent quelques traductions connues de textes de prière. Leurs noms, qui à cette époque se réduisait en France à nos actuels prénoms suivis en hébreu de la mention de leur père puis parfois d'un sobriquet personnel, sont ceux de la Bible hébraïque, tandis que les chrétiens portent ceux du Nouveau Testament et des saints. Les expulsions devenant le lot des Juifs à partir du XIIe siècle, ils ajoutent de plus en plus souvent à leur nom celui de leur ville d'origine.

##### Quartiers
On constate très tôt, en France, l'habitude qu'ont les Juifs de se rassembler dans des quartiers spécifiques, ce qui leur facilite la vie synagogale, l'éducation des enfants et le respect de la cacheroute, avec l'abattage rituel. Dès le IXe siècle, un tel quartier existe à Vienne. Mais, quelques siècles plus tard, ce qui était une volonté des Juifs devient une obligation et, en 1294, les Juifs de Paris doivent s'établir dans quatre rues.

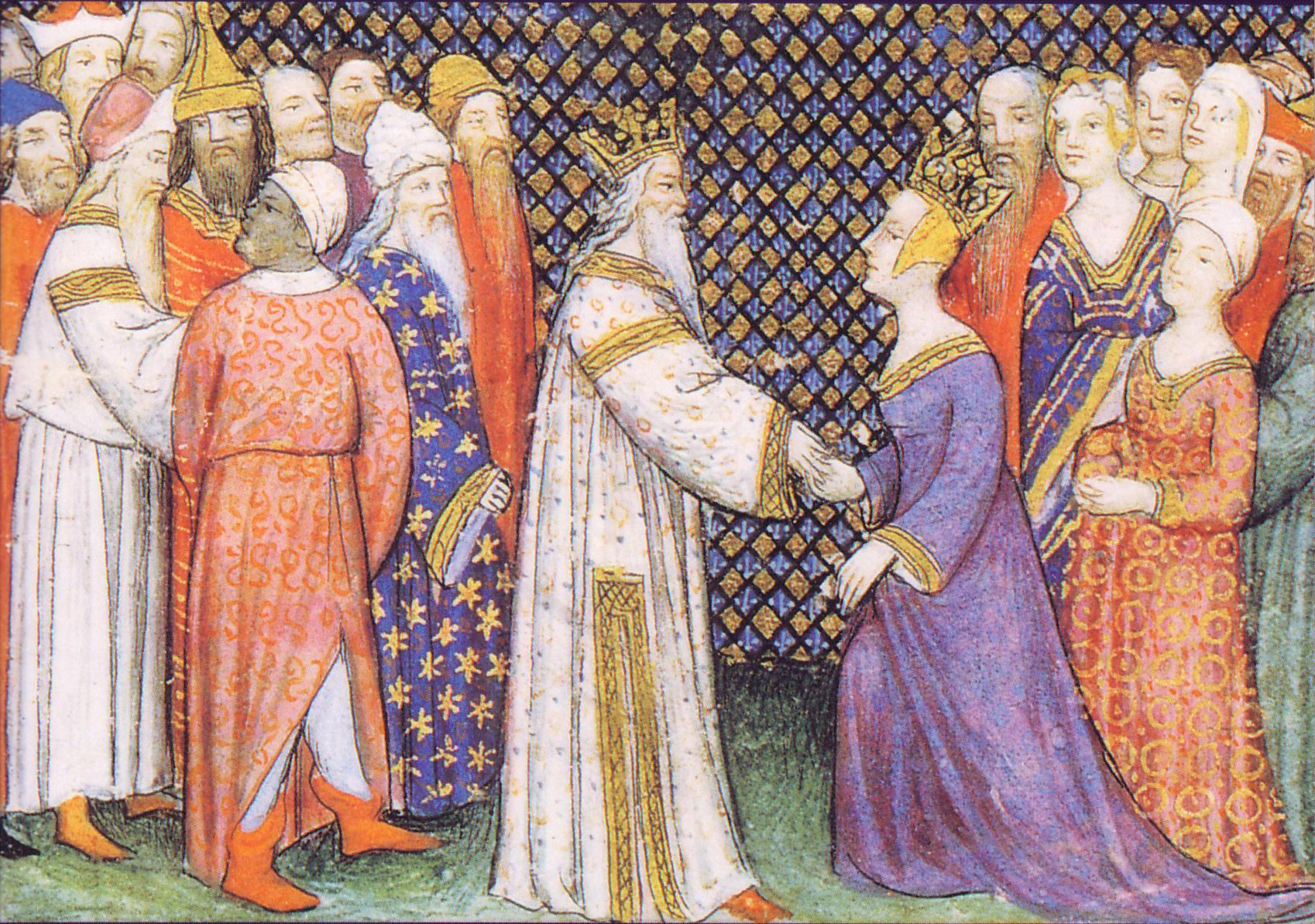
Un juif à chapeau pointu est présent au couronnement de Pharamond Childéric et la reine Basine de Thuringe, (Ve siècle)

Les Juifs disposent de nombreuses synagogues, souvent plusieurs par ville comme en témoignent les ventes aux enchères à la suite de l'expulsion de 1306. L'école élémentaire pouvait être gratuite comme le montrent des actes notariés de 1407 à Arles. Quant aux écoles juives, Benjamin de Tudèle en cite de nombreuses dans le Sud de la France, à Narbonne, Montpellier ou Marseille et Rachi et ses continuateurs forment des « dynasties de savants ». Le linteau inférieur du portail Sainte-Anne de la cathédrale Notre-Dame de Paris, qui représente les mariages de sainte Anne et de sa fille Marie montre les Juifs et la synagogue tels que les voyait le sculpteur : les Juifs portent un chapeau pointu, le rabbin un châle de prière et la synagogue est représentée avec sa lampe éternelle, le rouleau de la Loi et d'autres livres.

##### Professions
Au haut Moyen Âge, les Juifs ne paraissent pas connaître de limitations dans leur vie professionnelle. Charlemagne avait même employé des Juifs dans certaines de ses ambassades. Jusqu'au XIIe siècle, beaucoup sont vignerons. Cependant, à partir de cette époque, les nombreuses restrictions ne laissent guère d'autres activités aux Juifs que le commerce, le crédit et la médecine.
En 1415, une bulle de Benoît XIII n'autorise qu'une synagogue par ville - si elle n'a pas été précédemment une église - s'efforce d'isoler les Juifs, les limite dans leurs « ghettos », leur impose au moins trois sermons par an, où leurs « erreurs » seraient combattues, par des prédicateurs qu'ils doivent en outre payer.

###### Crédit et commerce

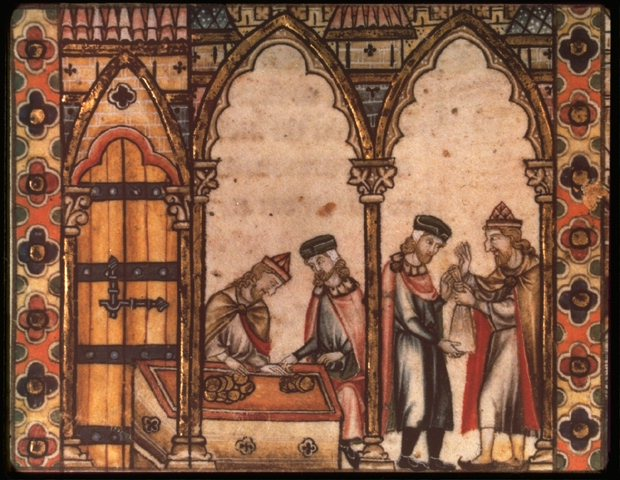
Prêteurs juifs en France, manuscrit enluminé (XIIIe siècle)

Faisant suite au quasi-monopole du commerce international détenu au haut Moyen Âge par les Radhanites, évoqués plus haut, le crédit devient au bas Moyen Âge l'une des activités courantes des Juifs, car le prêt à intérêt est indispensable à toute entreprise et, théoriquement, interdit aux chrétiens. Les emprunteurs sont aussi bien les riches que les humbles.
Depuis Philippe-Auguste, le prêt est très réglementé par la loi qui peut fixer des taux allant jusqu'à 46 %. Cependant, il ne s'agit souvent que d'une activité parmi d'autres, comme le montrent les livres de comptes de Héliot de Vesoul : au début du XIVe siècle, ce banquier fait crédit aux pauvres, pour des prêts de quelques sols, comme aux riches pour plusieurs centaines de livres, mais sa fortune provient surtout du commerce au gros ou au détail de diverses denrées et de tissus. Les Héliot s'associaient par ailleurs à des chrétiens pour transporter les marchandises ou les vins de leurs vignes.

###### Médecine
Si les Juifs ne sont pas à l'origine de la fondation de la faculté de médecine de Montpellier, comme certains ont pu le dire, les médecins juifs sont nombreux, particulièrement dans le Sud de la France. On a vu la contribution des Tibbonides à la connaissance des médecines arabe et antique.
À Paris, en 1292, on compte quatre Juifs sur trente-sept médecins et, plus surprenant, à Manosque, il y a aussi quatre médecins juifs. Ces médecins soignent Juifs et chrétiens. Les conciles d'Avignon de 1337 et 1341 restreignent cette pratique en imposant des émoluments deux fois inférieurs aux médecins juifs qu'aux chrétiens.

## De 1394 à la Révolution française

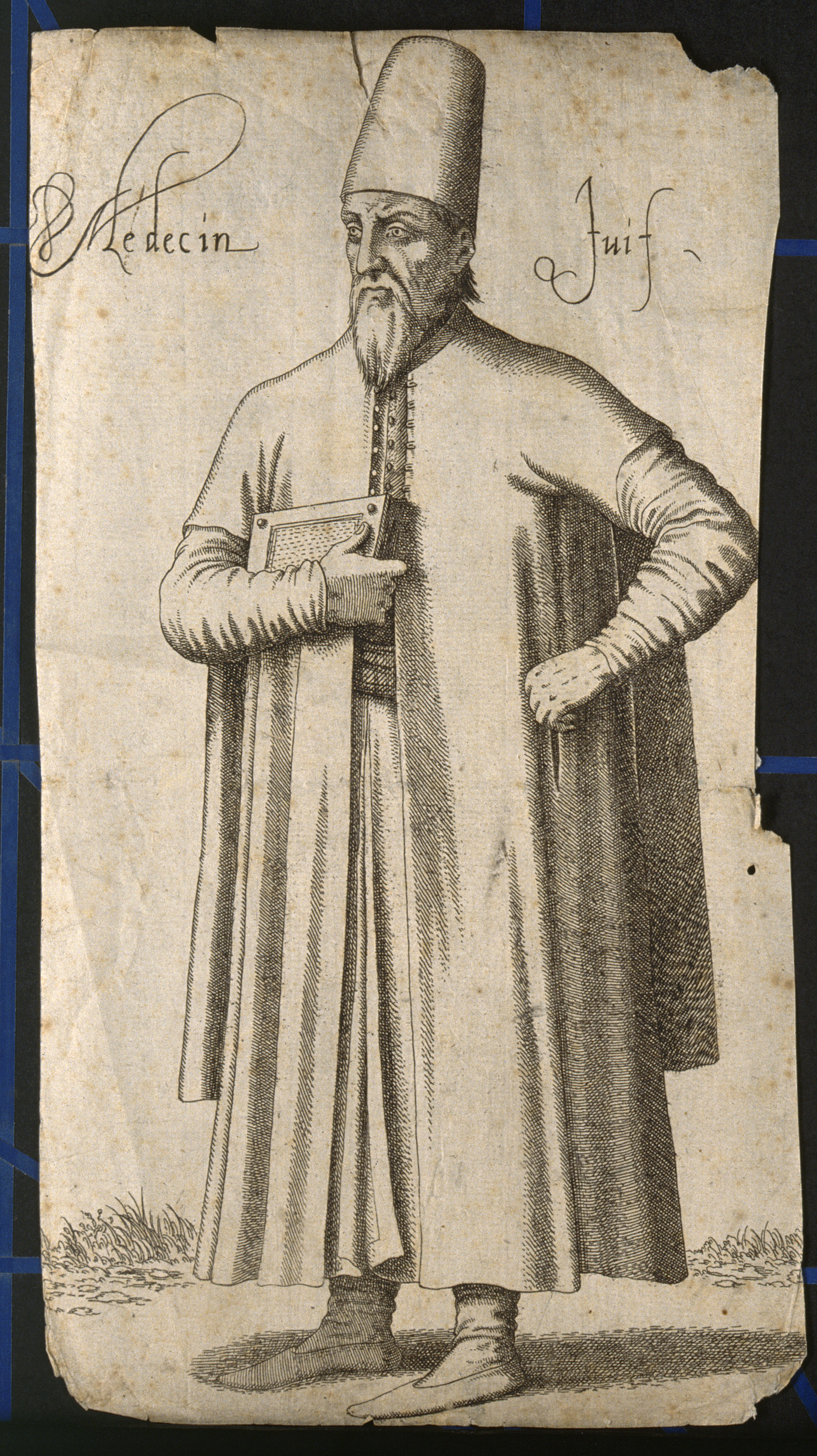
« Médecin juif »

Après 1394, le royaume de France ne devrait plus compter de Juifs mais l'édit d'expulsion épargne les Juifs du Dauphiné, récemment annexé. Hors du Royaume, des communautés sont toujours présentes sur le territoire de la France actuelle : en Alsace puis en Lorraine, en Savoie, en Provence et au Comtat Venaissin. La Franche-Comté devient aussi provisoirement un refuge pour des Juifs expulsés du Royaume. Ces communautés soumises à des régimes légaux différents les uns des autres connaissent des destins séparés pendant les quatre siècles qui précèdent la Révolution.

### Départ des Juifs du Dauphiné
En 1349, le traité de Romans, par lequel le Dauphiné est rattaché à la France, détermine expressément qu'il ne doit pas y avoir de changement dans le gouvernement des Juifs. À ce titre, les Juifs du Dauphiné ne sont pas expulsés en 1394. La population juive, qui se limite à quelques dizaines de familles, quitte cependant peu à peu la province à cause des discriminations, notamment de la pression fiscale et des accusations de crimes rituels, et ce, malgré les mesures prises par le futur Louis XI pour les maintenir en Dauphiné.

### Persécution et émigration des Juifs de Savoie
La Savoie ne fait pas partie du Royaume. Elle n'est annexée qu'au XIXe siècle. Au XVe siècle, les persécutions y sont d'origine religieuse et viennent plus particulièrement de Juifs convertis comme l'inquisiteur Ponce Feugerons.
En 1416, le duc Amédée VIII de Savoie fait confisquer les livres des Juifs pour qu'ils soient examinés par des censeurs chrétiens. Le 18 juillet 1416, les livres de prières, les Bibles et les ouvrages scientifiques (livres de physique et de médecine) sont restitués à leurs propriétaires pendant que les livres saisis sont examinés par deux médecins juifs convertis au christianisme, Pierre de Mâon et Guillaume Saffon, dans le monastère franciscain de Chambéry. De nombreux Juifs sont emprisonnés et torturés. Parmi les prisonniers, on compte le grand-rabbin Yohanan Trèves, réfugié en Savoie à la suite de l'expulsion des Juifs de France de 1394 et qui est nommé ensuite, en 1426, à la tête des Juifs de l'Empire germanique. Sous la torture, un maître de la loi des Juifs confirme le caractère hérétique et injurieux du Talmud envers les chrétiens. L'« enquête » conduit à la condamnation du Talmud. Le 17 janvier 1417, les livres juifs sont brûlés et les Juifs doivent acheter au duc le droit de rester en Savoie. Les Juifs libérés doivent s'engager à ne plus étudier le Talmud.
Dans les années 1460, les Juifs poursuivis pour avortements, meurtres, pratique de la magie et injures contre le duc de Savoie ne sont condamnés qu'à une énorme amende. À partir de là, on ne trouve plus trace de Juifs dans l'histoire savoyarde, sauf à Chambéry où une petite communauté aurait existé jusqu'au XVIIIe siècle.
À Nice, qui appartenait à la Savoie et qui fut rattachée à la France à la même époque que celle-ci, une communauté juive subsiste comme dans beaucoup de villes italiennes. En 1733, les Juifs doivent résider dans le ghetto (223 personnes en 1736). Celui-ci est rappelé par la rue Benoît Bunico (en niçard, Carriera de la juderia) du nom du député niçois au parlement de Turin (1848-1850) qui fit abolir en 1848 l'obligation de résidence des Juifs dans le ghetto (déjà seulement partiellement respectée depuis l'occupation de Nice par les Français sous la Révolution et l'Empire).

### Provence, Avignon et Comtat Venaissin

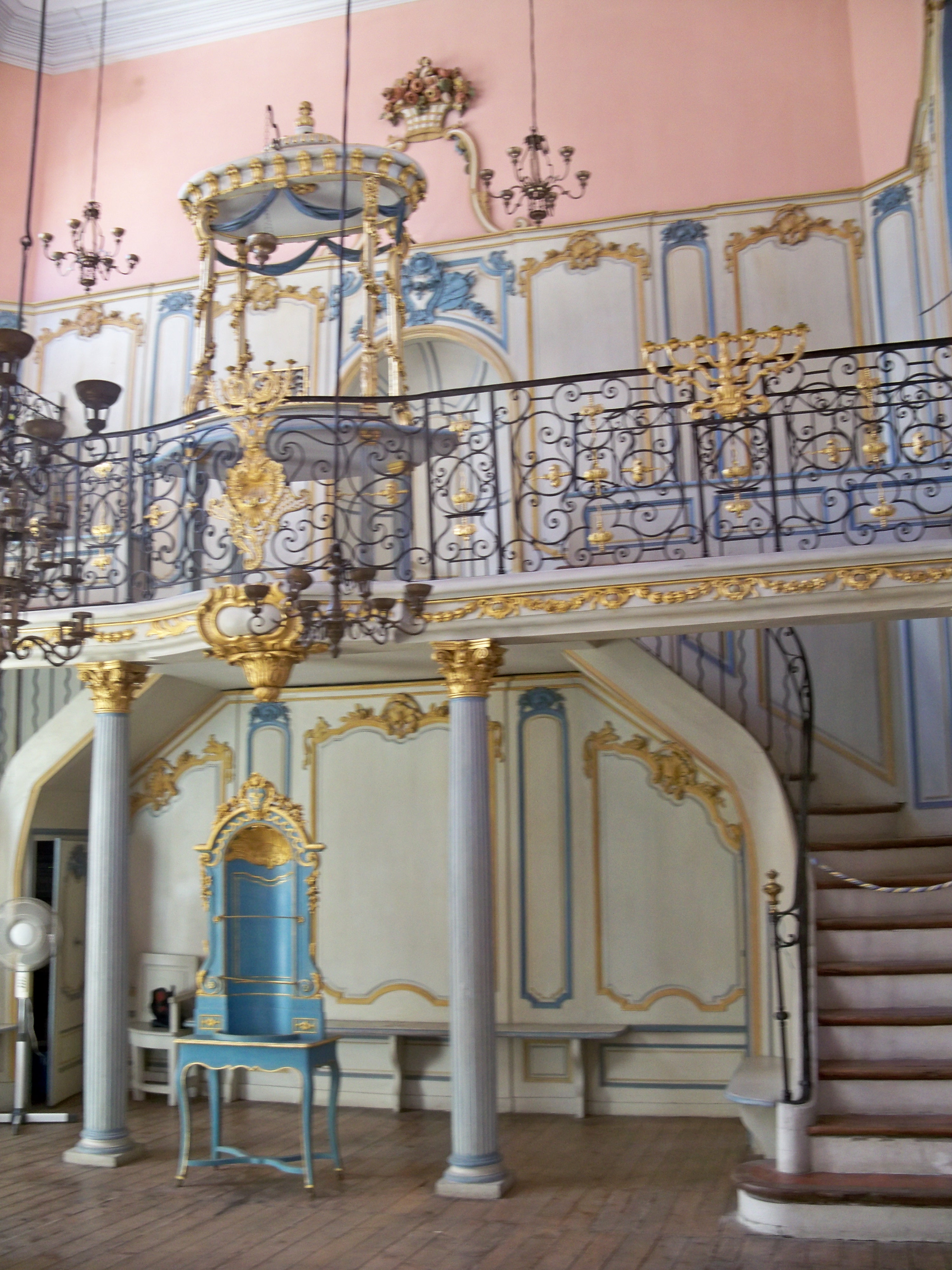
Synagogue de Cavaillon (XVIIIe siècle).

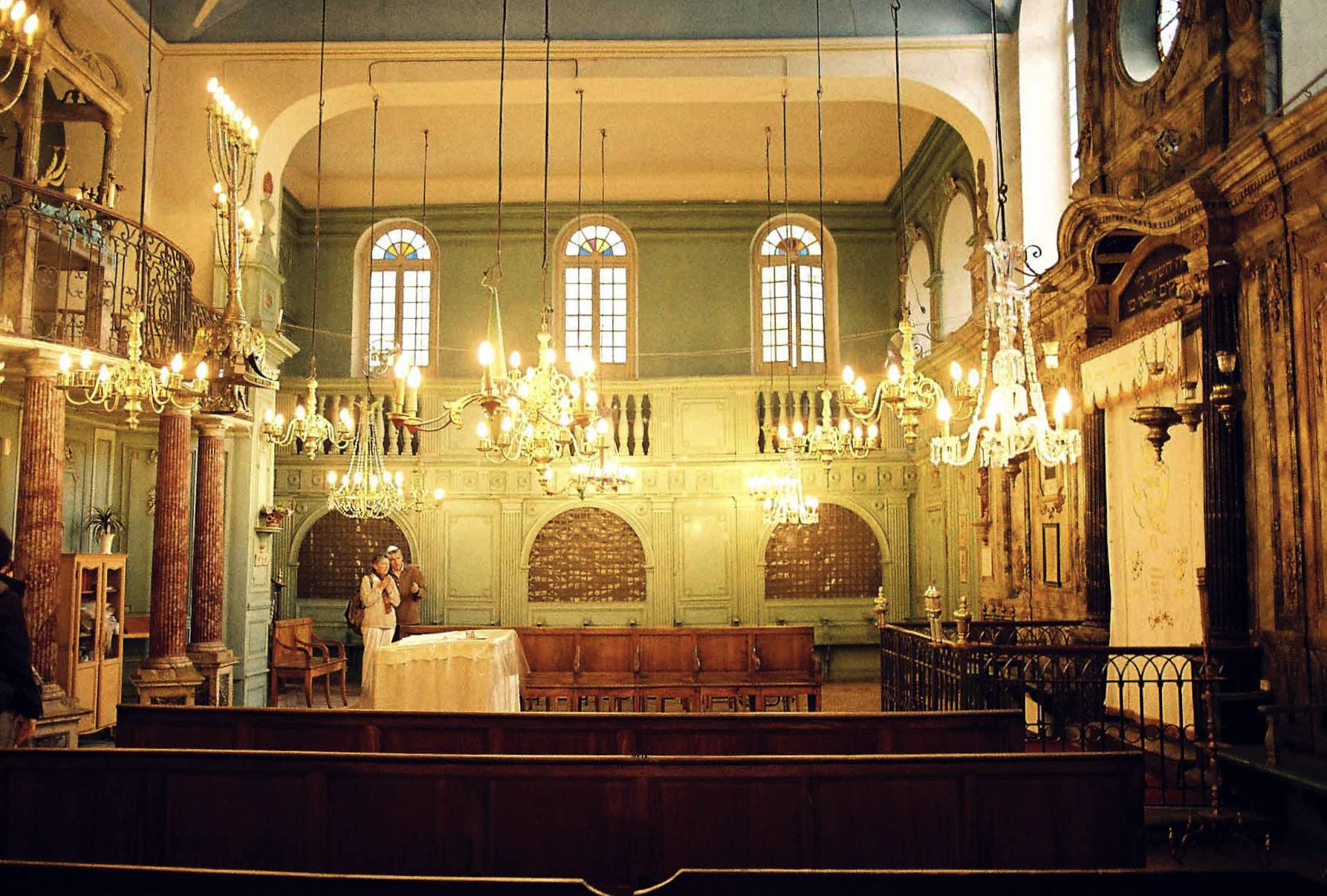
La synagogue de Carpentras (XVIIIe siècle), la plus vieille synagogue de France en service aujourd'hui.

En 1481, par le jeu des successions, la Provence tombe dans le domaine royal. Après des désordres antijuifs imputés aux Juifs, l'ordre d'expulsion est donné par Louis XII le 31 juillet 1501. De nombreux Juifs préfèrent le baptême chrétien à l'exil mais une nouvelle taxe de 6 000 livres touche, en 1512, 122 chefs de famille dans 16 localités. Ces nouveaux chrétiens sont discriminés pendant près de trois siècles.
Avignon et le Comtat Venaissin, sous administration papale, sont le plus proche refuge pour les Juifs quittant la Provence. Mais, dès la fin du XVIe siècle, ils sont confinés dans les quatre carrières d'Avignon, de l'Isle-sur-la-Sorgue, de Carpentras et de Cavaillon, fermées et gardées chaque soir par des chrétiens qu'ils doivent payer, mais vivent librement en principauté d'Orange jusqu'en 1732,.
Avec une relative libéralisation de leur régime au XVIIIe siècle, l'amélioration de leur situation permet aux Juifs du Pape d'aménager de belles salles de prière à Cavaillon et à Carpentras, cette dernière étant aujourd'hui la plus vieille synagogue de France en service.

### Juifs à Metz et en Lorraine

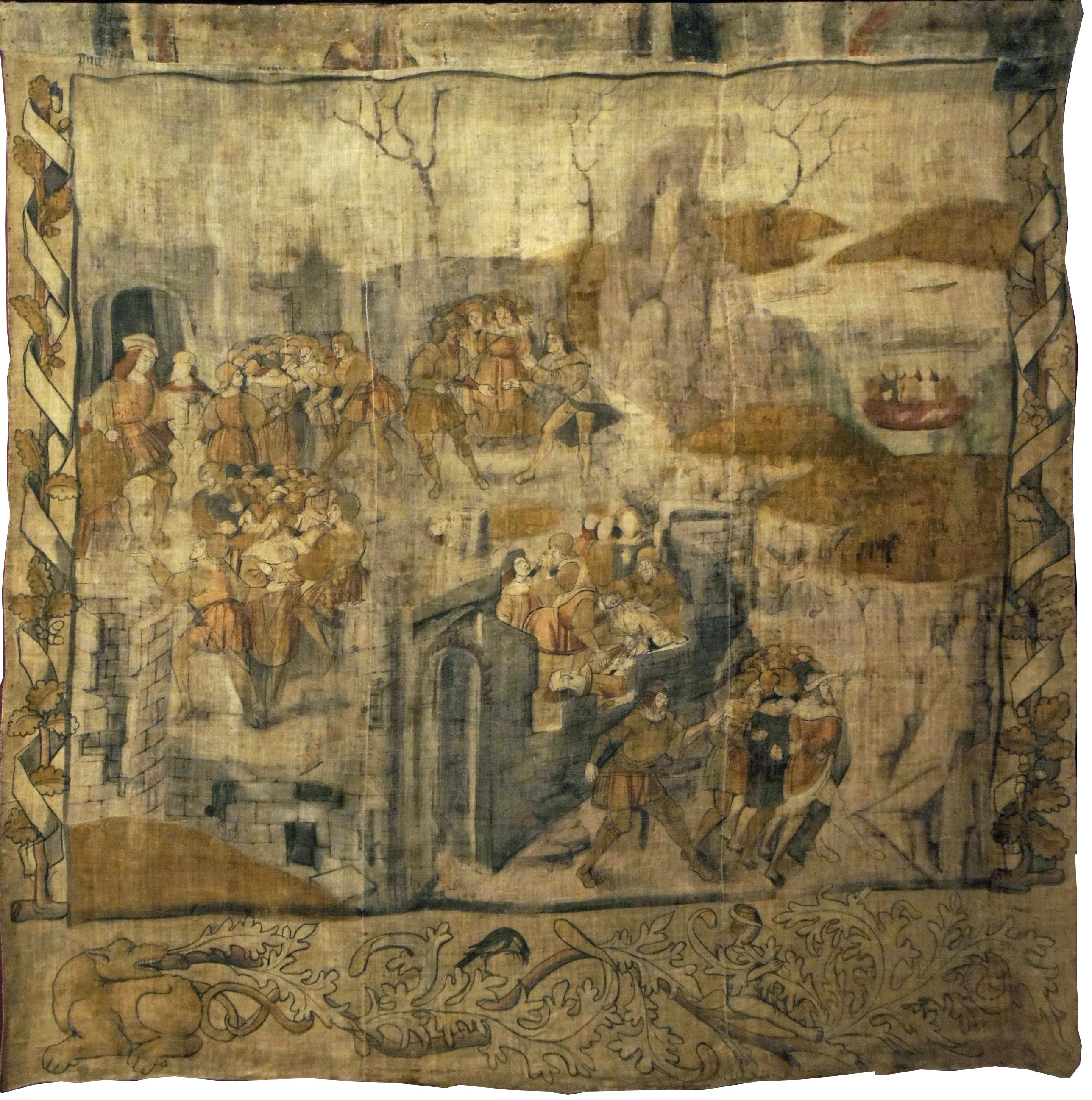
Les juifs enchainés et vendus, Hospice de Reims en Champagne, peinture sur toile, v. 1500

En Lorraine, dont l'annexion commence en 1552 avec la prise des Trois-Évêchés, les autorités françaises permettent à quatre Juifs et à leurs familles de s'installer à Metz. Ce nombre augmente ensuite peu à peu, malgré l'opposition des notables. Une synagogue est construite en 1618 et est même visitée par Louis XIV en 1657.
Malgré la lourde « taxe Brancas », instituée initialement pour protéger les Juifs contre les exactions mais payée malgré les demandes d'abolition jusqu'à la Révolution, la communauté juive de Metz se développe au XVIIe siècle, même si la vie y reste extrêmement règlementée et soumise à la bienveillance ou à l'arbitraire des pouvoirs locaux et royaux. C'est environ 400 ménages qui y vivent à la veille de la Révolution.
À Nancy, dans le duché de Lorraine encore indépendant, les Juifs sont officiellement acceptés à partir de 1721 et deviennent sujets du roi de France lors de l'annexion de la Lorraine en 1766, à la mort de Stanisław Leszczyński. On peut estimer à 500 le nombre de familles juives établies en Lorraine (hors la généralité de Metz) en 1789.

### Juifs alsaciens
Jusqu'à l'annexion de l'Alsace par la France en 1648, les Juifs alsaciens partagent le sort commun des Juifs du Saint-Empire romain germanique, c'est-à-dire qu'ils dépendent en fait des pouvoirs locaux, très morcelés en Alsace. Les Juifs sont interdits de séjour dans les villes comme Strasbourg et Colmar, où la bourgeoisie commerçante craint leur présence. Ils sont par contre tolérés dans les campagnes, où ils sont seuls à pouvoir prêter de l'argent. Cependant, ils n'ont pas le droit d'y posséder de la terre.
L'annexion de l'Alsace par la France ne change pas grand-chose pour la communauté, même si on peut considérer comme un progrès que le pouvoir royal ne cherche pas à expulser les Juifs. Ils sont toujours soumis au « Leibzoll » (péage corporel) qui n'est aboli que grâce à l'obstination de Cerf Berr en 1784. Cependant, la même année, les lettres patentes limitent encore considérablement les droits des Juifs. De façon générale, gouverneurs et intendants appliquent loyalement les ordonnances royales.

### Juifs portugais du Sud-Ouest de la France

#### De l'expulsion des Juifs d'Espagne à la publication des lettres patentes de 1723

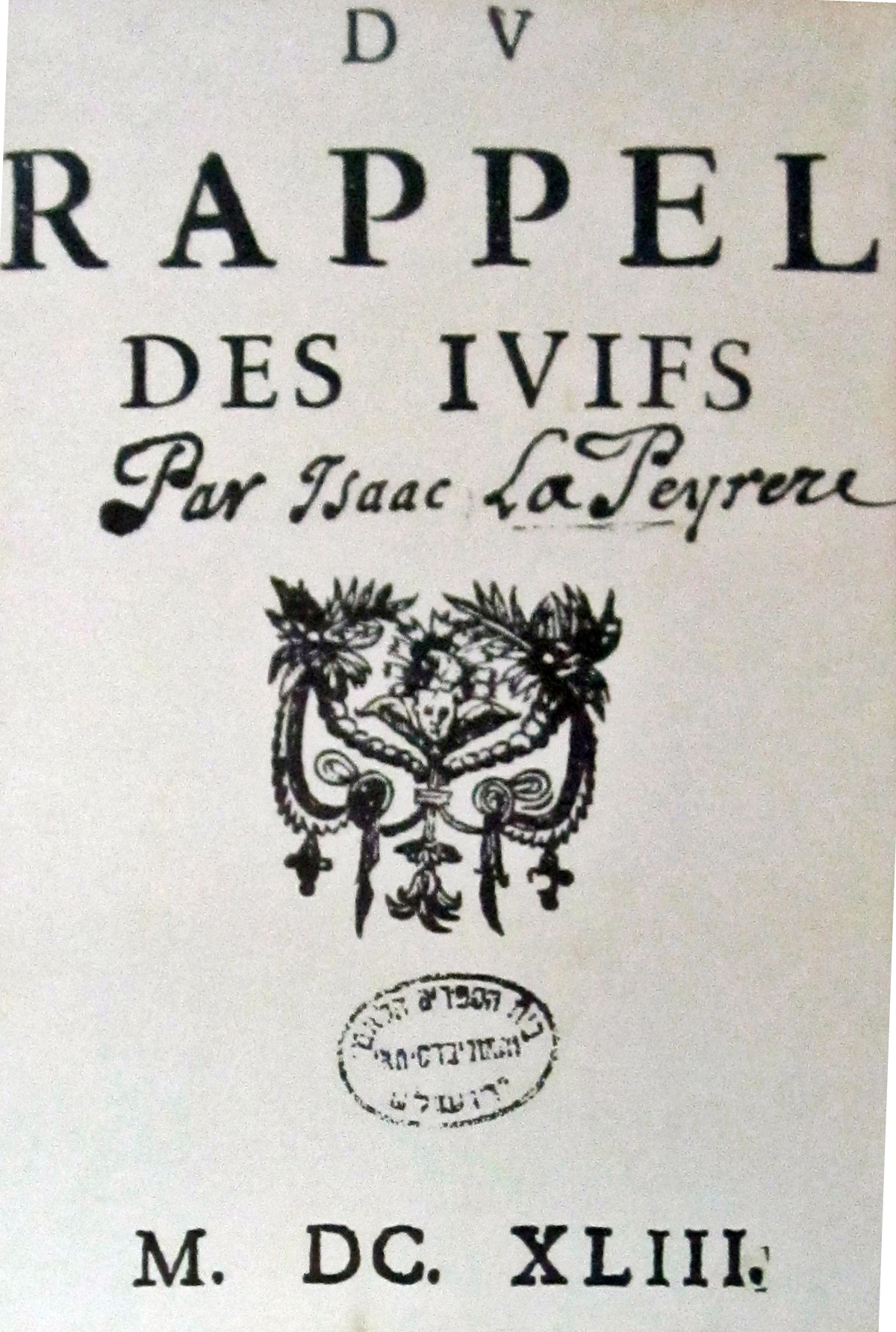
Du Rappel des Juifs par Isaac La Peyrere, Paris, 1643

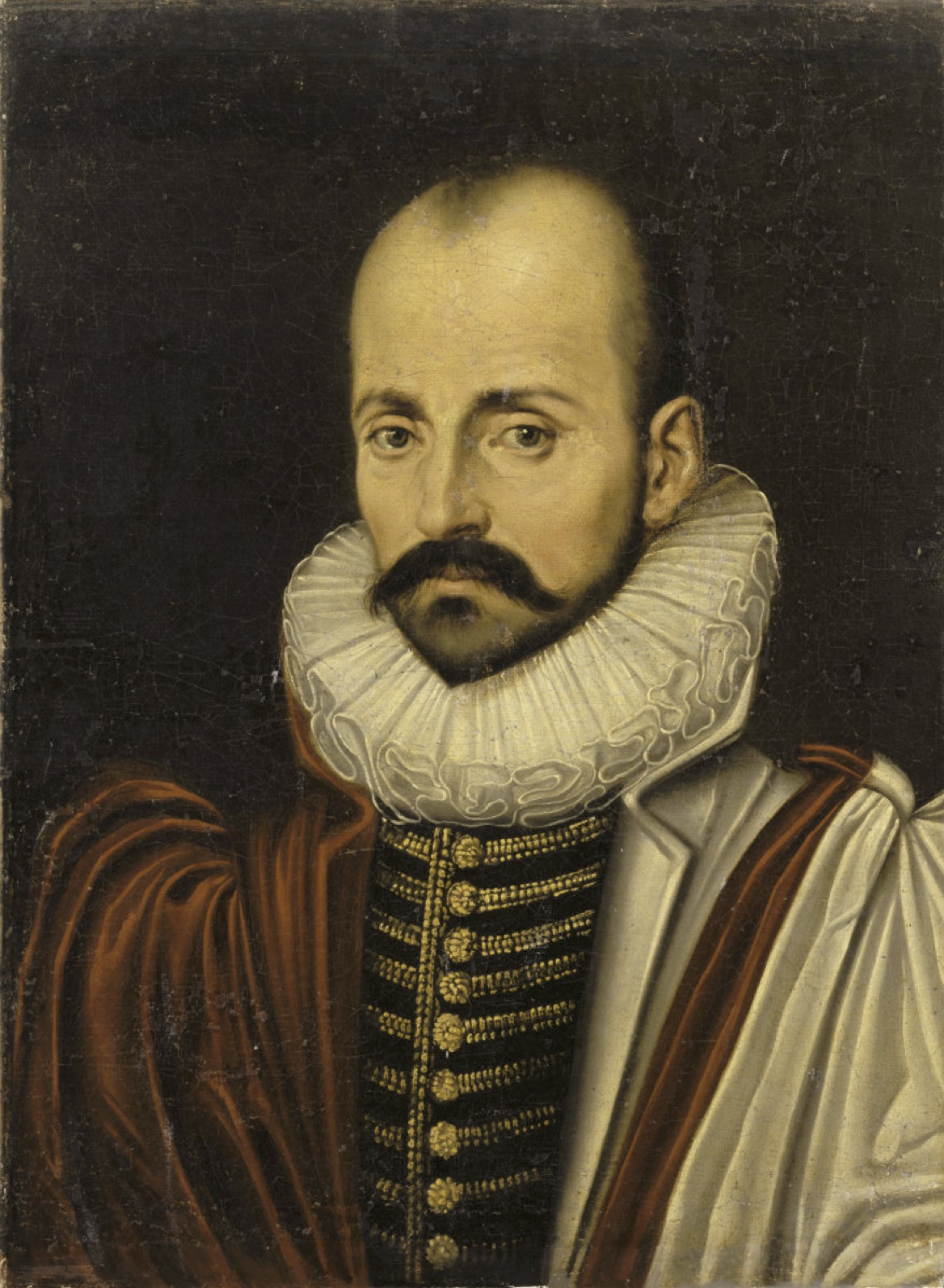
l’écrivain et philosophe Michel de Montaigne, descendant de Séfarades convertis qui préféreront cependant demeurer dans leur nouvelle appartenance

L'expulsion des Juifs d'Espagne en 1492 provoque l'exil de milliers de Juifs. Ceux qui choisissent le Portugal sont de nouveau expulsés en 1497 par le roi du Portugal. On appelle dès lors « Juifs portugais » tous les Juifs de la péninsule Ibérique qui vont émigrer vers le nord, souvent la Hollande (Provinces-Unies) ou l'Angleterre et même l'Amérique.
Certains choisissent la France et s'établissent dans le Sud-Ouest tout en cachant leur judaïsme. En 1550, le roi Henri II leur accorde des lettres patentes sous le nom de « nouveaux chrétiens ». En 1600, est organisée la communauté de Labastide-Clairence puis ce sont celles de Peyrehorade, de Saint-Esprit dans les faubourgs de Bayonne et enfin de Bordeaux. En 1685 (année de la révocation de l'Edit de Nantes), est découverte à Toulouse une cryto-communauté juive dont les membres (le rabbin Roques de Leon, Emmanuel (probablement Manuel Gradis), Mirande, Loppes, Vandale, Cadoze, Sylve Morena) sont condamnés par le Parlement à être brûlés vifs, leurs cendres jetées et leurs biens confisqués - sentence exécutée par contumace en 1686. L'enregistrement des lettres patentes d'Henri II permettent aux Juifs convertis de Bordeaux de recouvrer leurs biens et aux Portugais de Toulouse de mourir en « bons catholiques ».
En 1723, les Portugais obtiennent, moyennant une taxe de cent dix mille livres, de nouvelles lettres patentes. Officiellement et légalement, 230 ans après l'expulsion des Juifs d'Espagne, les marranes de France sont reconnus comme Juifs. Les Juifs portugais forment alors la communauté juive la plus florissante du Royaume. Leurs exploitations agricoles sont limitées aux vignes produisant le vin casher. L'industrie et surtout la transformation des denrées coloniales sont la spécialité juive. Les Gradis sont spécialisés dans le sucre et autres produits coloniaux, les Dacosta dans le chocolat qui a été introduit en France par les Juifs de Bayonne,. D'autres sont médecins, notamment à Labastide-Clairence.

#### De 1723 à la Révolution
À Bordeaux, le commerce de gros international est largement l'affaire des Juifs, où la famille Gradis se distingue. Leurs activités incluent la course, la banque, l'armement des vaisseaux, les assurances, la traite des esclaves et le fret pour les colonies d'Amérique et particulièrement le Canada encore français. En 1744, les députés de la Chambre de commerce de Toulouse déclarent : « Cette nation juive ne semble ramper que pour mieux s'élever et s'enrichir ».
À la veille de la Révolution, 2 400 Juifs habitent Bordeaux : c'est moins qu'à Saint-Esprit, mais ils y sont beaucoup plus influents. Jacob Rodrigue Pereire est reçu en 1774 à l'Académie des arts de Bordeaux. À la même époque, les Juifs restent interdits à Bayonne et doivent séjourner à Saint-Esprit, où la communauté décline. Elle avait atteint 3 500 personnes en 1750 mais ne compte plus que 2 500 personnes en 1785.

### Juifs aux Antilles françaises
Un certain nombre de Juifs hollandais avaient émigré à Pernambouc, au Brésil, sous domination hollandaise de 1630 à 1654 et durent quitter ce pays quand les Portugais en reprirent le contrôle et y rétablirent l'Inquisition. Certains s'établissent alors aux Antilles françaises et il est dit que la capitale de la Guadeloupe, Pointe-à-Pitre, devrait son nom à un Juif hollandais, appelé Peter ou Pitre selon la transcription en français. Toutefois, les Juifs quittent la Martinique quand ils en sont expulsés en 1683, expulsion élargie à toutes les Antilles françaises par le Code noir en 1685, dont le premier article enjoint à « tous nos officiers de chasser de nos dites îles tous les Juifs qui y ont établi leur résidence, auxquels, comme aux ennemis déclarés du nom chrétien, nous commandons d'en sortir dans trois mois à compter du jour de la publication des présentes ».
Au XVIIIe siècle, des Juifs reviennent en Martinique où ils ne sont que tolérés jusqu'à la Révolution. Ils sont souvent les correspondants commerciaux des entrepreneurs bordelais comme la famille Gradis.

## Juifs pendant la Révolution et l'Empire

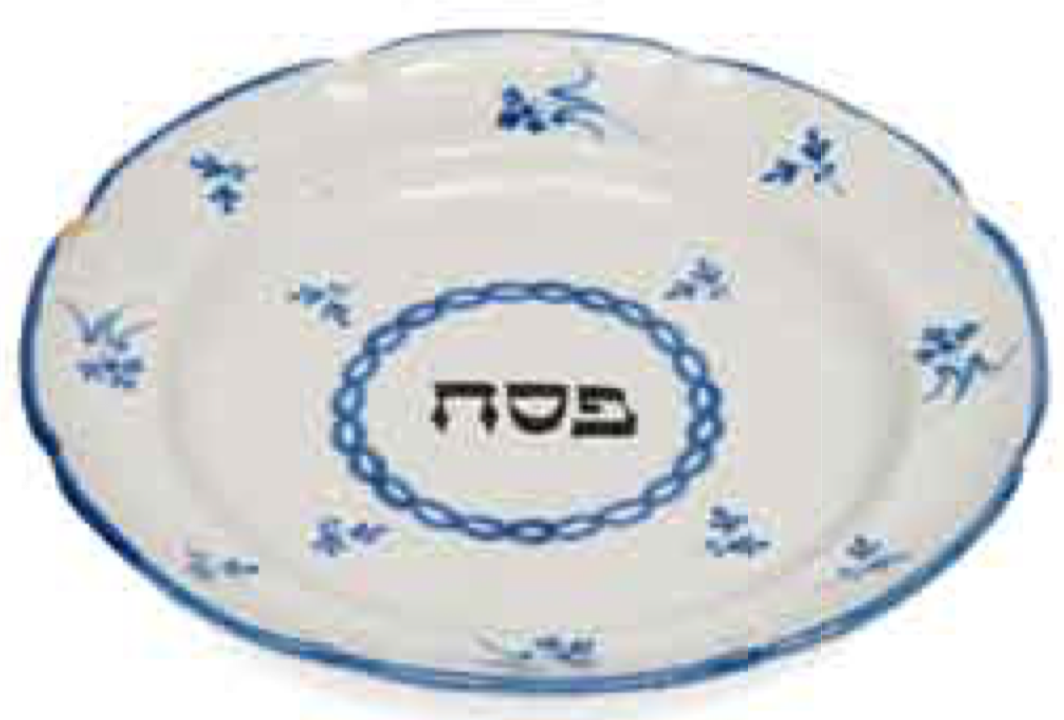
Assiette de Pessah en faïence décorée, France, v. 1800

Quand éclate la Révolution française, il y a 40 000 Juifs dans le royaume. Près de la moitié vivent en Alsace, où les intendants les décrivent comme « pauvres ». Ils sont victimes de nombreuses discriminations fiscales et dans les droits de résidence et de propriété. Ils sont aussi en butte à l'hostilité des populations qui les environnent car une de leurs principales activités est le prêt sur gages. Les Juifs de Lorraine ont vu leur situation s'améliorer au XVIIIe siècle et les synagogues de Lunéville et de Nancy témoignent encore aujourd'hui de la récente amélioration de leur condition. De même, les Juifs du Pape sont de moins en moins confinés entre les murs des carrières. Quant aux Juifs bordelais, ils bénéficient de toutes les libertés des sujets du roi. Ils participent à la vie communale, votent aux élections pour les États généraux et viennent d'obtenir le droit de se déplacer librement et de résider à Paris.
Grâce à une lente évolution des idées, la Révolution française permet une transformation capitale de la situation des Juifs de France.

### Chemin vers l'émancipation des Juifs
La condition des Juifs s'était déjà fortement améliorée dans les Provinces-Unies depuis la fin du XVIe siècle et en Angleterre depuis la fin du XVIIe siècle. Mais c'est surtout grâce aux progrès de la philosophie des Lumières que l'opinion prit conscience de l'absurdité de la condition faite aux Juifs. Chez les Juifs eux-mêmes, les Lumières donnent naissance en Allemagne à la Haskalah, la conception du judaïsme que développe Moïse Mendelssohn. La conjonction de ces deux mouvements externe et interne au judaïsme précipite les événements. Deux personnalités qui jouent un rôle de premier plan durant la première partie de la Révolution, Mirabeau et l'abbé Grégoire, publient en 1787 des textes fondamentaux.

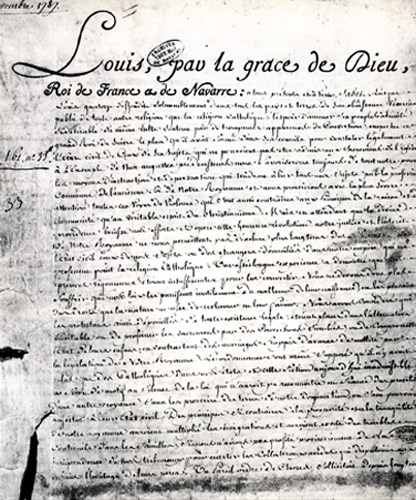
Édit de tolérance signé en 1787 par Louis XVI, accordant l'état civil aux non catholiques.

Mirabeau a voyagé en Allemagne et apprécie l'œuvre de Moses Mendelssohn, qu'il fait connaître dans son ouvrage Sur Moses Mendelssohn, sur la réforme politique des Juifs. Quant à l'abbé Grégoire, il publie son Essai sur la régénération physique, morale et politique des Juifs en réponse à un concours organisé par la Société royale des sciences et des arts de Metz qui le prime en 1788 et dont la question était : « Est-il des moyens de rendre les Juifs plus utiles et plus heureux en France ? ». Un autre lauréat à ce concours, Zalkind Hourwitz, primé pour son mémoire « Apologie des juifs » devait jouer un rôle, modeste, mais remarqué, dans la Révolution française.
Sur le plan politique, le principe de tolérance progresse à l'époque de Louis XVI, avec quelques étapes clés comme l'édit de tolérance de Joseph II d'Autriche (1781) qui accorde la liberté de culte aux protestants comme aux Juifs, la suppression du péage corporel en Alsace (1784) et l'édit de tolérance de Louis XVI (1787), publié sous l'influence de Malesherbes (ministre qui se préoccupe des minorités religieuses), qui accorde l'État-civil aux non-catholiques de France. Cependant, plusieurs parlements, à l'exemple de celui de Metz, y ajoutent une clause qui exclut les Juifs.
À la veille de la Révolution, 50 000 Juifs ashkénazes ni intégrés ni assimilés vivent en Alsace et en Lorraine et 10 000 séfarades sont établis dans le Sud-Ouest (Bordeaux et Bayonne principalement) et à Avignon. Si les Juifs sont exclus des charges publiques malgré leur qualité de régnicoles, quelques-uns, riches, habitant Bordeaux ou Metz ont exceptionnellement obtenu la citoyenneté française.

### Convocation aux États généraux et cahiers de doléances

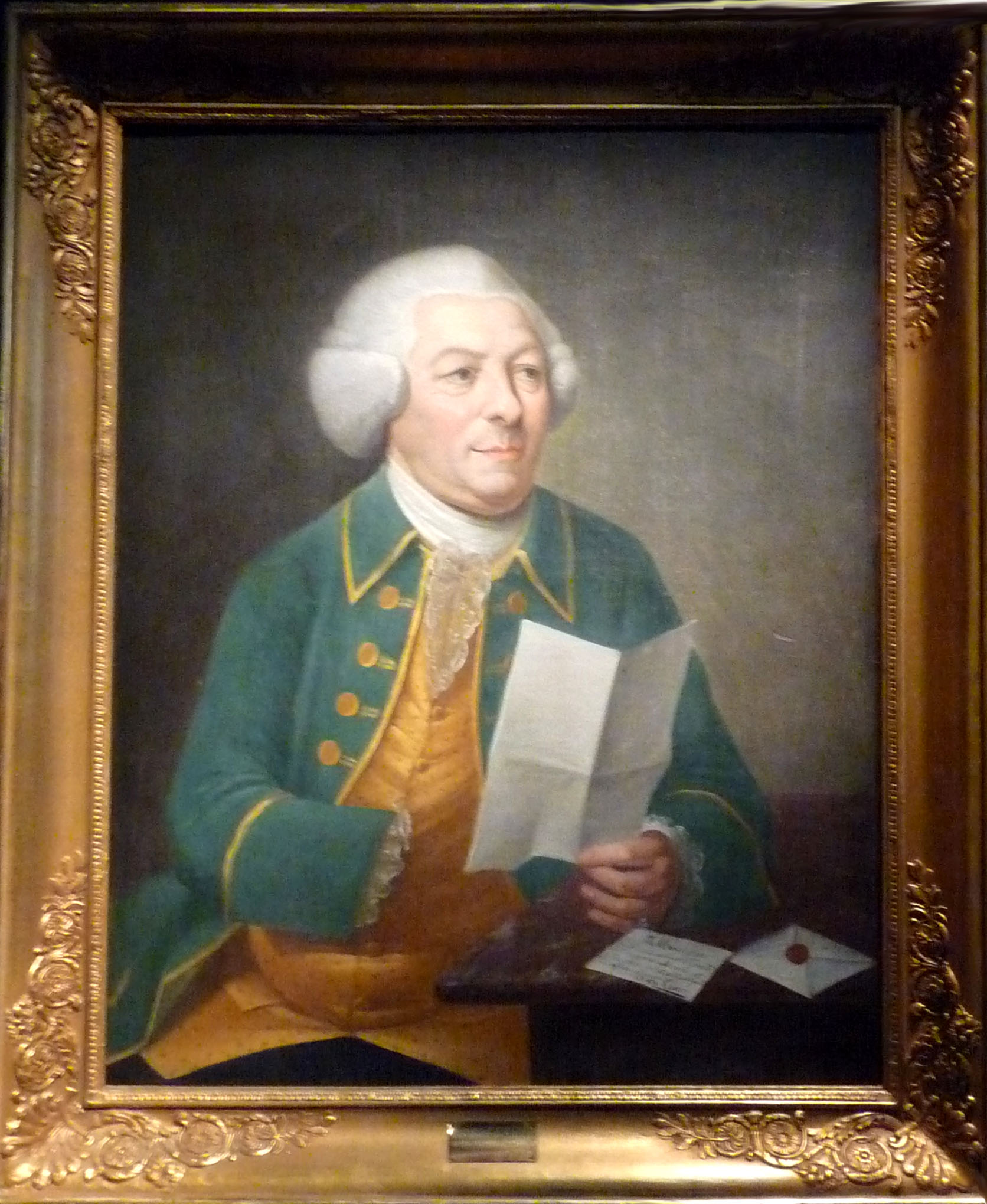
Cerf Berr (1726-1793)

Les Juifs participent à l'élection des délégués aux États généraux comme les autres sujets de Louis XVI à Bordeaux et à Bayonne. Mais, ailleurs, en Alsace, en Lorraine et à Paris, ce droit leur est dénié. Cerf Berr s'adresse à Necker et obtient, au moment de l'ouverture des états généraux, le droit pour les Juifs de l'Est de désigner des délégués. Au nombre de 6, ils arrivent à Paris et transmettent des cahiers de doléances le 31 août 1789, après le vote de la Déclaration des droits de l'homme et du citoyen de 1789. Parmi les délégués, on trouve le rabbin David Sintzheim qui devient, sous l'Empire, le premier grand-rabbin de France,.
Les cahiers de doléances juifs demandent naturellement l'application du droit commun aux Juifs et la suppression des impôts spéciaux auxquels ils sont soumis comme la lourde et inique taxe Brancas à Metz. Quant aux cahiers de doléances des chrétiens, ils mentionnent parfois les Juifs pour dénoncer l'usure qu'ils pratiquent ou pour limiter leur droit au mariage. Il y a aussi quelques cahiers plus en avance sur leur époque comme celui de la noblesse de Troyes qui remarque que « la différence des opinions en matière religieuse ne doit pas désunir les citoyens » et demande que les « états généraux s'occupent de donner à la loi en faveur des non-catholiques toute l'extension qu'ils jugeront convenable ».

### Émancipation au début de la Révolution

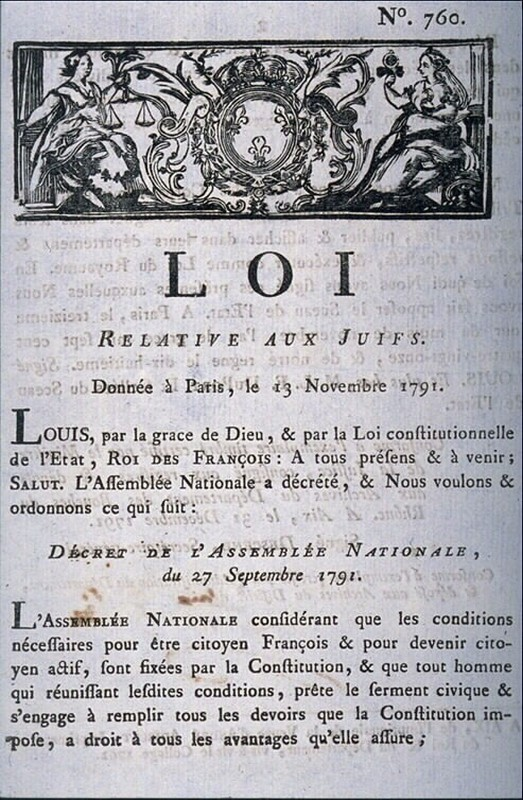
Décret royal proclamant l'émancipation des Juifs en France, 1791

La prise de la Bastille est le signal de désordres partout dans le pays. Ces troubles, connus sous le nom de la Grande Peur, prennent une tournure anti-juive en Alsace. L'abbé Grégoire relate ces faits durant la séance du 3 août de l'Assemblée nationale et demande la complète émancipation des Juifs : « Rendons les juifs citoyens, régénérés tant au physique qu’au moral ils acquerront un tempérament plus sain, plus robuste, des Lumières et de la probité ». L'Assemblée nationale partage l'indignation du prélat mais ne prend pas de décision quant à l'émancipation. À la demande de Théodore Cerf Berr, représentant des Juifs d'Alsace et fils de Cerf Berr, l'Assemblée accorde toutefois la protection des pouvoirs publics aux Juifs dans sa séance du 28 septembre. Le 14 octobre 1789, Berr Isaac Berr s'adresse à l'Assemblée nationale et présente les revendications des Juifs.
Du 21 au 24 décembre 1789, la « question juive » est à nouveau débattue à l'Assemblée. Mirabeau, l'abbé Grégoire, Robespierre, Duport, Barnave et le comte de Clermont-Tonnerre mettent en œuvre toute leur éloquence pour faire décider l'émancipation,. Ce dernier prononce alors les propos qui caractérisent l'assimilation des Juifs en France pendant les siècles suivants : « Il faut tout refuser aux Juifs comme nation et tout accorder aux Juifs comme individus. Il faut qu'ils ne fassent dans l'État ni un corps politique ni un ordre. Il faut qu'ils soient individuellement citoyens. » Cette vision assimilationniste dans l'espace public de Clermont-Tonnerre ne doit pas cacher sa tolérance des pratiques juives dans l'espace privé, cette phrase de son discours décisif étant précédée de « Quant à leur insociabilité, on l'exagère… Y a-t-il une loi qui m'oblige à manger du lièvre et à en manger avec vous ? ». Les Juifs espagnols, portugais et avignonnais, qui avaient depuis 1787 joui de tous les droits civils comme Français naturalisés, sont déclarés citoyens à part entière par une majorité de 150 voix (28 janvier 1790). Mais le décret ne concerne pas les Juifs d'Alsace et de Lorraine, à cause des désordres répétés en Alsace et la forte opposition des députés de cette province et du clergé qui entraînent un ajournement de la décision,.
Après l'échec, en janvier 1791, d'une nouvelle tentative en faveur de l’émancipation de tous les Juifs, le 27 septembre 1791, quelques jours avant la dissolution de l'Assemblée nationale, Adrien Duport, membre du Club des jacobins, monte de façon impromptue à la tribune et déclare : « Je crois que la liberté de culte ne permet aucune distinction dans les droits politiques des citoyens en raison de leur croyance. La question de l'existence politique [des Juifs] a été ajournée. Cependant, les Turcs, les musulmans, les hommes de toutes les sectes, sont admis à jouir en France des droits politiques. Je demande que l’ajournement soit révoqué et qu’en conséquence il soit décrété que les Juifs jouiront en France des droits de citoyen actif. » Cette proposition est acceptée. L’Assemblée adopte la loi le lendemain et se sépare deux jours plus tard. Le 13 novembre, Louis XVI ratifie la loi déclarant les Juifs citoyens français.

### Pendant la Terreur
Pendant la Terreur, le judaïsme comme les autres religions présentes en France subit l'hostilité du pouvoir en place. À Bordeaux, les riches commerçants juifs sont lourdement taxés comme leurs confrères chrétiens. En Alsace, les Juifs sont à nouveau victimes de discriminations et des synagogues sont pillées.

### Juifs de France sous le Consulat et l'Empire

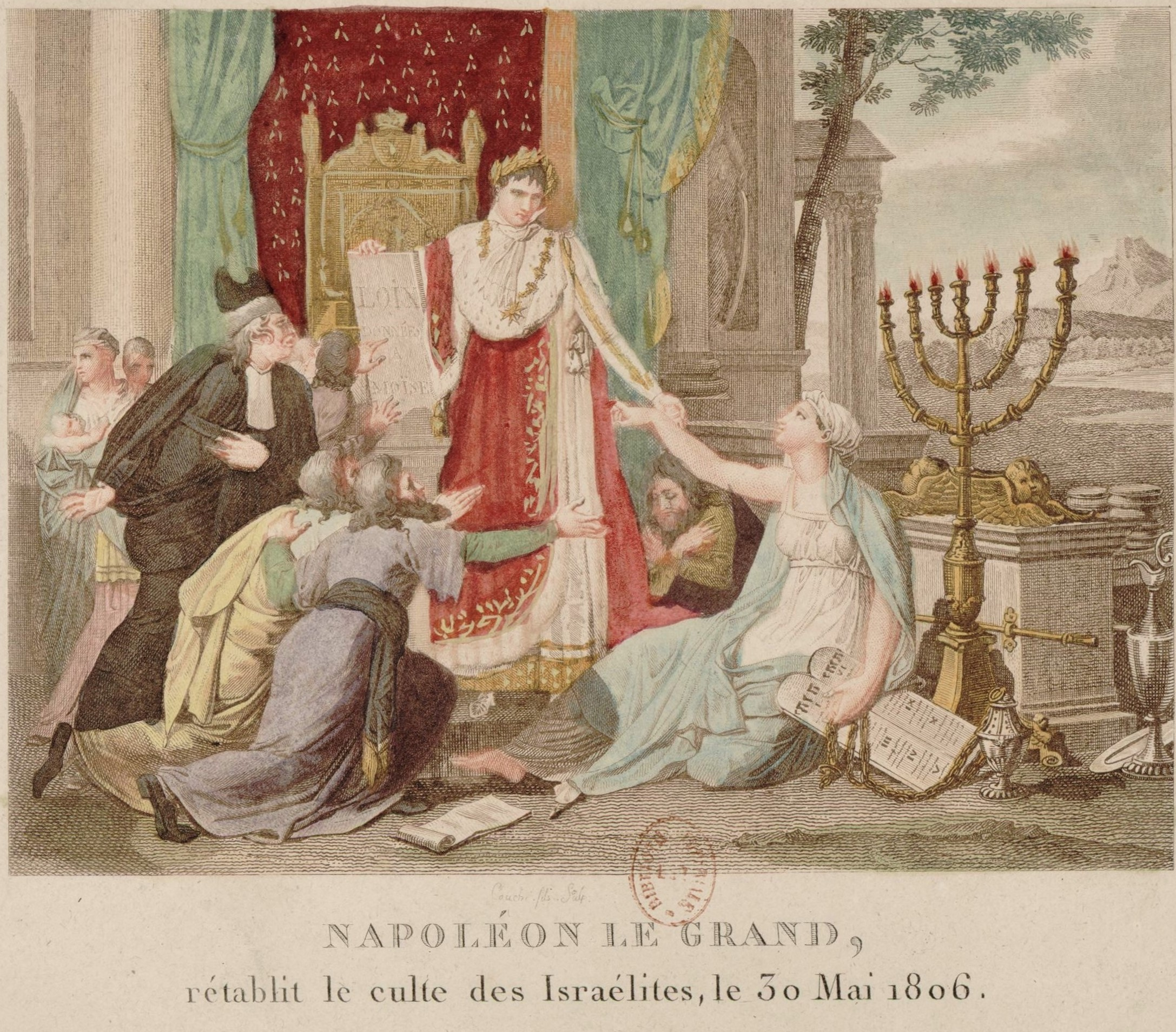
Gravure célébrant l'action de Napoléon.

Bonaparte ne sait pas grand-chose des Juifs quand il prend le pouvoir, même si en tant que général en chef de l'armée d'Italie, il a émancipé les Juifs des ghettos de Venise et d'Ancône. Sous le Consulat, les préfets nouvellement institués sont chargés de rapporter l'état de l'opinion dans leur département et évoquent le sort des Juifs. C'est en Lorraine et en Alsace que les rapports sont les plus détaillés. Il en ressort que les Juifs sont généralement pauvres et suscitent dans la population une certaine hostilité liée à leurs activités mercantiles, alors que toute autre carrière leur est toujours fermée de facto.
L'organisation du culte catholique est fixée en 1801 grâce au Concordat et celle du culte protestant par les articles organiques du 18 germinal an X. Cependant, rien n'est établi pour le culte israélite. Cette situation satisfait les Juifs bordelais bien intégrés mais, en Alsace, des désordres apparaissent. Des synagogues dissidentes sont créées et, surtout, le prêt à intérêt suscite de multiples conflits. Certains dans l'entourage de Napoléon, tels Louis de Bonald ou Mathieu Molé, prônent des mesures d'exception contre les Juifs, alors que les libéraux demandent seulement l'application de la loi existante. Finalement, le 30 mai 1806, un décret du Conseil d'État convoque une « Assemblée des notables » juifs choisis par les préfets.

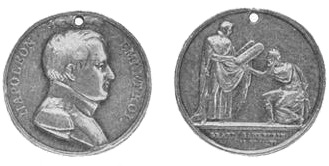
Médaille d'honneur du Grand Sanhedrin

#### Assemblée des Notables et grand Sanhédrin

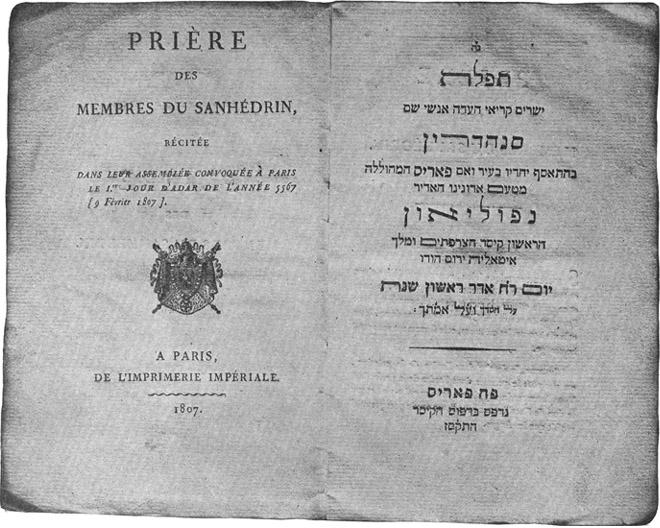
Prières des membres du Sanhedrin, 1807

Les 111 membres de l'Assemblée viennent de tout l'Empire et du royaume d'Italie Elle est présidée par Abraham Furtado. La première séance se tient le 26 juillet 1806. Le gouvernement a délégué trois commissaires : Molé, Portalis fils et Pasquier. Ils adressent 12 questions à l'assemblée mais seule celle sur les mariages mixtes est délicate et la réponse en paraît assez naturelle : « Les rabbins ne seraient pas plus disposés à bénir les mariages d'une chrétienne avec un Juif ou d'une Juive avec un chrétien que les prêtres catholiques ne consentiraient à bénir de pareilles unions ».
Les réponses satisfont Napoléon qui décide de les faire avaliser par une assemblée plus représentative du point de vue religieux. Aussi fait-il convoquer un Grand Sanhédrin formé de 71 membres, comme autrefois à Jérusalem. Le rabbin David Sintzheim en est le président. Le Sanhédrin ne siège qu'un mois du 9 février au 9 mars 1807 et ratifie solennellement les réponses de l'Assemblée des notables. Cette dernière se sépare le 6 avril 1807 sans avoir défini l'organisation du culte. C'est le gouvernement qui tranche.

#### Décrets de 1808
Le 17 mars 1808, l'Empereur promulgue trois décrets. Les deux premiers concernent l'organisation du culte et les institutions qu'ils ont établies existent toujours. Le troisième, connu sous le nom de « décret infâme », rétablit des discriminations similaires à celles de l'Ancien Régime.

##### Création des Consistoires

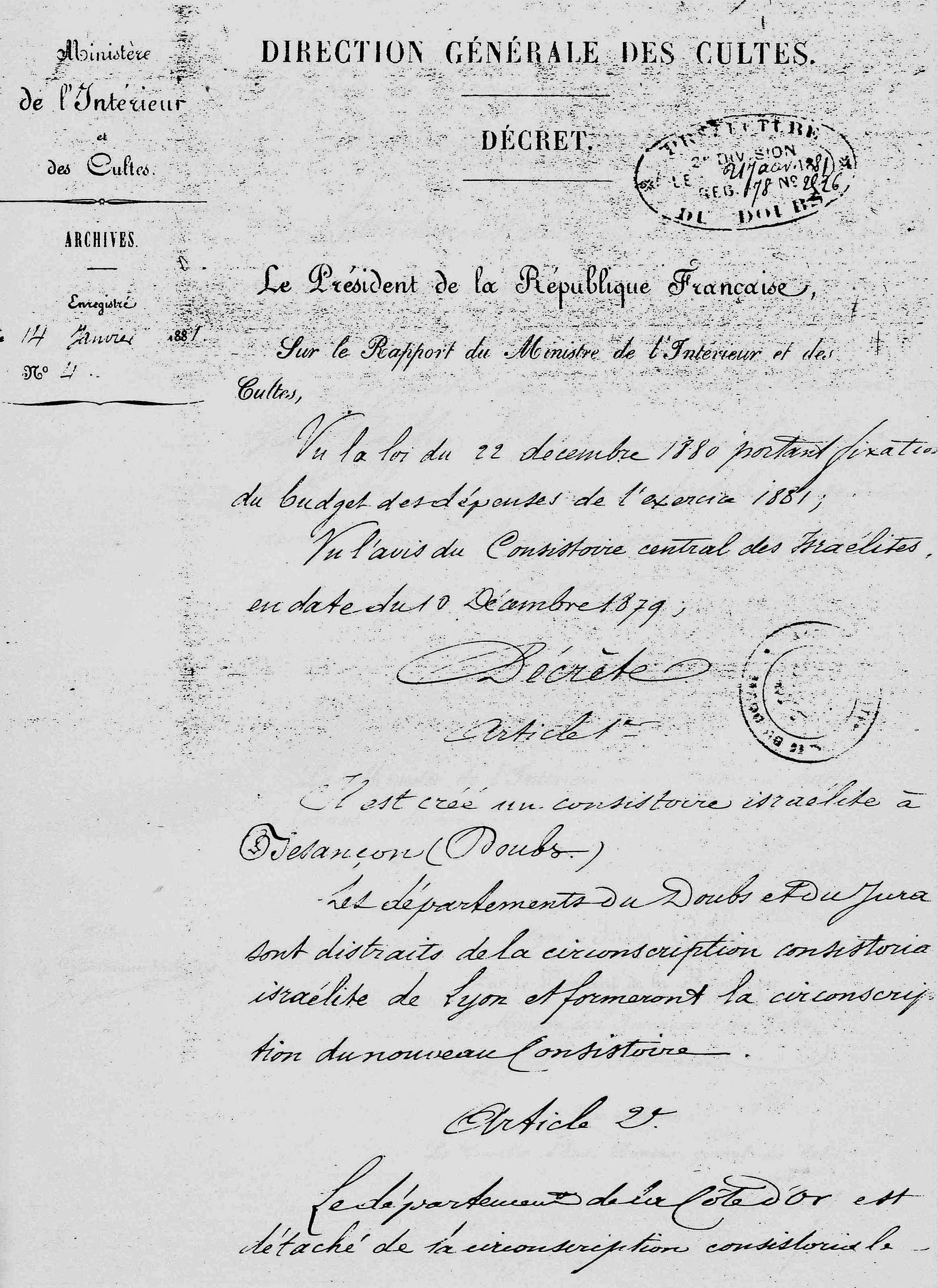
Décret autorisant la constitution d'un consistoire Juif à Besançon (Doubs), 1881

Napoléon place l'administration du culte israélite sous la responsabilité du Consistoire central israélite de France relayé par des Consistoires régionaux dans les départements où se trouvent plus de 2 000 fidèles.
Cette organisation centralisée et hiérarchique va à l'encontre de la tradition juive où les communautés s'administrent elles-mêmes, sans référence à un pouvoir central. Elle est toutefois acceptée par les Juifs de France et est longtemps demeurée l'interlocuteur unique de la communauté juive auprès des autorités. D'un côté, elle favorise l'unité du judaïsme français mais, de l'autre, elle freine l'essor de mouvements prônant un judaïsme plus libéral ou plus orthodoxe.

##### «Décret infâme»
Alors qu'en septembre 1807, le crédit avait été réglementé et les taux d'intérêt limités à 5 %, Napoléon fait passer, le 17 mars 1808, un décret envers les Juifs et particulièrement les Juifs alsaciens qui prévoit toute une série de cas arbitraires d'annulation de créances et ordonne aux commerçants juifs de se faire délivrer par les préfets une patente annuelle et révocable. De plus, les Juifs doivent satisfaire en personne à la conscription et n'ont plus la possibilité de payer un remplaçant comme les autres citoyens. Enfin, les Juifs n'ont plus le droit d'immigrer en Alsace. Ce décret ne s'applique pas aux Juifs de Bordeaux, de la Gironde et des Landes « n'ayant donné lieu à aucune plainte, et ne se livrant pas à un trafic illicite ». Il n'est valable que pour 10 ans.

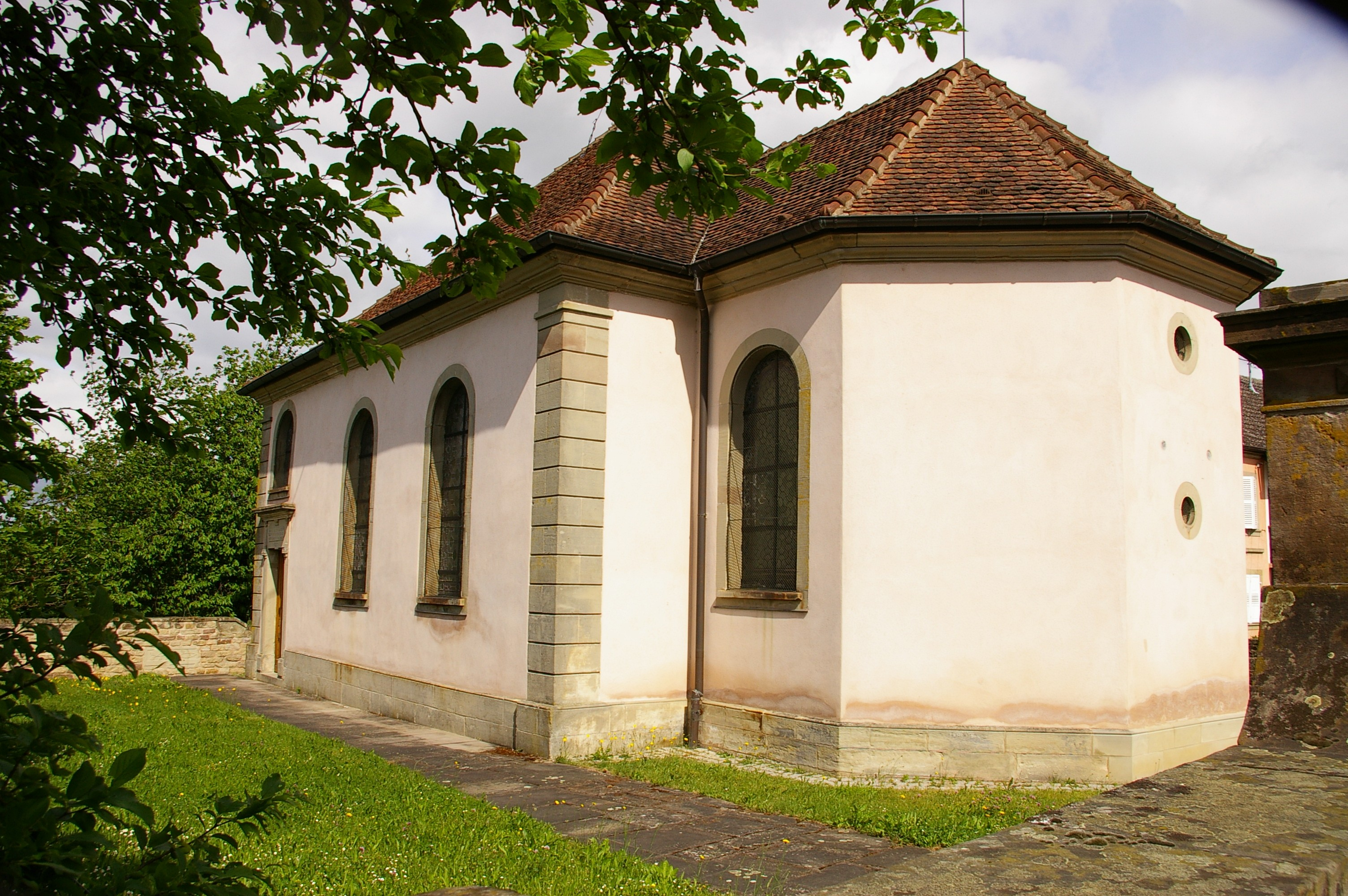
Synagogue rurale de Struth (Bas-Rhin) (1836).

Ce décret suscite une vive émotion et les Juifs de Paris et de Bayonne parviennent aussi à en être exemptés. Surtout, il appauvrit considérablement les Juifs.

##### Régularisation de l'état-civil des Juifs
Le 20 juillet 1808, Napoléon promulgue le décret de Bayonne qui oblige les Juifs à porter un nom de famille. Certains maintenaient encore la tradition de s'appeler Untel fils d'Untel, en utilisant seulement des noms bibliques.

### Pérennité de l'œuvre de la Révolution et de l'Empire
La chute de Napoléon n'entraîne pas de conséquence importante pour les Juifs de France. Les lois et décrets de la Révolution et de l'Empire restent en vigueur.
Il n'en va pas de même dans beaucoup d'autres pays européens, particulièrement dans les ghettos européens où la réaction à sa mort ramène les Juifs à leur condition antérieure.

## Sous la Restauration et la monarchie de Juillet

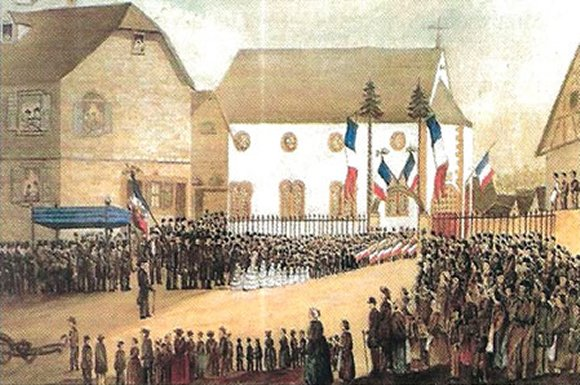
L'inauguration en grande pompe d'un rouleau de la Torah à la synagogue de Reichshoffen le 7 novembre 1857, atteste de l'intégration des Juifs, leur religion étant considérée comme les autres religions depuis la monarchie de Juillet.

La Restauration n'apporte pas de changement dans le statut des Juifs et, en 1818, le décret infâme de 1808 n'est pas renouvelé par Louis XVIII, malgré les plaintes des conseils généraux alsaciens. Ne reste plus alors dans le droit français qu'une seule mesure tant soit peu vexatoire pour les Juifs, le Serment more judaico. Les témoins et prévenus juifs devaient en effet prêter serment hors du prétoire, à la synagogue, avec le talith sur les épaules et les téfilines sur le front et au bras. En 1839, Lazare Isidor, rabbin de Phalsbourg, s'oppose à ce mode de serment discriminatoire, ce qui lui vaut un procès durant lequel il est défendu par Adolphe Crémieux. En 1846, celui-ci obtient l'abolition du serment par la Cour de cassation.
Un événement plus fondateur avait eu lieu plus tôt pendant le règne de Louis-Philippe, le vote de la loi sur le financement du culte, suite logique de la nouvelle constitution qui avait établi que le catholicisme était la religion de la majorité des Français et non plus la religion d'État. Le 1er février 1831, un projet de loi rapporté par Augustin Perier est adopté. Il détermine : « À compter du 1er janvier 1831, les ministres du culte israélite recevront des traitements du Trésor public ». La loi du 8 février 1831 précise l'égalité des ministres du culte des différentes religions.

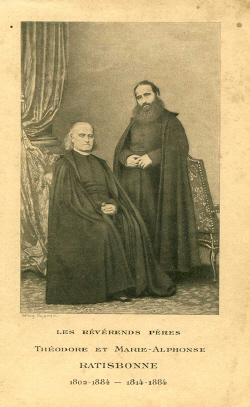
Les référents pères Alphonse et Théodore Ratisbonne.

Cette loi qui établit l'égalité entre les 3 cultes catholique, protestant et israélite est exceptionnelle. Les Juifs sont alors en France moins de cent mille et leurs rabbins sont des fonctionnaires payés par l'État. Cette situation unique au monde va permettre un développement remarquable de la communauté juive au XIXe siècle et la construction de nombreuses synagogues. C'est l'époque où les Juifs d'Allemagne et d'Europe centrale peuvent dire : « Heureux comme Dieu en France ». L'historien Joseph Salvador (1796-1873) se fait le théoricien de ce « franco-judaïsme » qui veut « réinterpréter le judaïsme comme une religion, parallèle aux religions chrétiennes ».

### Vent de conversion
À cette époque, souffle un vent prosélyte venu de certains protestants (Société des Amis d'Israël fondée à Strasbourg en 1835,) et particulièrement de Juifs sincèrement convertis au catholicisme qui œuvrent de toute la puissance de leur conviction et de leurs antécédents pour convertir avec un certain succès leurs anciens coreligionnaires, tels le rabbin David-Paul Drach, Isidore Goschler, Jules Level et sa famille, les frères Ratisbonne, les frères Lémann ou les frères Libermann. À ces volontés personnelles, s'ajoutent celles, connues, des « prêtres et des sœurs zélés » qui convertissent les enfants, les malades et les mourants en milieu hospitalier et carcéral. Pour endiguer l'épidémie d'apostasie, les autorités consistoriales juives deviennent plus attentives, dépêchent des aumôniers et un hôpital israélite est inauguré dans la capitale en 1852. Après 1870, l'Église devient moins influente dans ce domaine et les conversions concernent plutôt des adultes libres et en bonne santé. En définitive, de 1807 à 1914, sur les 10 820 convertis au catholicisme apostolique et romain seulement à Paris, près de 877 sont des Juifs.

## Juifs sous la Seconde République et le Second Empire

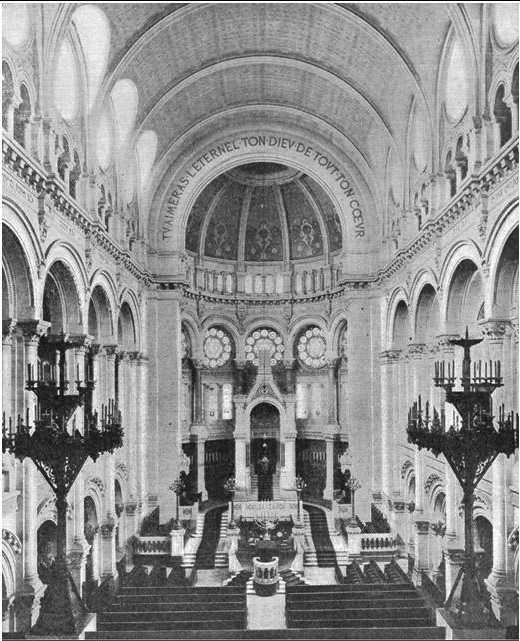
Synagogue de la Victoire.

La révolution de 1848 donne lieu à quelques violences antijuives en Alsace vite apaisées, qui sont les derniers soubresauts de l'antijudaïsme dans cette région.
De nouvelles synagogues sont érigées là où existent des communautés juives anciennes ou nouvelles. Les grandes synagogues de Lyon et de Marseille sont construites vers 1864 ; celle de Paris, rue de la Victoire, à partir de 1867. Les Juifs sont reconnaissants au gouvernement de leur avoir apporté la paix et l'égalité des droits.
L'ascension sociale de nombreuses familles juives se traduit par une forte émigration des Juifs de leur habitat traditionnel vers les grandes villes. Les Juifs alsaciens commencent à quitter les bourgs pour Strasbourg. Les petites villes du Comtat Venaissin voient disparaître ou beaucoup diminuer leur population juive au profit de Marseille. De même, les populations juives du Sud-Ouest émigrent vers les grandes villes comme Bordeaux. Des Juifs de toutes les communautés françaises convergent vers Paris. L'égalité juridique entraîne l'assimilation de nombreux Juifs qui peuvent oublier en peu de générations toute pratique du judaïsme. Elle permet aussi à quelques-uns d'entre eux d'atteindre une pleine réussite sociale, aussi bien dans la banque avec les Pereire et les Rothschild, que dans la politique avec Adolphe Crémieux et Achille Fould ou que dans les arts avec Rachel, Offenbach ou Waldteufel. On ne parle plus de Juifs mais d'« Israélites »
La communauté juive française commence à s'intéresser à ses coréligionnaires moins favorisés. Elle se tourne vers les Juifs de l'empire colonial français naissant en Algérie et plus généralement vers ceux du bassin méditerranéen.

### Vers l'intégration des Juifs d'Algérie
La première préoccupation des Juifs français est de travailler à l'amélioration du sort des Juifs de l'Algérie récemment conquise qui avaient subi jusqu'alors le statut vexatoire de dhimmis. Sous le règne de Louis-Philippe et grâce à l'implication d'Adolphe Crémieux et de Max Théodore Cerf-Berr, le gouvernement crée trois consistoires à Alger, Oran et Constantine, qui sont rattachés au Consistoire central de France en 1862. Parallèlement, Crémieux milite pour l'octroi de la nationalité française à tous les Algériens, Arabes et Juifs, proposition à laquelle s'opposent colons et militaires français. Ce n'est qu'à son retour au gouvernement après la chute de Napoléon III qu'il obtient, le 24 octobre 1870, un décret signé de Léon Gambetta qui fait des Juifs algériens des citoyens français. Les colons s'opposent à son application aux Arabes. Les Juifs y perdent leur statut civil et y gagnent la citoyenneté, le droit à l'éducation, le droit de vote et l'obligation de faire leur service militaire. Ce décret leur ouvre la société française malgré l'hostilité de certains colons.

### Création de l'Alliance israélite universelle

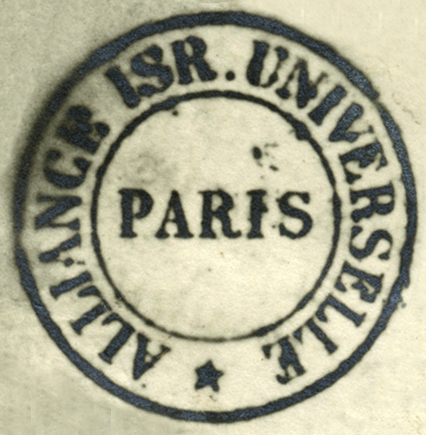
Sceau de l'AIU Paris sur un livre, av. 1944

En 1860, à la suite de l'affaire Mortara, est créée l'Alliance israélite universelle. Les fondateurs en sont des notables juifs dont Adolphe Crémieux, qui apporte « à cette Société le concours de son éloquence et l’appui de sa fermeté et de son courage ».
Le but de l’Alliance israélite universelle est nettement indiqué, dès l’origine, dans l’exposé qui accompagne le premier appel : « Défendre l’honneur du nom israélite toutes les fois qu’il est attaqué ; encourager par tous les moyens l’exercice des professions laborieuses et utiles ; … travailler, par la puissance de la persuasion et par l’influence morale qu’il lui sera permis d’exercer, à l’émancipation de nos frères qui gémissent encore sous le poids d’une législation exceptionnelle ». Avec ses écoles qui donnent une éducation juive et profane, l'Alliance israélite universelle donne, pendant plus d'un siècle, une culture juive et française à des milliers de jeunes Juifs du bassin méditerranéen et du Moyen-Orient.

### Libéraux, conservateurs et orthodoxes

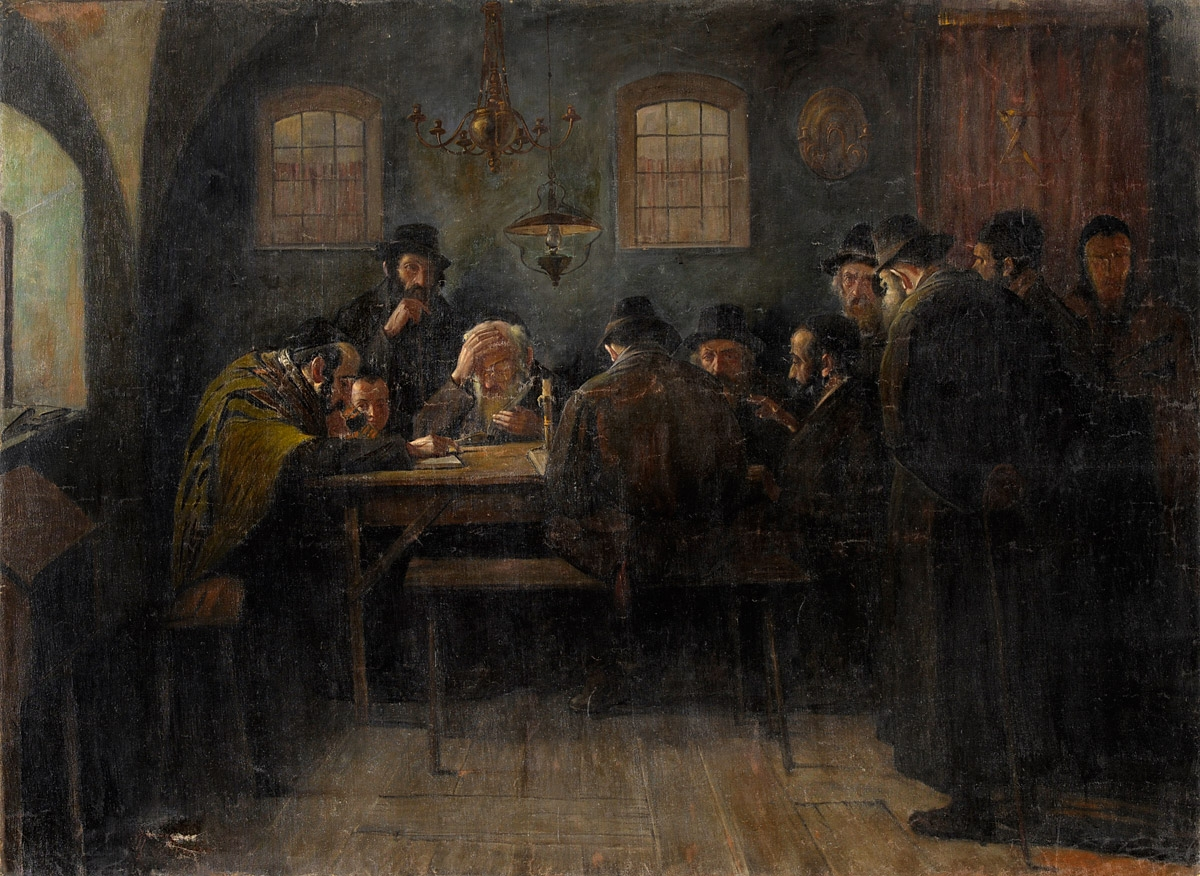
Juifs étudiant le Talmud. Inscription : « Paris ». Fin -début

Le judaïsme français n'a pas connu les luttes de doctrine vues en Allemagne où les Juifs étaient beaucoup plus nombreux et les points de vue plus tranchés. Les libéraux s'organisent autour de Samuel Cahen, traducteur et éditeur d'une bible bilingue français-hébreu. Il fonde en 1840 les « Archives israélites » où, avec quelques autres, il encourage la réforme de la liturgie pour permettre à la synagogue de rivaliser avec l'Église. Il préconise le remplacement des longs textes en hébreu tels les piyoutim par des prières ou des prédications en français ainsi que l'introduction de l'orgue et des chœurs dans les offices synagogaux. En 1856, les grands-rabbins acceptent effectivement la réduction des piyoutim, la prédication en français et l'orgue. Les rabbins, eux, sont en général conservateurs, c'est-à-dire qu'ils sont partisans de solutions moyennes de conciliation.
Les orthodoxes manquent de dirigeants reconnus en France. Ils se regroupent derrière Simon Bloch, fondateur du journal « l'Univers israélite ». Le grand-rabbin de Colmar, Salomon Klein, compte aussi parmi eux et s'indigne des résolutions de 1856. Mais, sous l'impulsion du grand-rabbin de France Salomon Ulmann et du président du Consistoire central, les passions s'apaisent peu à peu.

## Sous laIIIeRépublique

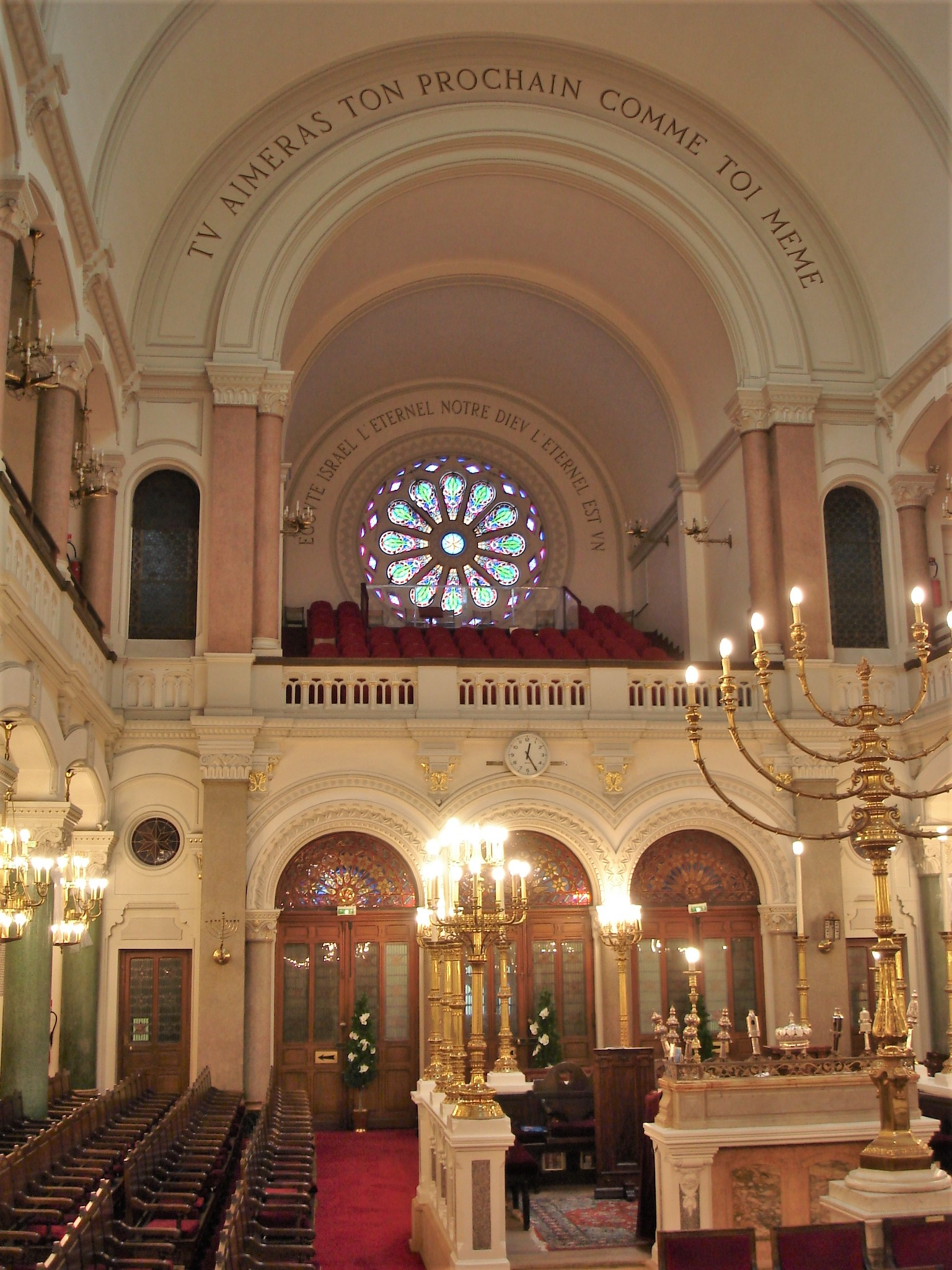
Synagogue Buffault (1877).

Selon le recensement de 1866, la France compte 90 000 Juifs (soit environ le double de ce qu'ils étaient au début du siècle) dont 36 000 en Alsace. La perte de l'Alsace et d'une partie de la Lorraine est une catastrophe pour le judaïsme français : le recensement de 1872 ne compte plus que 49 000 Juifs. Toutefois, beaucoup des Juifs d'Alsace et de Lorraine (15 000 soit près de 40 %), très reconnaissants à la France de leur avoir apporté liberté et égalité des droits choisissent de quitter l'Alsace ou la Lorraine allemandes et d'émigrer vers la France. Les estimations du Consistoire indiquent 60 000 Juifs en France en 1882 et 71 000 en 1897. Ces estimations sont peut-être sous-évaluées car des familles partiellement déjudaïsées n'avaient plus de contact avec le Consistoire et les nouveaux immigrants fuyant les persécutions d'Europe orientale ne se déclaraient pas nécessairement au Consistoire. Parallèlement, la population juive d'Alsace et de Lorraine annexée par l'Allemagne décroît de 41 000 à 32 000 en 1900.
La perte de l'Alsace et de la Lorraine accentue l'évolution du judaïsme français. Les Juifs de l'Est mais aussi ceux des autres régions quittent les petits bourgs pour les grandes villes et Paris, en même temps qu'ils abandonnent leurs activités traditionnelles comme le colportage en Alsace pour devenir des commerçants bien établis ou pour exercer des professions libérales. La pratique de la religion diminue et, parmi les Juifs célèbres de l'époque particulièrement dans la finance, rares sont les familles comme les Rothschild qui pratiquent le judaïsme et contribuent à l'édification et à l'entretien de ses écoles et synagogues.
Pourtant, alors que le siècle n'avait pas été défavorable aux Français juifs, ceux-ci doivent faire face à une nouvelle vague d'antisémitisme.

### Développement de l'antisémitisme

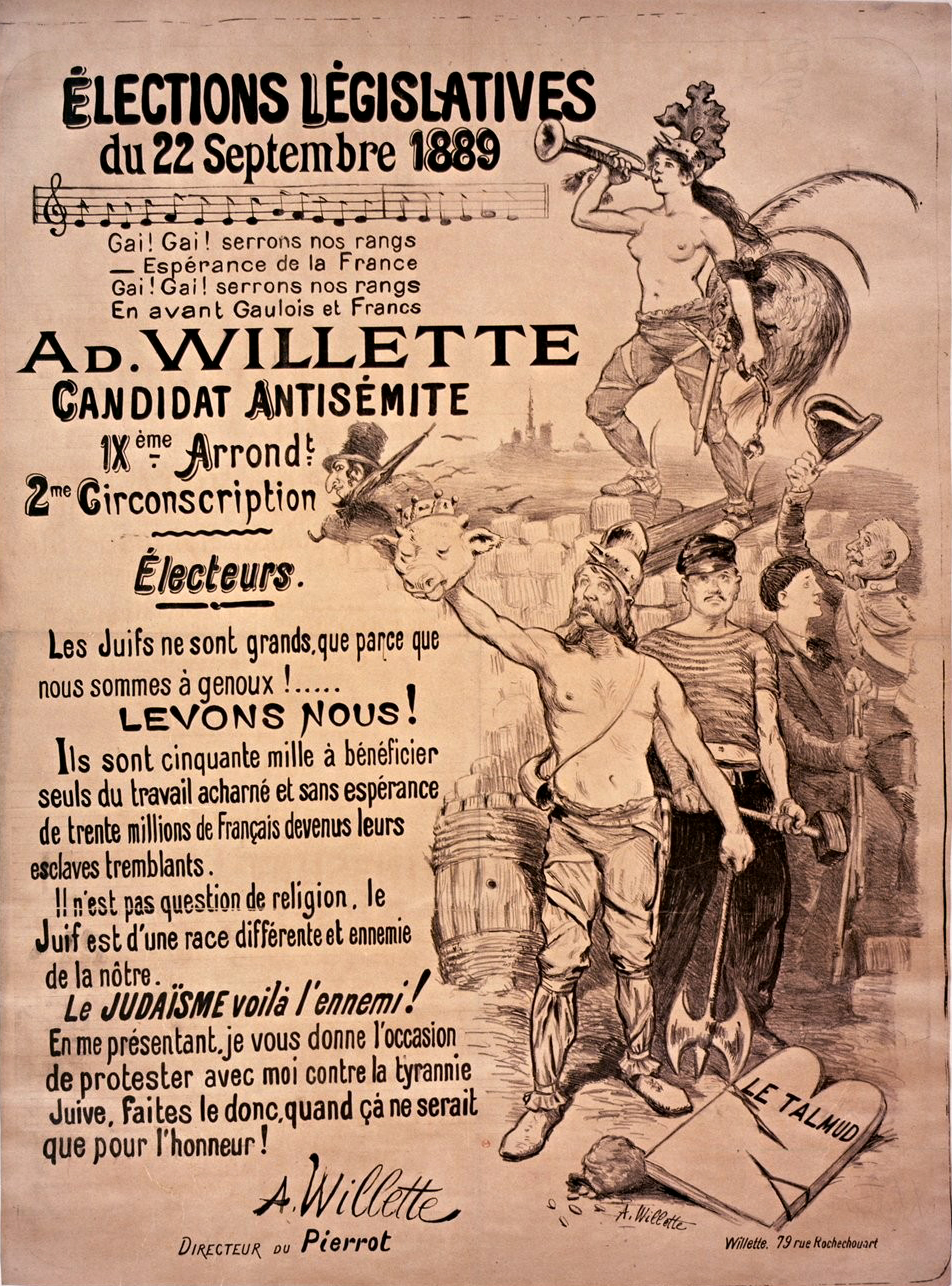
Adolphe Willette, candidat antisémite aux élections législatives de 1889.

L'antisémitisme se distingue de l'antijudaïsme en ce sens qu'il se fonde sur l'hostilité non à la religion juive mais à la supposée race juive. Si Richard Wagner avait justifié son hostilité aux Juifs, et particulièrement à Meyerbeer, sur de pseudo théories raciales, c'est un journaliste allemand, Wilhelm Marr, qui invente le concept d'antisémitisme vers 1879.
En France, le krach de l'Union générale, banque catholique fondée par un ancien employé des Rothschild, semble être un des facteurs déclenchants de la vague d'antisémitisme. En 1886, Édouard Drumont publie La France juive, un pamphlet dont François Delpech peut dire : « La première partie … est une longue divagation sur l'opposition Aryen-Sémite. Les quatre parties suivantes sont un recueil de ragots sur les Juifs de France… » En 1890, La Croix se proclame « le journal le plus antisémite de France ». En 1892, Drumont lance un journal antisémite, La Libre Parole qui n'a guère de succès. Alors éclate l'affaire Dreyfus.

### Affaire Dreyfus et ses conséquences
En 1894, Alfred Dreyfus, officier d'état-major juif, est faussement accusé de haute trahison et condamné par un conseil de guerre à une dégradation humiliante et à la déportation perpétuelle en Guyane. Seuls ses plus proches sont alors persuadés de son innocence, dont les preuves ne sont rassemblées qu'en 1896. Le vrai coupable, le commandant Esterhazy, est alors identifié. Malgré cela et les nombreux soutiens que reçoit Dreyfus, dont ceux de Zola et de Georges Clemenceau, la révision du procès à Rennes en 1899 n'amène qu'une condamnation atténuée. Dreyfus est gracié par le président de la République et en 1906, l'officier est pleinement réhabilité par la Cour de cassation.

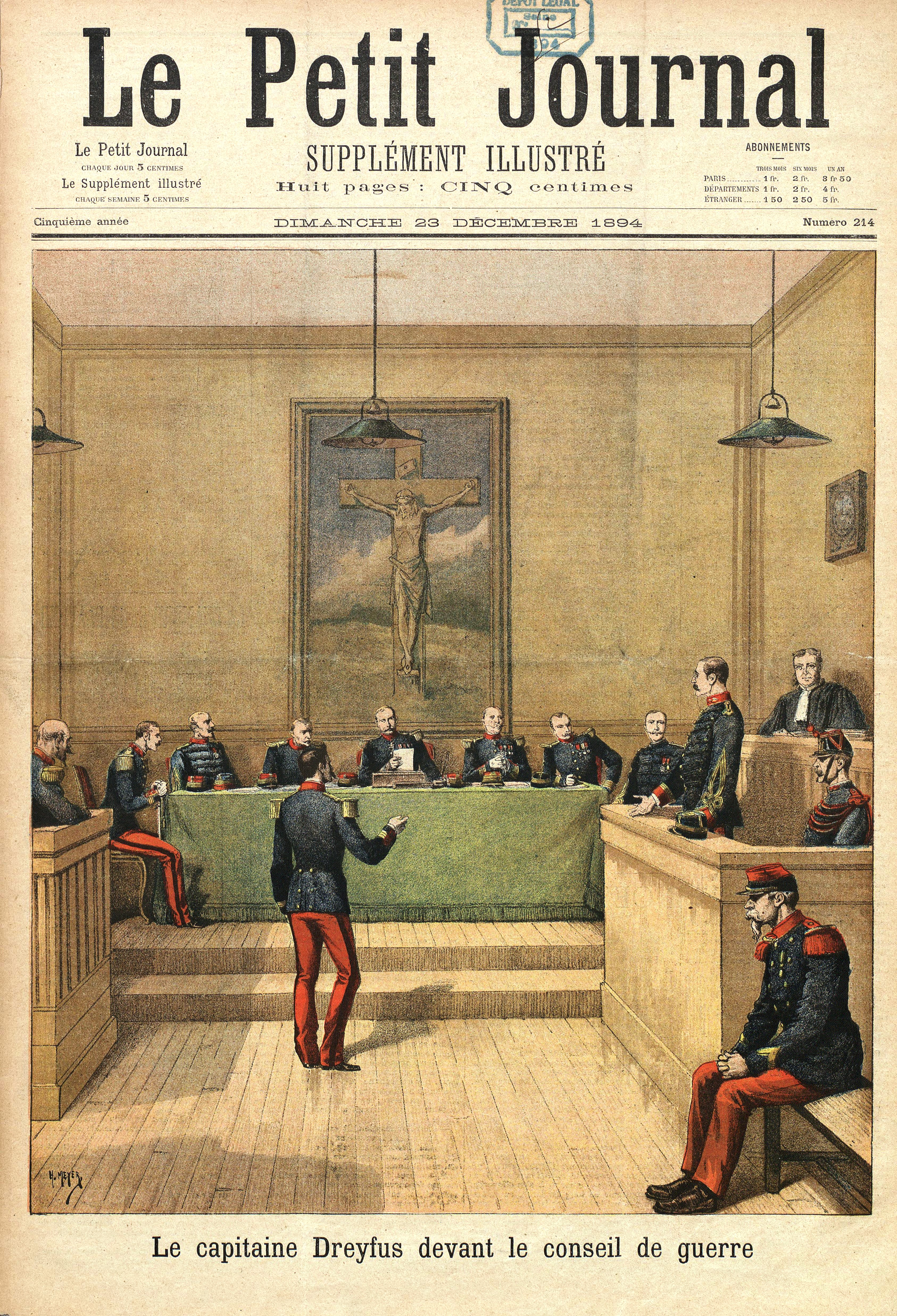
Une du Petit Journal du 23 décembre 1894.

À l'occasion de cette longue affaire, les Juifs de France ont découvert le nouveau visage de l'antisémitisme. La presse et la foule déchaînées ont proféré les pires slogans antisémites, entendus par le journaliste viennois Théodore Herzl, qui écrit ensuite le texte fondateur du sionisme, L'État des Juifs. Des émeutes antisémites ont même lieu lors du procès de Zola et lors du procès de Rennes en 1899. La même année, Drumont, l'auteur de La France juive, est élu député d'Alger et Max Régis emporte la mairie d'Alger à la tête d'une liste antisémite. Cependant, le 26 juillet 1906, après la réhabilitation de Dreyfus, les « Archives israélites » écrivent : « Quoi qu'il en soit, l'affaire Dreyfus est finie pour les Israélites et sa conclusion nous en ferait encore plus aimer, s'il était possible, notre cher pays ». Et pourtant, en 1908, Dreyfus est encore victime de l'antisémitisme quand il est blessé dans un attentat lors du transfert des cendres de Zola au Panthéon. Son agresseur est acquitté lors du procès qui s'ensuit.
Les Juifs ne se sont pas levés en masse pour défendre Dreyfus. Léon Blum écrit dans ses souvenirs : « Le sentiment dominant se traduisait par une formule comme celle-ci : C'est quelque chose dont les Juifs ne doivent pas se mêler. » Les institutions juives ne s'impliquent guère dans l'Affaire et seul le grand-rabbin de France Zadoc Kahn proteste. Quelques Juifs soutiennent toutefois Dreyfus et parmi eux, Bernard Lazare, dont la brochure « Une erreur judiciaire. La vérité sur l'Affaire Dreyfus », parue en 1896, a un grand retentissement, et Joseph Reinach.

### Juifs de France et sionisme
Si l'affaire Dreyfus inspire à Herzl son livre L'État des Juifs, les Juifs français ne sont pas restés absents du développement du sionisme. Dès 1870, l'Alliance israélite universelle, sous l'impulsion de Charles Netter et avec le financement d'Edmond de Rothschild, crée l'école d'agriculture de Mikvé-Israël, aujourd'hui encore collège-lycée franco-israélien. Edmond de Rothschild va s'engager résolument dans la création d'établissements juifs en Palestine en achetant des terres cultivables et en finançant les premières fermes. C'est ainsi que naissent les villes de Rishon LeZion aujourd'hui proche de Tel-Aviv et de Zihron Yaakov sur le mont Carmel.
Ce rôle fondamental joué par Edmond de Rothschild (dont les cendres furent transférées en Israël à Zihron Yaakov par le gouvernement israélien en 1954) ne doit pas faire oublier l'indifférence du judaïsme français d'alors au sionisme. Seul le grand-rabbin de France, Zadoc Kahn, envoie un message de sympathie au premier congrès sioniste.

### Immigration d'Europe centrale et orientale
Malgré l'affaire Dreyfus, la France reste très attractive pour les Juifs d'Europe centrale et orientale toujours victimes de persécution et de discrimination dans leurs pays. Depuis les années 1880, une vague d'immigrants juifs fuyant les pogroms d'Europe de l'Est arrive ainsi en France. Ces immigrants parlent yiddish et sont pour la plupart ouvriers ou artisans. Ils s'établissent souvent dans le quartier du Marais, à Paris, par exemple dans la rue Ferdinand-Duval, l'ancienne rue des Juifs rebaptisée en 1900 après l'affaire Dreyfus. Les rapports avec les Juifs locaux sont tendus : les nouveaux arrivants considèrent leurs coreligionnaires comme « peu juifs », tandis que ceux-ci voient d'un mauvais œil ces Juifs évoquant bien plus qu'eux-mêmes certains préjugés antisémites ; l'inauguration de la synagogue russo-polonaise de la rue Pavée en 1914 se fait ainsi hors la présence du Consistoire ou du rabbinat.
C'est pourtant du rang de ces immigrés que sortent certaines grandes figures, qui vont participer au rayonnement artistique de la France dans le monde : Pascin arrive en France en 1905, Lipchitz et Zadkine en 1909, Chagall en 1910, Soutine en 1912, Mané-Katz en 1913. Ils sont, avec d'autres immigrés comme Modigliani, arrivé d'Italie en 1906, parmi les membres les plus éminents, voire fondateurs, de l'École de Paris.
Cette immigration contribue à la croissance du nombre de Juifs en France qui sont estimés en 1914, à la veille de la guerre, à 120 000 dont un tiers d'étrangers. 30 000 autres vivent en Alsace-Lorraine où ils sont souvent restés très francophiles et 70 000 en Algérie.

### Première Guerre mondiale

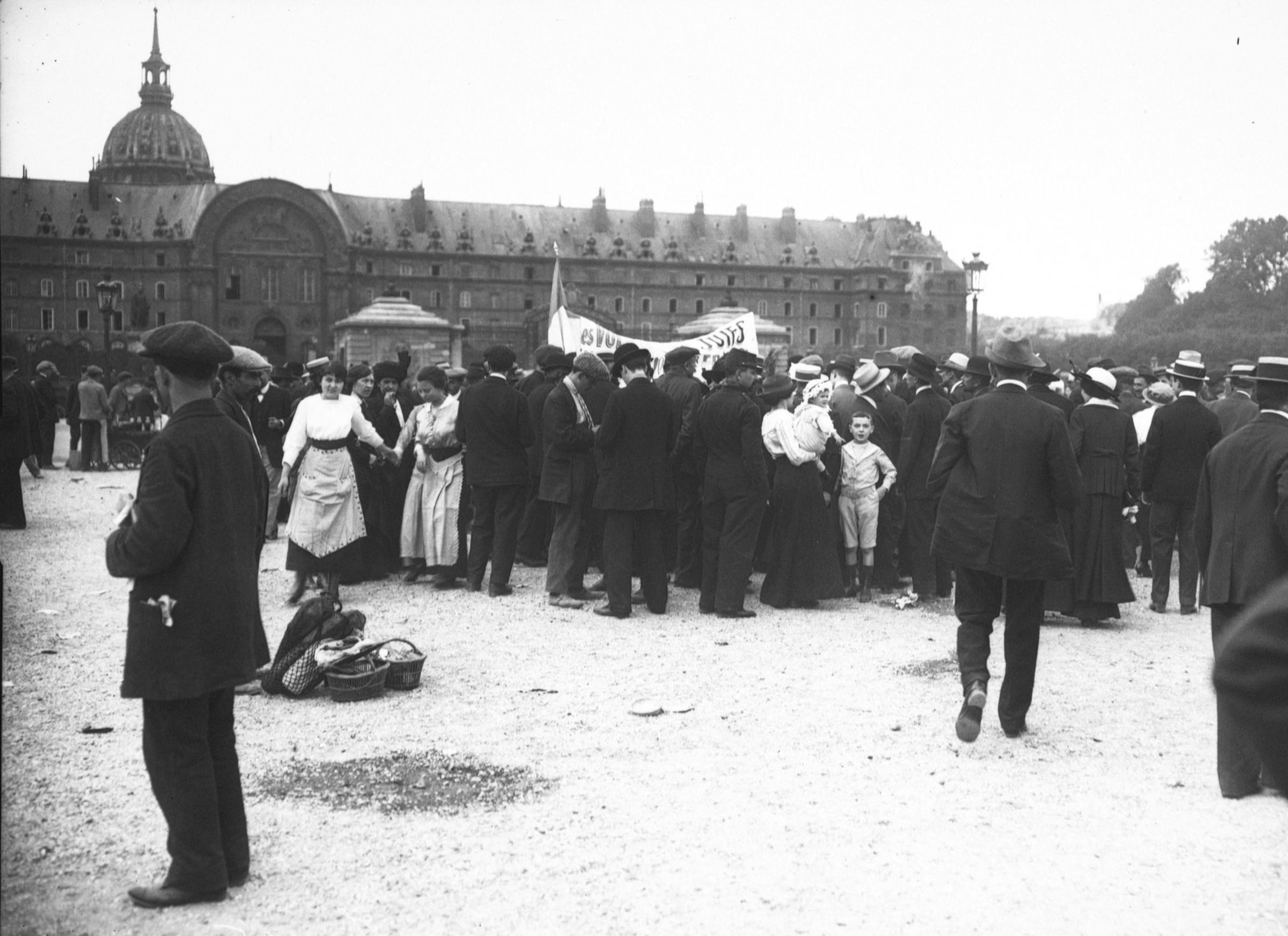
Volontaires juifs se rendant aux Invalides, en 1914.

Les Juifs de France et d'Algérie sont mobilisés durant la Première Guerre mondiale où 6 500 d'entre eux meurent pour la France. En plus des nationaux mobilisés, les Juifs étrangers sont nombreux à s'engager pour le pays qui leur avait donné asile.
L'Union sacrée qui marque le début de la Première Guerre mondiale est symbolisée sur le plan religieux par la mort au champ d'honneur du rabbin Abraham Bloch, tué par un obus allemand en tendant un crucifix à un soldat français moribond.
La victoire française permet la réintégration de l'Alsace-Lorraine au sein de la République française. 30 000 Juifs retrouvent la nationalité française et on estime à 150 000 la population juive de France à la fin de la guerre, sans y inclure les Juifs d'Algérie.

### Entre-deux guerres

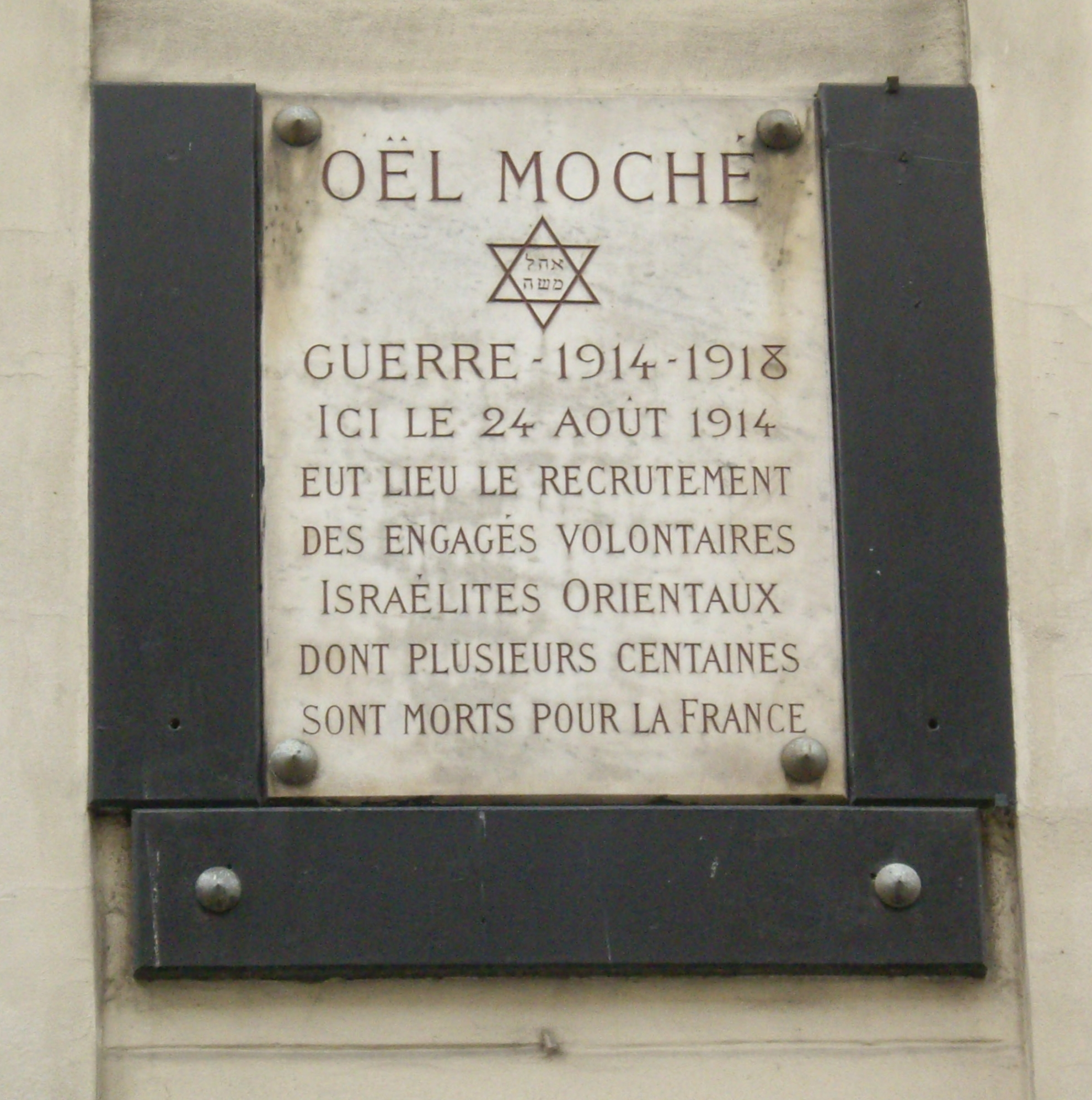
Plaque commémorative pour les Juifs orientaux engagés volontaires morts pour la France en 1914-18, apposée sur un mur de la société de secours Oel Moshé fondée en 1924 par des anciens combattants juifs ottomans, 68 rue de Sedaine, Paris.

Après la Première Guerre mondiale, les Juifs français pensent enfin avoir atteint le but qu'ils se sont donné : ils se sont complètement fondus à la nation dont ils sont une composante comme les catholiques ou les protestants. Ils ont donné leur sang comme eux et ont de hautes positions dans tous les domaines de la société. L’Alsace retrouvée donne un nouvel allant à la communauté juive de France. L’Alsace et la Moselle restent sous régime concordataire car la loi de séparation des Églises et de l'État, votée en 1905, c'est-à-dire pendant l'occupation allemande, ne s'y applique pas. Les rabbins y sont donc rémunérés par l'État.

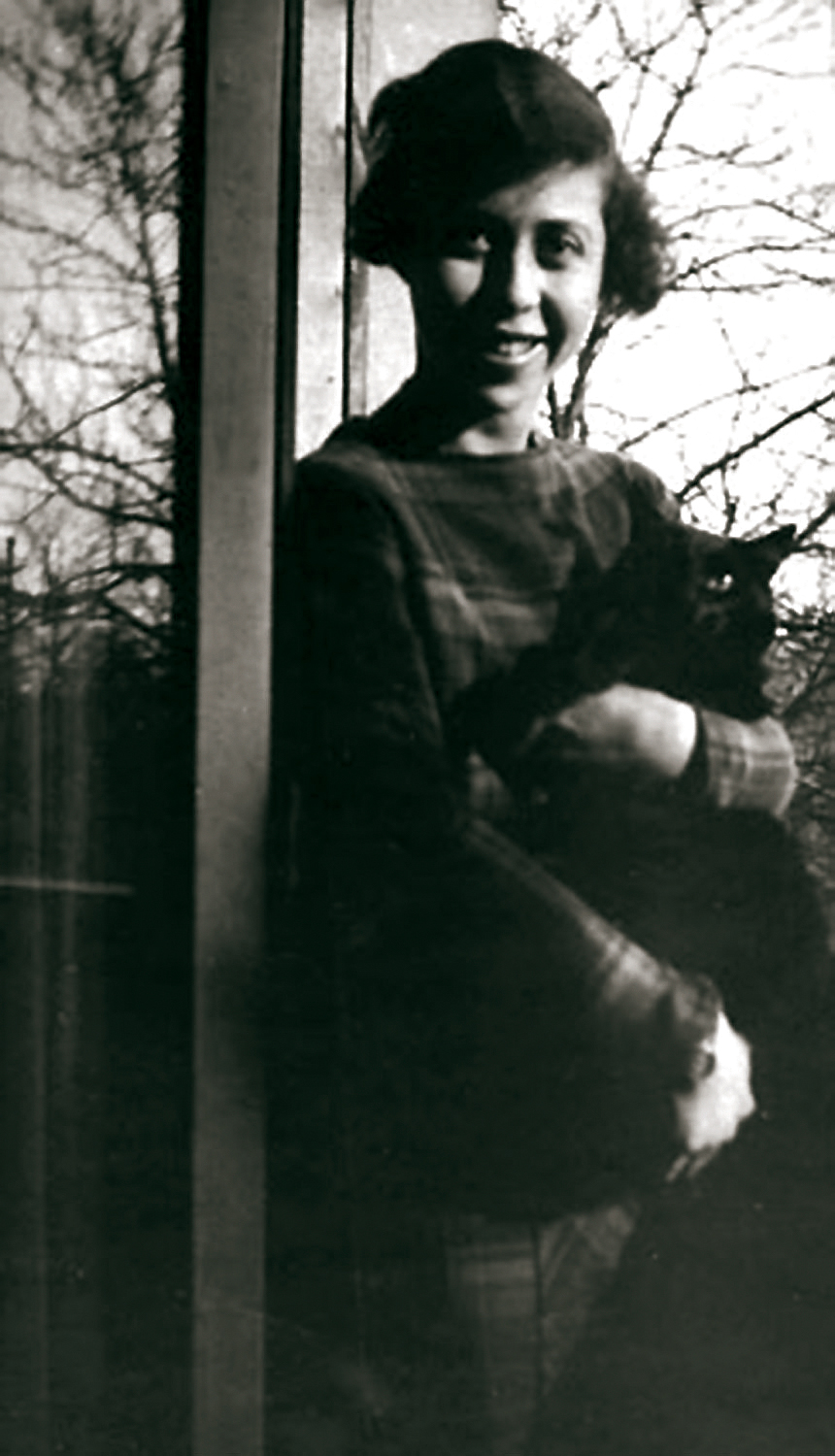
Irène Némirovsky, dont la famille arrive en France après la révolution russe.

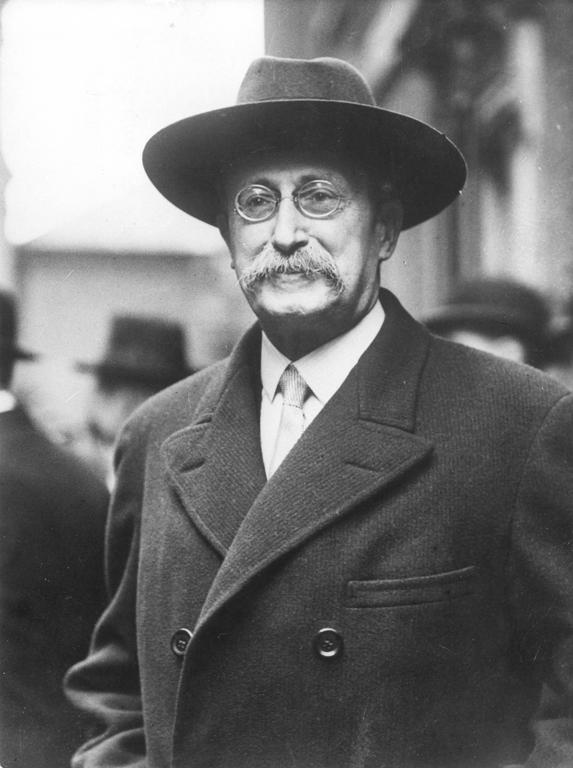
Le président du Conseil Léon Blum.

Durant l'entre-deux guerres, la communauté juive de France se transforme rapidement. La révolution russe, la recrudescence de l'antisémitisme en Europe centrale et orientale, le succès même de l'Alliance israélite universelle, qui donne une culture française aux Juifs de Grèce ou de Turquie, entraînent à nouveau une forte immigration juive vers la France, si bien qu'on estime à 200 000 le nombre de Juifs en 1930. La montée du nazisme en Allemagne accélère ce mouvement et on évalue aujourd'hui à 300 000 le nombre de Juifs en France à la veille de la Seconde Guerre mondiale auxquels s'ajoutent les 110 000 Juifs d'Algérie.
Les Juifs nés en France sont alors minoritaires : beaucoup, parmi les immigrés, sont artisans et si certains réussissent vite, la plupart forment un prolétariat vivant dans les quartiers est de Paris comme le Marais ou la Bastille. La plupart des immigrés ne se reconnaissent pas dans le judaïsme consistorial, éloigné des traditions religieuses d'Europe orientale, et les Juifs français sont souvent très réticents envers ces coreligionnaires au fort accent qui demandent régulièrement leur secours.
Les Juifs de France occupent pourtant une place privilégiée au cours de cette période dans la culture, les arts, l'industrie et la politique. Outre les membres juifs de l'École de Paris, on distingue en littérature Marcel Proust (dont la mère est juive), Max Jacob, Henri Bergson, Julien Benda, Tristan Bernard, André Maurois, Simone Weil ou Irène Némirovsky, pendant que La Revue juive d'Albert Cohen rassemble nombre d'écrivains et de scientifiques. André Citroën, né à Paris de parents juifs immigrés, révolutionne l'industrie automobile avec la Traction. La France est également un des premiers pays où un Juif, Léon Blum, est nommé Président du Conseil en 1936. Ce dernier est à ce titre la cible désignée des attaques antisémites, qui se sont renforcées parallèlement à l'ascension des Juifs, pratiquants, assimilés et convertis confondus.

#### Montée des périls
En 1920, sont publiés en France après l'Allemagne et la Grande-Bretagne les Protocoles des Sages de Sion, pamphlet antisémite forgé par la police tsariste vers 1905 et préfacé par Roger Lambelin. Malgré l'enquête du Times de Londres, qui a conclu à la supercherie en 1921, ce pamphlet est réédité à de multiples reprises et connaît de nombreuses variantes, dont Le Péril Juif. L'antisémitisme, ancré à l'extrême-droite, prend alors la figure de la dénonciation du complot « judéo-bolchévique ».
Si en 1927 Samuel Schwartzbard, qui a assassiné l'ataman d'Ukraine Petliura est acquitté en assises, des manifestations antisémites accueillent une pièce de Jean Richepin sur l'affaire Dreyfus en 1931 et en 1933, alors que le nazisme triomphe en Allemagne. Les frères Jérome et Jean Tharaud écrivent dans un livre au titre significatif, Quand Israël n'est plus roi : « Ce qui étonne davantage, c'est que soixante-cinq millions d'Allemands se soient laissé dominer de la sorte par six cent mille Juifs ».
L'antisémitisme se durcit avec l'affaire Stavisky, la crise du 6 février 1934, la traduction intégrale de Mein Kampf en français en 1934 puis la victoire du Front populaire.
L'arrivée au pouvoir de Léon Blum, que la ligue Solidarité française avait désigné comme « l'ennemi public numéro un », déclenche les foudres de l'extrême droite parlementaire et des ligues qui lui sont affiliées. Xavier Vallat déclare à la tribune de la Chambre des députés : « Pour la première fois, ce vieux pays gallo-romain sera gouverné par un Juif ». L'antisémitisme gangrène alors la vie politique, en particulier dans les rangs de la Fédération républicaine (droite), dont le groupe parlementaire est vice-présidé par Vallat.
En 1937, paraît Bagatelles pour un massacre de Céline, où l'auteur devient prophète de l'antisémitisme : « Qu'ils crèvent, eux, tous d'abord, après on verra ». En novembre 1938, l'assassinat d'un conseiller de l'ambassade d'Allemagne à Paris par l'Allemand juif Herschel Grynszpan fournit un prétexte à Hitler pour déclencher la nuit de Cristal, mais ces événements avivent l'inquiétude et l'embarras des Juifs de France et de leurs dirigeants.
Les Juifs de France réagissent faiblement à cette situation. Un comité national de secours aux victimes de l'antisémitisme de l'Allemagne se crée mais est vite dépassé. La communauté est déchirée entre ceux qui veulent garder un profil bas face au nazisme et à l'antisémitisme, tels le jeune Edgar Morin, et ceux qui appellent à la résistance au nazisme comme Julien Benda.

## Seconde Guerre mondiale
À la déclaration de guerre, les Juifs français sont mobilisés comme tous leurs compatriotes et, comme en 1914, de nombreux Juifs étrangers s'engagent dans les régiments de volontaires étrangers. Si on estime à 40 000 le nombre de volontaires juifs incorporés, des Juifs allemands réfugiés en France sont aussi incarcérés comme ressortissants ennemis. En règle générale, les Juifs sont confiants dans la capacité de la France à les protéger des Nazis. Mais un bon nombre de Juifs, particulièrement ceux d'Alsace et de Moselle chassés de chez eux par les Allemands, se réfugient en zone non occupée dès juillet 1940.
La convention d'armistice du 22 juin 1940 signé entre le représentant du Troisième Reich d'Hitler et celui du gouvernement français de Pétain, s'il ne comprend aucune disposition relative aux Juifs, prévoit deux clauses qui vont lier leur sort à la politique antisémite de l'Allemagne :
- l'article 3 prévoit que dans les régions que le Reich allemand occupe, le gouvernement et l'administration français doivent « faciliter par tous les moyens les réglementations relatives » à l'exercice des droits du Reich ;
- les articles 16 et 19 prévoient que le gouvernement français doit procéder au rapatriement de la population dans les territoires occupés, que « le gouvernement français est tenu de livrer sur demande tous les ressortissants allemands désignés par le gouvernement du Reich et qui se trouvent en France, de même que dans les possessions françaises, les colonies, les territoires sous protectorat et sous mandat. »[252]

### De l'armistice à l'invasion de la zone libre

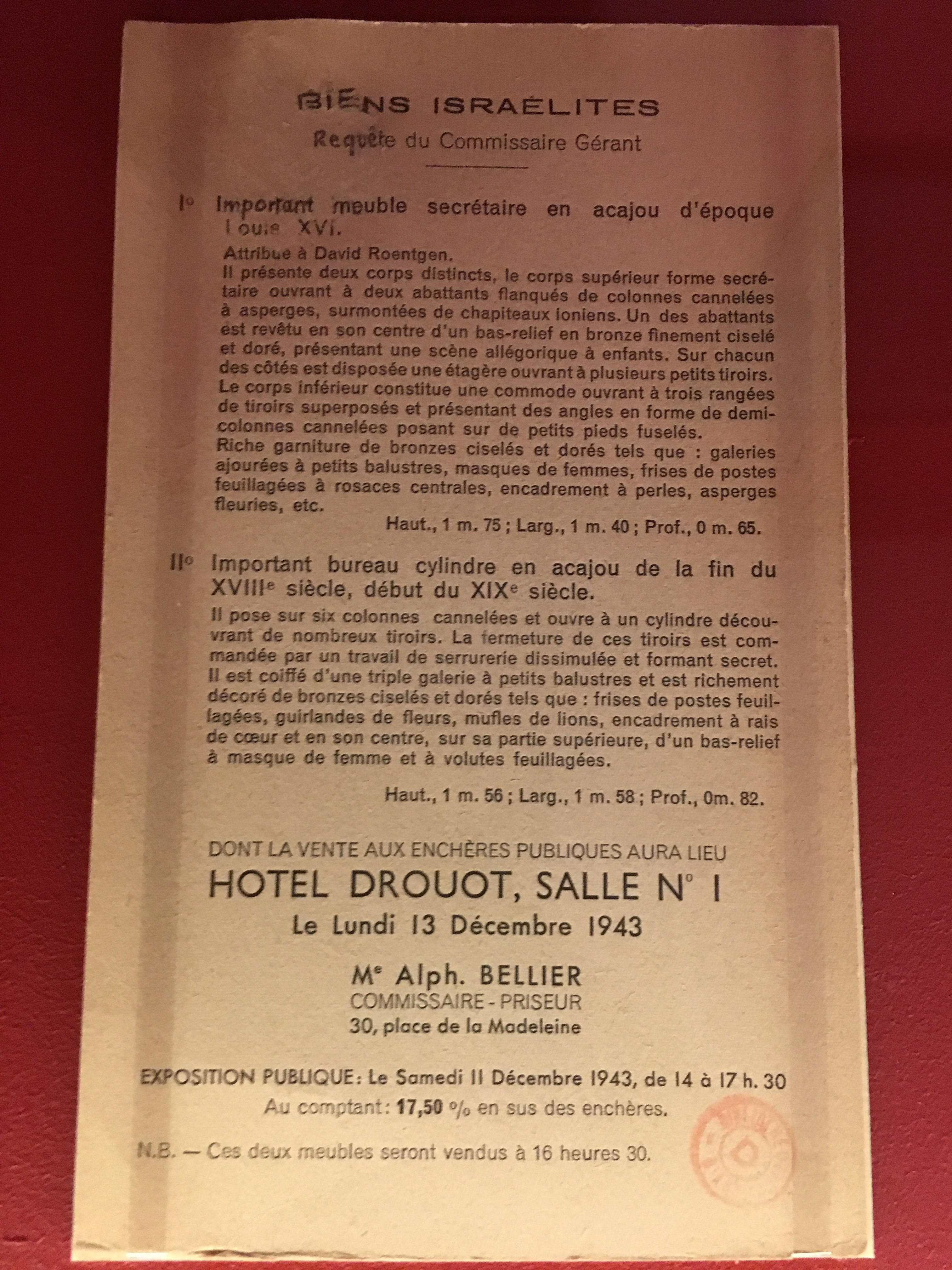
Les biens juifs spoliés étaient vendus à l'hôtel Drouot par les autorités sous l'Occupation allemande. Ici une page de catalogue intitulée « Biens israélites ».

Dès l'été 1940, Otto Abetz, l'ambassadeur d'Allemagne à Paris, organise l'expropriation de riches familles juives.
Le 27 septembre 1940, le commandement militaire allemand enjoint aux Juifs de la zone Nord (français ou étrangers) de se faire recenser avant le 20 octobre. Le gouvernement Laval prend alors cette politique à son compte et prescrit que les déclarations des Juifs soient reçues, à Paris et dans le département de la Seine, par les commissaires de police. Le préfet de police rend compte à l'autorité allemande le 26 octobre : « Ont été inscrits 85 664 sujets français, 64 070 sujets étrangers, soit au total 149 734 Juifs ».
Le régime de Vichy adopte alors le statut des Juifs du 3 octobre qui interdit aux Juifs français d'exercer certaines professions (enseignant, journaliste, avocat, etc.), et l'acte dit loi du 4 octobre 1940 qui prévoit d'enfermer les étrangers juifs dans des camps d'internement au sud du pays comme celui de Gurs, où ils sont rejoints par des convois de Juifs déportés par les Allemands depuis des régions que le Reich annexe de fait : Alsace, parties de la Lorraine et de la Belgique.

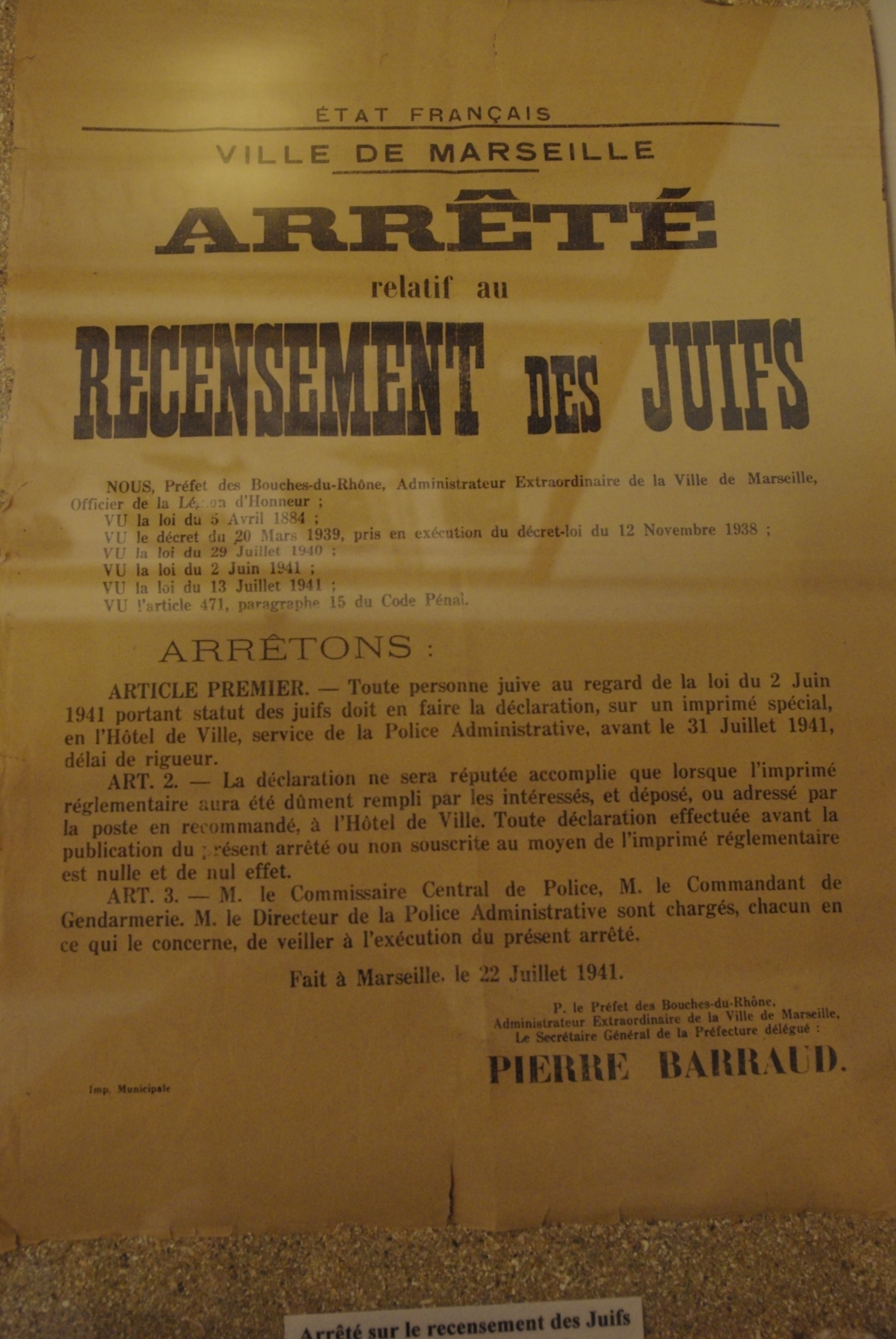
Affiche diffusée à Marseille en juillet 1941 ordonnant le recensement des Juifs.

Le Commissariat général aux questions juives créé en mars 1941 organise la spoliation des biens juifs et orchestre la propagande antisémite[réf. nécessaire]. Le ministère de l'Intérieur, dirigé par Marcel Peyrouton établit, d'abord en zone occupée, des fichiers recensant les Juifs, que le second statut des Juifs du 2 juin 1941 achève de systématiser sur l'ensemble du territoire[réf. nécessaire].
Pour contrôler au plus près la communauté juive, les Allemands créent le 29 novembre 1941 l'Union générale des israélites de France (UGIF) chargée de fédérer l'ensemble des œuvres juives caritatives. Les Allemands peuvent connaître ainsi les domiciles des Juifs. Les dirigeants de l'UGIF prennent trop tard la mesure du risque qu'il y a à dialoguer avec les Nazis et disparaissent en déportation, tels Raymond-Raoul Lambert et André Baur.
Une ordonnance allemande ordonne le port de l'étoile jaune à tous les Juifs âgés de plus de 6 ans le 29 mai 1942.
Les arrestations de Juifs en France commencent dès 1940 pour des personnes individuelles, et massivement en 1941. La première rafle a lieu le 14 mai 1941. Les Juifs arrêtés, hommes et étrangers, sont internés dans les premiers camps de transit : le camp de Pithiviers et celui de Beaune-la-Rolande dans le Loiret (3 747 hommes). La deuxième rafle, les 20-21 août 1941, concerne 4 232 hommes français et étrangers, qui sont conduits au camp de Drancy,.
La déportation des Juifs commence le 27 mars 1942, date de départ de Paris pour Auschwitz du premier convoi. Elle vise également les femmes et les enfants à compter de la rafle du Vel' d'Hiv' des 16 et 17 juillet 1942, durant laquelle 13 000 Juifs sont arrêtés par la police française. En zone occupée, l'administration et la police françaises sont en effet sous l'autorité allemande. Elles appliquent donc les ordonnances allemandes prises contre les Juifs et livrent en 1942 aux Allemands les Juifs étrangers des camps d'internement. Elles contribuent également à envoyer plusieurs dizaines de milliers d'entre eux à la mort dans les camps d'extermination via le camp de Drancy.
En zone non occupée, à partir d'août 1942, les Juifs étrangers ou apatrides qui avaient été déportés après l'armistice dans les camps de réfugiés du Sud-Ouest de la France, comme celui de Gurs, sont à nouveau arrêtés et déportés dans des convois à destination de la zone occupée, puis des camps d'extermination en Allemagne et en Pologne.

### De l'invasion de la zone libre à la capitulation de l'Allemagne le8 mai 1945
En novembre 1942, l'ensemble du territoire est sous contrôle allemand, à l'exception de la zone d'occupation italienne où les Juifs sont plutôt épargnés, ceci jusqu'à la chute du régime de Mussolini et au remplacement des troupes italiennes par les Allemands en septembre 1943.
Les autorités allemandes prennent de plus en plus en charge la traque des Juifs, alors que Vichy doit composer avec une opinion rendue progressivement sensible aux persécutions et que la Résistance juive se structure. Cependant, la Milice constituée de Français acquis à l'idéologie nazie, redouble d'activité pour livrer aux Allemands les familles juives dont elle connaît l'existence. C'est ainsi que le rythme des convois vers l'Allemagne s'amplifie. Les derniers, en provenance du camp de Drancy, quittent la gare de Bobigny le 31 juillet 1944.

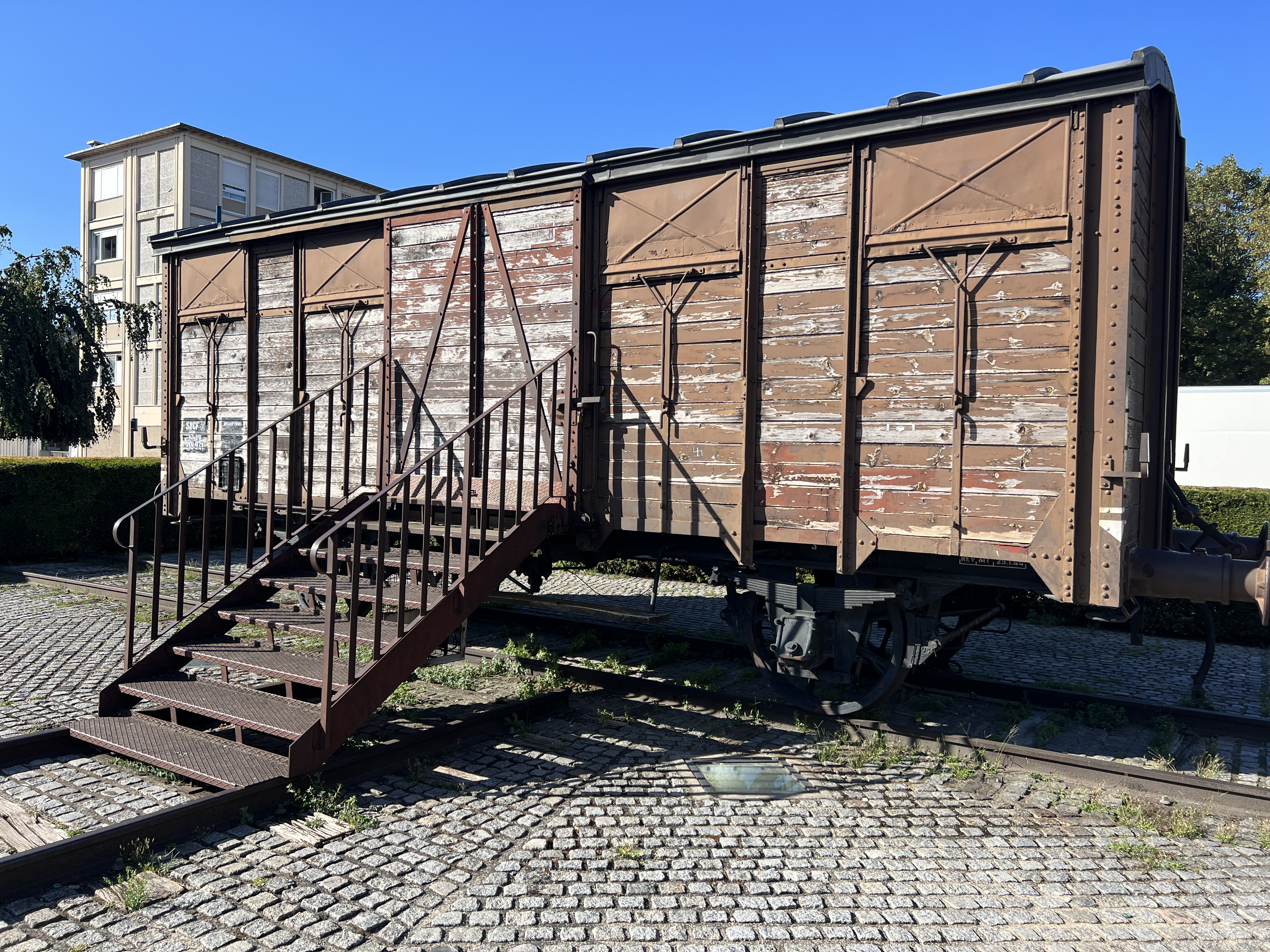
Wagon du camp de Drancy.

En Algérie, le général Giraud puis le général de Gaulle tardent à rétablir la légalité républicaine : les Juifs ne retrouvent ainsi la citoyenneté française que le 20 octobre 1943.
Entre 1942 et 1943, dans la clandestinité, des groupes de résistants favorisent la création du SERE (Service d'évacuation et de regroupement d'enfants — qui devient en 1944 l'OPEJ). Sa mission essentielle consiste alors à sauver des enfants juifs dont les parents ont été déportés ou ont disparu. Ces enfants, menacés d'arrestation et de déportation, sont mis à l'abri dans des familles et institutions non juives. Dès septembre 1944, l'OPEJ regroupe les enfants dans des maisons d'enfants de déportés, créées à leur intention.
Grâce à l'existence d'une zone non occupée permettant de se soustraire aux mesures d'extermination prises par les Allemands, grâce aussi à l'aide de nombreux Français souvent restés anonymes, les trois quarts des Juifs vivant alors en France survivent (90 % si l'on fait référence aux Juifs de nationalité française, 60 % si l'on se réfère uniquement aux Juifs étrangers), un taux important comparés à d'autres pays occupés d'Europe, tel la Belgique qui n’a compté que 55 % de survivants et les Pays-Bas 20 %. Malgré cela, 74 182 des 330 000 Juifs présents en France sont déportés, dont 11 000 enfants et 55 000 étrangers. Seulement 3 % des déportés juifs de France vers les camps de la mort survivent. À ces chiffres, il faut ajouter les 1 200 Juifs assassinés par la police allemande ou ses complices français, et les 3 000 autres Juifs morts d'épuisement ou de maladie dans les camps français. On arrive ainsi à plus de 76 000 victimes juives.

### Survie des Juifs en France pendant la Seconde Guerre mondiale
Face aux périls qui pèsent sur eux, les Juifs de France qui n'ont pas pu fuir à l'étranger n'ont d'autre choix que de se cacher ou de combattre.

#### Se cacher pour survivre
Pour les Juifs, il s'agit tout d'abord de survivre. Survivre, cela signifie éviter l'arrestation qui conduit dans les camps d'internement en France (comme ceux de Gurs et des Milles en zone sud et ceux de Beaune-la-Rolande et Pithiviers en zone occupée) puis au camp de Drancy, avant le transfert en Allemagne dans les camps de la mort depuis principalement la gare du Bourget (1942-1943) et la gare de Bobigny (1943-1944). Pour éviter la dénonciation ou l'arrestation, se faire le plus discret possible est indispensable et, en cas d'une mauvaise rencontre avec la police française ou allemande, mieux vaut avoir des faux-papiers qui ne mentionnent plus de noms juifs ou de lieux de naissance en Europe centrale ou orientale. Encore faut-il bien choisir ce nom de façon à garder les mêmes initiales et à ne pas trop contrefaire sa signature et être convaincant en déclinant son identité sans accent étranger.

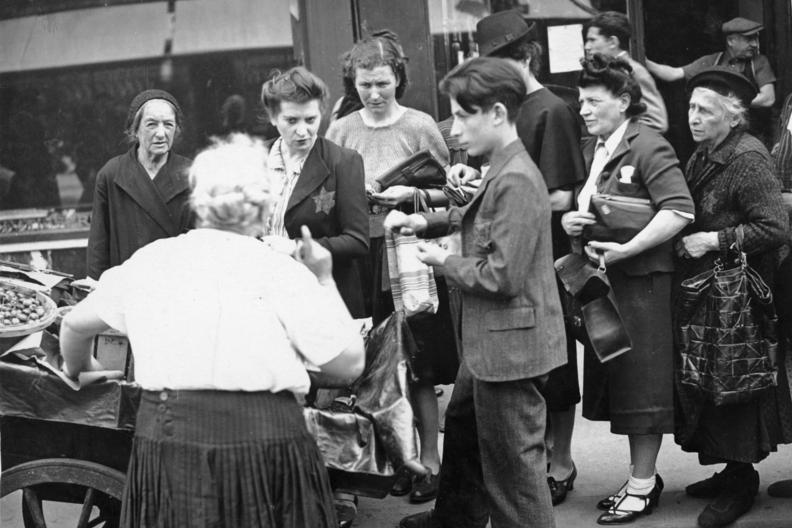
S'approvisionner en aliments en portant une étoile jaune sur la poitrine, Paris, 8 juin 1942 (Deutsches Bundesarchiv)

Survivre signifie aussi avoir de quoi nourrir et loger sa famille. De par le statut des Juifs, beaucoup d'entre eux perdent leur droit d'exercer leur métier s'ils sont médecins, professeurs ou officiers par exemple. Tous les entrepreneurs, du patron des Galeries Lafayette aux petits boutiquiers, perdent aussi leur entreprise de par une ordonnance allemande du 18 octobre 1940 qui organise « l'aryanisation » des entreprises appartenant à des Juifs. Il leur faut donc exercer des métiers ne nécessitant guère d'investissements ni de protections comme représentant de commerce. Avant l'invasion par les Allemands de la zone libre, les grandes villes du Sud comme Marseille peuvent encore fournir abri et emploi.
Après novembre 1942 et l'occupation allemande de presque tout le territoire, Marseille ou Toulouse deviennent aussi dangereuses pour les Juifs que Paris. Beaucoup de Juifs se réfugient alors à la campagne. De nombreux Français non juifs leur fournissent asile et protection ou leur évitent l'arrestation en les prévenant à temps. Un des actes les plus héroïques est à l'actif de policiers qui font échouer la rafle de Nancy jumelle de celle du Veld'Hiv. Certains de ces Français ont été nommés Justes parmi les nations par l'institut Yad Vashem. L'histoire du Chambon-sur-Lignon et du pasteur André Trocmé a souvent été célébrée mais des milliers d'autres Juifs ont dû leur survie à des inconnus. D'autres petites villes s'illustrent aussi par la protection qu'elles fournissent aux enfants ou aux familles juifs, comme Dieulefit et Moissac. En Corse, seul un Juif sur 6 à 800 semble avoir été déporté.
Des milliers de familles doivent confier leurs enfants à des familles non juives pour qu'elles les abritent sous un faux nom le temps de la guerre. Ces enfants sont généralement épargnés mais tous ne retrouvent pas leurs parents et quelques-uns y perdent la connaissance de leurs racines juives.

#### S'organiser
Survivre, c'est enfin s'organiser pour s'entraider. « Nous étions si seuls » a écrit Wladimir Rabi. Lors de leurs proclamations, les mesures anti-juives ne créent guère de remous. Les Juifs sont chassés du professorat ou de l'exercice de la médecine sans que cela émeuve ces professions. André Neher, professeur d'allemand en a témoigné. L'Église catholique attend les rafles de l’été 1942 et les prises de position des cardinaux Pierre Gerlier et Jules Saliège pour exprimer sa compassion et parfois protéger des Juifs cherchant un asile, la hiérarchie ecclésiastique pétainiste étant indifférente à de rares exceptions près au sort de la population juive alors que certains fidèles catholiques agissent dans l'ombre, à leur faible niveau, mais de manière efficace dès la proclamation des mesures anti-juives. En 1942, des Juifs séfarades dont Salim Halali trouvent aussi refuge à la Grande mosquée de Paris.
Les organisations juives comme les Éclaireurs israélites de France (EEIF) et l'OSE réussissent à sauver de nombreux enfants en organisant l'évasion vers la Suisse. Le Consistoire central de France, sous l'impulsion de son président Jacques Heilbronner et du grand-rabbin Isaïe Schwartz avec son adjoint Jacob Kaplan, crée des caisses de secours et multiplie les démarches auprès des autorités de Vichy et de l'Église de France pour obtenir des soutiens. Pour éviter le désastre total, il est nécessaire de coordonner les efforts de tous. En juillet 1943, des négociations permettent de créer le Comité général de défense juive. Un accord conclu avec le Consistoire central aboutit à la création clandestine du Conseil représentatif des israélites de France (CRIF) dont la charte est définitivement élaborée en 1944. Sa première tâche est d'unifier les actions de sauvetage.

#### Combattre

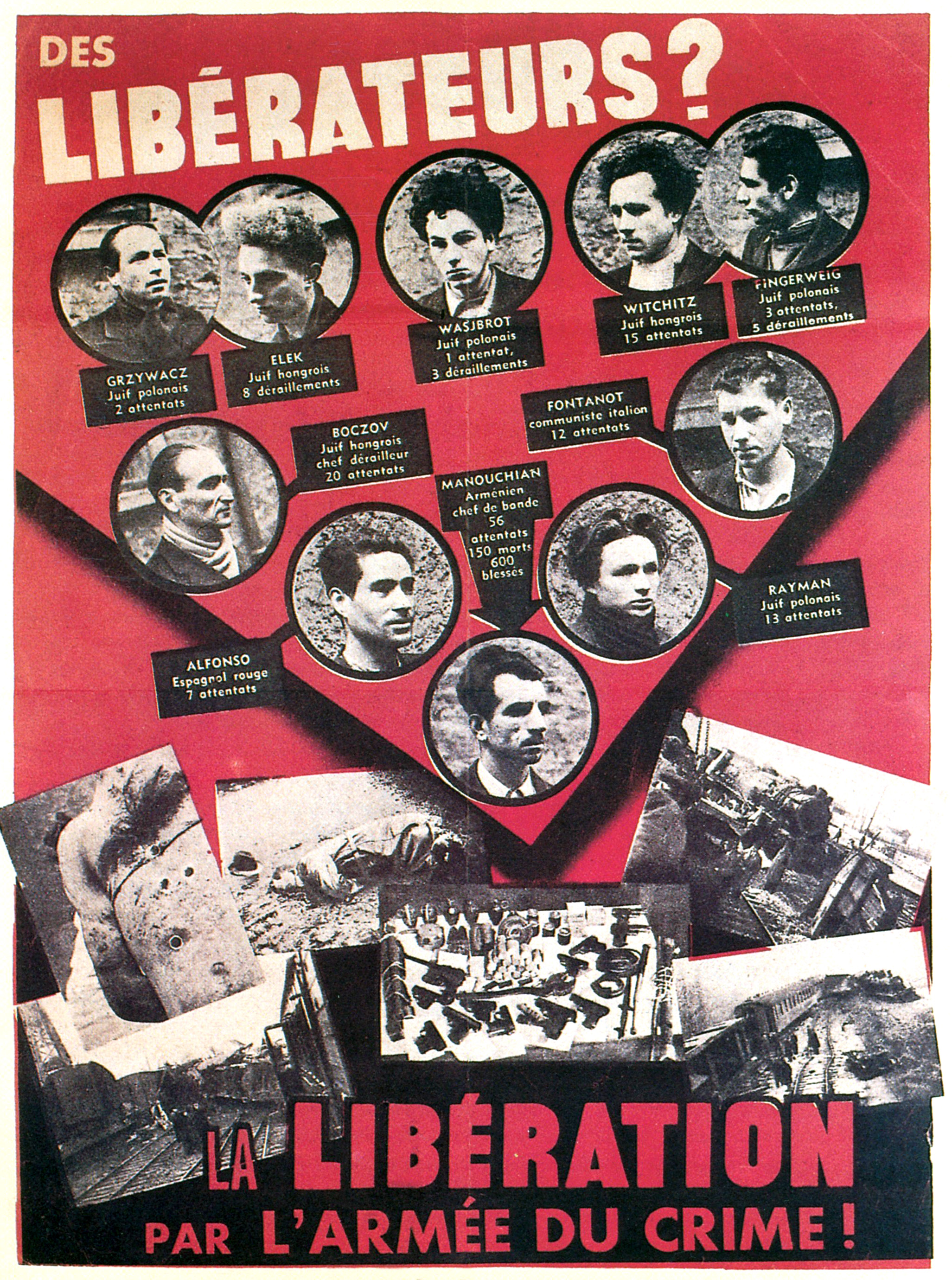
L'affiche rouge.

Des Juifs ou personnes d'origine juive (puisque les nazis leur promettaient le même sort) choisissent de lutter contre l'Allemagne nazie et leur engagement dans la Résistance intérieure ou la France libre est parfois précoce. Ainsi, le premier civil à rejoindre le général de Gaulle est un Juif, René Cassin,. Beaucoup d'autres suivent, dont François Jacob, Maurice Schumann, Pierre Mendès France, Pierre Dac, Pierre Laroque ou Jean-Pierre Lévy, chef national du mouvement Franc-Tireur, dont fait aussi partie l'historien Marc Bloch. On peut également citer le cas de Michel Debré, haut fonctionnaire de Vichy entré dans le réseau CDLR en février 1943, dont le grand-père paternel était rabbin. Les spécificités de la menace qui planait sur tous les Juifs ont incité certains d'entre eux à se regrouper pour secourir les internés dans les camps français (Beaune-la-Rolande, le camp des Milles, etc.), favoriser les filières d'évasion, la confection de faux papiers et lutter pour la libération. Les premiers réseaux clandestins se sont formés autour des Éclaireurs israélites de France dès 1941 avec Robert Gamzon et de l'Œuvre de secours aux enfants (OSE) avec le docteur Joseph Weill et Georges Loinger.
Une résistance militaire s'organise aussi avec Jacques Lazarus autour de l'Armée juive (qui devient à la Libération l'Organisation juive de combat ou OJC) qui prend le maquis dans la Montagne Noire, près de Castres.
Isaac Schneersohn crée en 1943 le Centre de documentation juive contemporaine (CDJC), destiné à recueillir les preuves documentaires de la Shoah, dont Léon Poliakov prend la direction dès la Libération. Le CDJC est à l'origine du mémorial de la Shoah.
Le régime de Vichy donne particulièrement d'ampleur au procès de la Main-d'œuvre immigrée (MOI), une organisation communiste en marge des organisations juives mais composée principalement de Juifs. L'Affiche rouge, un placard de propagande publié par le régime de Vichy, où apparaissent plusieurs résistants juifs, témoigne de leur courage célébré par Louis Aragon et Léo Ferré.
- Mischling, Aryen d'honneur

## De 1945 à nos jours

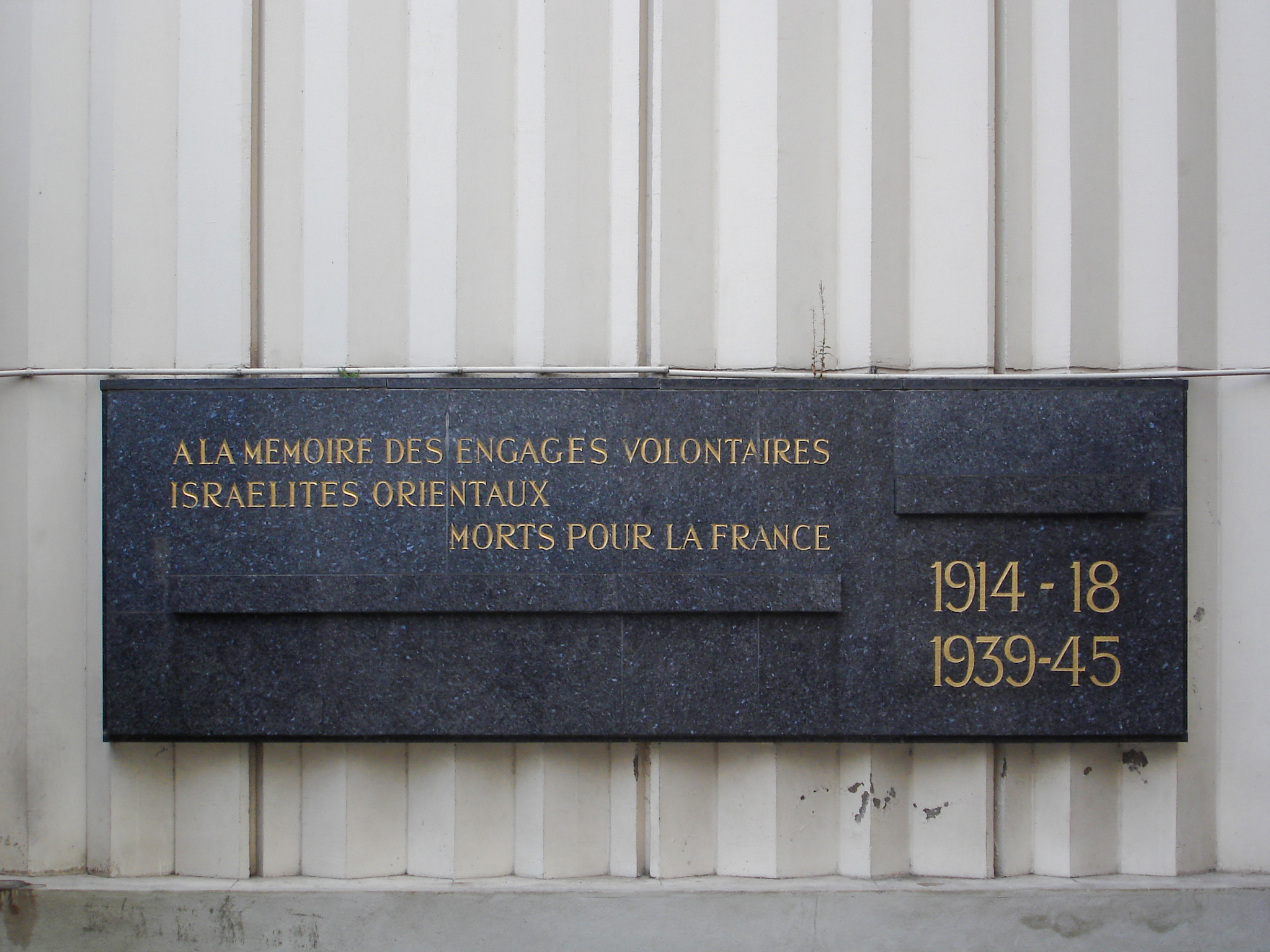
A la mémoire des Juifs orientaux engagés volontaires et morts pour la France en 1914-18 et 1939-45, sur la synagogue Don Isaac Abravanel, Paris.

Après la Seconde Guerre mondiale, le judaïsme français est exsangue. Un quart des Juifs présents en France au début de la guerre ont disparu et des milliers d'enfants n'ont plus de famille et sont abrités dans des foyers. Ce sinistre tableau peut être précisé en notant que 87 à 88 % des Juifs français généralement bien intégrés (les Français israélites) ont survécu alors que seuls 56 à 60 % des Juifs étrangers immigrés de fraîche date, parlant mal le français survivent à la guerre.
Beaucoup de Juifs, particulièrement ceux des provinces de l'Est, sont déplacés dans le centre de la France. De nombreuses synagogues sont détruites, particulièrement dans l'Est de la France. 23 rabbins et 35 ministres officiants sont morts. Peut-être pire, les certitudes qui animaient les Juifs de France ont été démenties par les faits, les structures issues de la République n'ayant pas su les protéger contre le nazisme et ayant parfois contribué à leur persécution. Même si on ne peut pas parler de divorce, on peut parler de fêlure dans la relation des Juifs avec la France, illustrée par le départ d'une centaine de jeunes vers Israël en 1948, notamment derrière le résistant Robert Gamzon.

### Reconstruction
La structure traditionnelle de la communauté fondée sur le Consistoire central ne peut suffire à couvrir les besoins immenses et à affronter le monde nouveau. En 1949 est créé, un peu à l'image de l’American Jewish Joint Distribution Committee (ou JOINT), le Fonds social juif unifié (FSJU), responsable de la collecte à l'intention des œuvres caritatives juives. Sous la direction d'Élie de Rothschild, le FSJU se charge aussi de la redistribution de l'aide qui vient d'abord du JOINT puis, à partir de 1954, des réparations allemandes. Le FSJU subventionne toute l'aide à la jeunesse (colonies de vacances, patronages, matériel scolaire…). Avec le Consistoire, il aide à la reconstruction des synagogues ou à la construction de centres communautaires, nouveau concept en France illustré par la synagogue de la Paix à Strasbourg inaugurée en 1958.

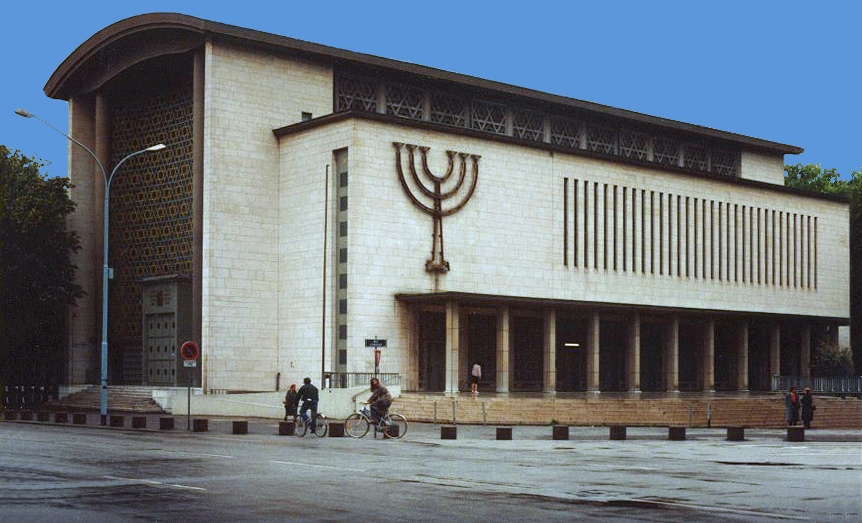
La Synagogue de la Paix, à Strasbourg.

La reconstruction n'est pas seulement matérielle, elle est aussi politique. Deux personnalités jouent alors un rôle majeur. Jacob Kaplan, le futur grand-rabbin de France, se bat avec persévérance pour résoudre ce qu'on appelle l'affaire Finaly, durant laquelle la tutrice des deux frères Finaly refuse de remettre à leur famille les enfants qui lui ont été confiés pendant la guerre, sous prétexte qu'elle les a fait baptiser ; elle reçoit alors de nombreux soutiens dans l'Église. Toute la diplomatie de Jacob Kaplan et l'obstination d'un proche des Finaly, Moïse Keller, contribuent à ce que ces deux enfants retrouvent leur famille en 1953, 8 ans après la fin de la guerre. La bonne résolution de cette affaire permet la refondation en France des relations judéo-chrétiennes.
Mais c'est à Jules Isaac que revient le mérite d'analyser les causes de l'antisémitisme des chrétiens et surtout de les faire partager par ceux-ci lors de la conférence de Seelisberg, en 1947. Son combat continue par la publication de Jésus et Israël et de L'Enseignement du mépris. Il est reçu en audience privée par Jean XXIII le 13 juin 1960 mais c'est après la mort de Jules Isaac et de Jean XXIII que la déclaration Nostra Ætate sur l'Église et les religions non chrétiennes du concile Vatican II, publiée par Paul VI en 1965, consacre la victoire de ses idées.
La reconstruction est aussi spirituelle et le judaïsme français a alors la chance de voir trois grandes personnalités le faire rayonner intellectuellement : Emmanuel Levinas, qui réinstalle le judaïsme comme objet philosophique, André Neher, qui s'attache à sortir le judaïsme de l'angoisse existentielle qui a suivi la Shoah et fait reconnaître l'hébreu comme une langue vivante enseignée comme telle par l'université française, et Léon Ashkénazi, dit Manitou, qui forme une génération d'étudiants juifs et leur transmet le message du rav Kook tout en s'impliquant dans le dialogue inter-religieux.
La reconstruction pose également des problématiques identitaires : après la guerre, 5 % des juifs français (soit environ dix mille personnes) ont demandé à changer de nom, souvent poussés par les autorités françaises, l’État reconnaissant la consonance israélite comme raison légitime. Le désir de garder leur nom adopté pendant la guerre, de se prémunir contre tout regain d'antisémitisme, de favoriser une intégration ou de simplifier des noms difficiles à prononcer ou à écrire, ont motivé la démarche de ces familles. Certains héritiers de noms changés souhaitent reprendre leurs patronymes d'origine mais la jurisprudence du Conseil d'État l'interdit au motif de « l’immutabilité du nom » (l'article 61 du Code civil dispose la nécessaire continuité du patronyme auprès de l’état civil) et de « l’impossibilité d’adopter un nom à consonance étrangère ». En 2010 se crée un collectif, La Force du Nom, qui présente ses requêtes au Conseil d’État devant traiter au cas par cas les demandes de ces requérants de retrouver leur nom originel.

### Arrivée des Juifs d'Afrique du Nord

Synagogue Don Isaac Abravanel, rue de la Roquette à Paris (1962).

De 1948 à 1975, des centaines de milliers de Juifs de rite séfarade quittent les pays arabes nouvellement indépendants en raison de la montée du nationalisme arabe et du développement du sionisme qui pousse certains Juifs à s'installer en Israël par idéal politique et/ou religieux et motivations sécuritaires et économiques.
De 1948 à 1967, environ 235 000 Juifs d'Afrique du Nord se réfugient en France, principalement quand ils sont citoyens français (comme en Algérie, indépendante en 1962) ou francophones (dans les autres pays d'Afrique du Nord comme le Maroc et la Tunisie, indépendants en 1956, ou l'Égypte, pays qui compte une importante population juive francophone). Ces Juifs nord-africains forment une part importante des « pieds-noirs ». De ce fait, la population juive en France bondit, entre 1950 et 1976, de 225 000 à 650 000 personnes environ.
Le choix d'installation des « Séfarades » répond à plusieurs critères : présence d'un bassin d'emploi, existence d'une communauté juive leur permettant de pratiquer le judaïsme, climat méridional proche de celui de l'Afrique du Nord. On les voit donc s'établir surtout en région parisienne, notamment dans les nouvelles villes de Sarcelles et Créteil, à Marseille, Nice, Toulouse, Lyon et aussi à Strasbourg.
Le Consistoire lance, dès les années 1950, l'opération des chantiers du Consistoire sous l'impulsion d'Alain de Rothschild. Les besoins sont énormes à partir de 1962, avec l'arrivée des rapatriés d'Algérie, et les constructions, souvent plus fonctionnelles qu'esthétiques, se multiplient. À Paris, rue de la Roquette, à Villiers-le-Bel, Massy, Sarcelles et Fontainebleau, des synagogues sont bâties avant 1965. Peu à peu, le modèle traditionnel dédié au culte cède la place aux centres communautaires où toutes les activités culturelles de la communauté juive peuvent se dérouler et particulièrement les réceptions familiales. En 1982, 36 nouvelles synagogues avaient été construites.
La communauté juive française, jusqu'alors presque exclusivement ashkénaze, devient majoritairement séfarade. Moins assimilés que leurs coreligionnaires établis depuis plus longtemps en France, les Juifs de rite séfarade vont contribuer à relancer la pratique religieuse et notamment le respect de la cacherouth, ce qui se traduit par l'apparition de commerces cachères dans les grandes villes où l'implantation juive les justifie. À cause du mécontentement lié aux offices communs entre ashkénazes et séfarades qui heurtaient les traditions des deux communautés, les dirigeants rabbiniques et consistoriaux s'efforcent de nommer des rabbins et de créer de nouvelles structures communautaires adaptées aux nouveaux fidèles. En 1980, pour la première fois, un Juif d'Afrique du Nord, René-Samuel Sirat, est élu grand-rabbin de France.
L'immigration d'Afrique du Nord approfondit les liens de la communauté juive avec Israël. En effet, jusqu'alors, les Juifs de France n'avaient guère de parenté en Israël. Or, les familles qui arrivent d'Afrique du Nord se sont souvent séparées en plusieurs destinations dont Israël. Les Juifs de France deviennent plus proches sur le plan familial des Juifs d'Israël et cela augmente d'autant l'émotion produite par la guerre des Six Jours.

### Années Mitterrand
Les deux septennats de François Mitterrand sont marqués par l'ambiguïté. D'un côté, Mitterrand est le premier président français à se rendre en Israël et à y prononcer un discours à la Knesset, discours que certains jugent trop pro-palestinien car favorable à la création d'un État palestinien. En outre, c'est sous sa présidence que la France peut organiser les procès de Klaus Barbie puis de Paul Touvier, grâce à l'obstination de Serge et Beate Klarsfeld. Mais, d'un autre côté, on apprend aussi la longue amitié de Mitterrand et du secrétaire général de la police de Vichy René Bousquet, qui est assassiné alors que son procès se prépare. Surtout, sur la fin de sa présidence, le livre de Pierre Péan Une jeunesse française. François Mitterrand. 1934-1947 révèle les détails de sa carrière à Vichy et son attitude vis-à-vis de l'antisémitisme du régime de Vichy : « Je ne pensais pas à l'antisémitisme de Vichy. Je savais qu'il y avait malheureusement des antisémites qui avaient pris une place importante auprès du Maréchal mais je ne suivais pas la législation du moment et les mesures prises »

### Juifs de France et Israël
Jusqu'en 1967, les Juifs de France n'ont guère marqué leur intérêt pour Israël : ni le combat pour l'indépendance en 1948, ni la crise de Suez où la France fut impliquée au côté d'Israël n'ont suscité de passion. En 1967, il en va différemment à la suite des menaces du chef d'État égyptien Gamal Abdel Nasser qui, en mai 1967, obtient du secrétaire général de l'ONU le retrait des forces d'interposition dans le Sinaï puis ferme le détroit de Tiran. Pendant un mois, on redoute la guerre et l'opinion craint pour l'existence même d'Israël.
Aussi, la communauté juive est ébranlée lorsque le général de Gaulle décrète l'embargo sur les armes à destination de tous les protagonistes, alors qu'Israël dépend principalement du matériel militaire français. Des manifestations importantes de soutien à Israël se déroulent à Paris et en province, rassemblant des dizaines de milliers de personnes. Elles se poursuivent après le déclenchement de la guerre le 6 juin.
La victoire d'Israël qui en six jours défait les armées égyptiennes, jordaniennes et syriennes est vécue avec euphorie, en particulier à la suite de la conquête de Jérusalem par Israël avec tout le symbolisme que représente cette prise. L'événement marque dans le monde entier le début d'un soutien quasi systématique des communautés juives à l'État d'Israël (mais pas nécessairement aux gouvernements israéliens), au moment même où le gouvernement français se rapproche des pays arabes.
La déclaration du Général de Gaulle, lors de la conférence de presse du 27 novembre 1967, sur « les Juifs… peuple d'élite, sûr de lui-même et dominateur » est très mal perçue, même si le grand-rabbin de France Jacob Kaplan obtient du président de la République des paroles d'apaisement lors des visites traditionnelles du Nouvel An. Raymond Aron traduit l'émotion des Juifs, même très éloignés de leur communauté, en écrivant : « Le général de Gaulle a sciemment, volontairement ouvert une nouvelle période de l'histoire juive et peut-être de l'antisémitisme. Tout devient possible, tout recommence. Pas question, certes, de persécutions : seulement de la « malveillance ». Pas le temps du mépris, le temps du soupçon. » Le dessinateur Tim répond à sa manière à de Gaulle par un dessin représentant un déporté avec l'étoile jaune sur sa tenue rayée, piétinant un barbelé de camp de concentration avec l'attitude de Napoléon. Ce malaise se traduit notamment par de nouveaux départs vers Israël dont ceux de deux des personnalités les plus connues du monde juif français, André Néher et Léon Ashkénazi.
Surtout, cette déclaration relance ce qu'il est convenu d'appeler la « politique arabe de la France », marquée par la contestation des positions américaines dans les pays arabes et notamment du soutien que les États-Unis apportent à l'État d'Israël. La réaffirmation continue de cette position suscite l'amertume des Juifs de France.
L'attentat de la rue Copernic à Paris en septembre 1980, qui fait quatre morts, aggrave cette incompréhension, à la suite du célèbre « lapsus » du Premier ministre Raymond Barre : « Cet attentat odieux a voulu frapper les israélites qui se rendaient à la synagogue, il a frappé des Français innocents qui traversaient la rue Copernic ». La fusillade de la rue des Rosiers fait six morts en 1982. Comme pour l'attentat de la rue Copernic, les autorités sont incapables d'en retrouver les auteurs même si l'organisation d'Abou Nidal en est le principal suspect.
L'intervention militaire israélienne au Liban de 1982, la Première et la Seconde Intifada, le conflit israélo-libanais de 2006 et les guerres de Gaza mettent successivement à l'épreuve les relations de la France et du peuple juif, tandis que les accords de Camp David puis les accords d'Oslo suscitent des moments d'espoir et d'apaisement. Les déclarations récurrentes du président iranien Ahmadinejad niant la Shoah et appelant à la destruction d'Israël génèrent une angoisse et contribuent à renouveler le soutien des Juifs de France à l'État d'Israël.
Au début 2009, la guerre de Gaza voit les Juifs de France dans leur majorité unis dans leur soutien à Israël comme en témoigne le grand-rabbin de France Gilles Bernheim :

« Je voudrais évoquer les Français juifs qui, dans leur immense majorité, ont marqué leur attachement indéfectible à Israël avec beaucoup de dignité face aux diverses formes de violences dont cet État est victime. Les institutions, Conseil représentatif des institutions juives de France, Consistoire central…, ont rappelé qu'il ne s'agissait pas d'un conflit contre un autre peuple ou une autre religion, mais d'un conflit entre Israël et le Hamas, et qu'il ne fallait pas le transférer en France. J'ai dit ma compassion pour les victimes civiles israéliennes et celles, palestiniennes, prises en otage par le Hamas dans la bande de Gaza. […] Quand on parle de soutien indéfectible, on ne peut oublier que la très grande majorité des Israéliens accepte l'idée qu'il puisse y avoir un État palestinien aux côtés d'Israël. Le Hamas a, quant à lui, la volonté de faire disparaître Israël de la carte. »

Toutefois, en avril-mai 2010, une polémique naît entre les partisans d'une pétition, inspirée par J Street, dénonçant « la poursuite ininterrompue des implantations en Cisjordanie et dans les quartiers arabes de Jérusalem Est », et ceux d'une contre-pétition qui reproche à la première « de contribuer aux tentatives de boycott et de délégitimation qui visent l’État d’Israël ». Les Juifs de France affichent des positions très diverses vis-à-vis du conflit israélo-palestinien, qui vont du soutien plus ou moins critique à l'État d'Israël au soutien à la cause palestinienne : La paix maintenant est proche de la gauche israélienne, l'Union juive française pour la paix ou Olivia Zemor, fondatrice du CAPJPO sont proches des organisations palestiniennes.
En septembre 2010, quand Richard Prasquier, président du CRIF, rencontre Mahmoud Abbas en visite à Paris et évoque devant lui « la centralité de Jérusalem, la reconnaissance d'Israël comme État du peuple juif, et le remplacement de la culture de la haine par une éducation au respect », cette rencontre est vivement critiquée par Shmuel Trigano : « On ne peut qu’être accablé par la visite rendue par certaines personnalités juives, et avant tout le président du CRIF, au chef de l’Autorité palestinienne où siège le cerveau du boycott mondial d’Israël. »
À l'hiver 2010-2011, les Juifs de France suivent le Printemps arabe. Au dîner du CRIF, le 9 février, son président Richard Prasquier se dit « admiratif » mais « vigilant » face aux aspirations démocratiques dans le monde arabe, craignant qu'elles ne portent au pouvoir des mouvements qui sont dans une « rhétorique de guerre contre Israël ».
Le 31 octobre 2012, Benyamin Netanyahou rencontre à Paris le président François Hollande et tient avec lui une conférence de presse commune.
Le 11 avril 2016, le vote par la France d'une résolution de l'Unesco sur la « Palestine occupée », qui vise à « sauvegarder le patrimoine culturel palestinien et le caractère distinctif de Jérusalem-Est » trouble fortement la communauté juive : le grand-rabbin de France Haïm Korsia déplore une résolution « ignorant le lien entre les juifs, le Mur occidental et le mont du Temple à Jérusalem » et exprime sa désapprobation dans une entrevue avec le ministre des Affaires étrangères Jean-Marc Ayrault ; le président du Consistoire central israélite de France, Joël Mergui, en éprouve un sentiment d'injustice ; le président du CRIF, Roger Cukierman, proteste auprès du président de la République François Hollande et de la directrice générale de l'Unesco Irina Bokova. Le grand-rabbin de France Haïm Korsia exprime à nouveau son indignation quelques jours plus tard dans un article du Figaro, parce que le « principe de laïcité […] aurait dû interdire de prendre aussi ouvertement parti pour des tenants extrémistes » et pour obéir à l'injonction biblique « Pour Jérusalem, je ne me tairai point ». Le 13 octobre, l'abstention de la France dans le vote d'une résolution similaire suscite les regrets du Consistoire et du CRIF.
Si les Juifs de France se sont très majoritairement montrés solidaires de l'État d'Israël tout en évitant de se prononcer sur sa politique intérieure jusqu'à 2023, le débat à la Knesset, le parlement israélien, sur la réforme judiciaire amène des représentants du judaïsme français à manifester leur inquiétude quant à l'adoption de cette réforme. Ainsi, le CRIF en mars 2023, appelle « à suspendre la réforme » judiciaire puis en juillet 2023, après l'adoption par la Knesset d'un premier volet de la réforme diminuant l'autorité de la Cour suprême d'Israël, des représentants éminents du judaïsme conservateur et du judaïsme libéral témoignent de leur soutien aux manifestations contre la réforme judiciaire.

### Juifs de France, aujourd'hui
Comme une bonne partie du corps électoral français, l'électorat juif bascule majoritairement à droite au second tour de l'élection présidentielle de 1995.
Malgré les procès contre Klaus Barbie ou Paul Touvier, le malaise entre les Juifs et la France refusant d'assumer le régime de Vichy n'est dissipé que lorsque Jacques Chirac, nouvellement élu président de la République, déclare le 16 juillet 1995, à l'occasion de l'anniversaire de la rafle du Veld'hiv : « Ces heures noires souillent à jamais notre histoire, et sont une injure à notre passé et à nos traditions. Oui, la folie criminelle de l'occupant a été secondée par des Français, par l'État français. Il y a cinquante-trois ans, le 16 juillet 1942, 450 policiers et gendarmes français, sous l'autorité de leurs chefs, répondaient aux exigences des nazis. Ce jour-là, dans la capitale et en région parisienne, près de dix mille hommes, femmes et enfants juifs furent arrêtés à leur domicile, au petit matin, et rassemblés dans les commissariats de police. (…) La France, patrie des Lumières et des Droits de l'Homme, terre d'accueil et d'asile, la France, ce jour-là, accomplissait l'irréparable. Manquant à sa parole, elle livrait ses protégés à leurs bourreaux. » Cette déclaration est confirmée le 12 février 2009 par la plus haute autorité judiciaire française, le Conseil d'État, qui estime que la « responsabilité » de l'État était « engagée en raison des dommages causés par les agissements qui, ne résultant pas d'une contrainte directe de l'occupant, ont permis ou facilité la déportation à partir de la France de personnes victimes de persécutions antisémites ». Les propos du président de la SNCF, Guillaume Pepy, vont dans le même sens quand il affirme, le 25 janvier 2011, que la SNCF fut un « rouage de la machine nazie ».
Le bicentenaire du Consistoire en 2008 est l'occasion de célébrer officiellement les relations apaisées entre la communauté juive et la République. Cette situation est confortée par la visite d'État du président Nicolas Sarkozy en Israël en juin 2008, pendant laquelle ce dernier commence son discours devant la Knesset par ces mots : « Il y a entre Israël et la France une amitié profonde ».
Dans ce contexte, le Président François Hollande, nouvellement élu, donne un lustre particulier à la commémoration du 70e anniversaire de la rafle du Vel' d'Hiv' le 22 juillet 2012, et déclare « L'antisémitisme n'est pas une opinion, c'est une abjection. Pour cela, il doit d'abord être regardé en face. Il doit être nommé et reconnu pour ce qu'il est. Partout où il se déploie, il sera démasqué et puni. » Deux mois plus tard, le 21 septembre 2012, il inaugure à Drancy le mémorial complétant le mémorial de la Shoah,.
En avril 2013, la communauté juive française vit fort mal les aveux du grand-rabbin de France Gilles Bernheim sur les plagiats commis dans plusieurs de ses ouvrages et sur l'usurpation du titre d'agrégé de philosophie, ce dernier annonçant sa « mise en congés » forcée à l'issue du conseil exceptionnel du Consistoire central israélite de France.
Selon Haïm Musicant, directeur général du Conseil représentatif des institutions juives de France, les sondages puis le résultat du premier tour de l'élection présidentielle de 2017, marqués par « la montée des extrêmes » (que ce soit celle du Front national de Marine Le Pen ou de la France insoumise de Jean-Luc Mélenchon), suscitent « beaucoup d’inquiétudes parmi les Juifs français »,. À ce propos, le CRIF, appelant à voter au second tour pour le candidat centriste Emmanuel Macron, dit dans un communiqué constater « avec inquiétude » que « les candidats des extrêmes représentent plus de 40 % des suffrages exprimés ».
Le 18 mars 2020, le grand-rabbin de France Haïm Korsia annonce, en raison de l'épidémie de COVID-19, la fermeture temporaire des synagogues et demande aux fidèles de ne pas organiser d'office à domicile même en mémoire d'un défunt.
Avant l'élection présidentielle de 2022, le président du CRIF Francis Kalifat tient une position semblable à celle tenue en 2017 en annonçant en septembre 2021 que « pas une voix juive ne doit aller au candidat potentiel Éric Zemmour », puis en février 2022 que ni Jean-Luc Mélenchon, ni Marine Le Pen, ni Éric Zemmour ne seront invités au dîner du CRIF.

#### Évolution démographique, émigration et assimilation
La population juive en France atteint en 2016 les 460 000 personnes et est en déclin. Le bulletin World Jewish Population 2016 attribue ce déclin à une émigration principalement vers Israël qui a atteint plus de 6 000 personnes par an en 2014 et en 2015 et qui est liée à un sentiment de malaise face à l'antisémitisme, en partie dû au fondamentalisme islamique et au terrorisme.
Une autre évolution importante de la communauté est liée au taux de mariages mixtes estimé parmi les moins de 30 ans à environ 40 %. Ni les Juifs orthodoxes ni le Consistoire n'admettent les conversions au judaïsme dans le but du mariage (juif). Cette règle explique que là où les communautés juives sont peu nombreuses et peu concentrées, leur assimilation complète à terme est probable, sauf apport migratoire notable. Les Juifs de France ont donc tendance à se regrouper dans quelques grandes villes (la région parisienne tout d'abord, Marseille, Lyon, Strasbourg, Nice[citation nécessaire]), d'autant plus que la cacheroute exige que les Juifs pratiquants disposent de magasins cachères, dont l'exploitation n'est possible que là où existent de grandes communautés. 
Ceux assimilés, gardent pour certains une attache culturelle ou solidaire avec le judaïsme comme par exemple le prix Nobel de littérature, Patrick Modiano, le sociologue Raymond Aron produit de la «politique de l'assimilation», ou le philosophe Jacques Derrida.
En 2013 puis en 2014, l'émigration de Juifs français vers Israël connaît une forte hausse. Natan Sharansky, président de l'Agence juive (chargé d'aider les Juifs dans cette démarche, l'aliyah), note que « l'aliyah en provenance de l'Hexagone a pour la première fois dépassé celle des États-Unis, où la communauté juive est pourtant dix fois plus importante ». En cause notamment, la montée d'un sentiment d'antisémitisme et des opportunités professionnelles plus importantes en Israël, liées à son dynamisme. Parallèlement, on constate que beaucoup de Juifs tendent à abandonner les banlieues populaires pour les quartiers plus résidentiels de l'ouest parisien. Le Consistoire central s'adapte à cette nouvelle géographie en construisant de nouveaux lieux de culte ou centres culturels à Courbevoie, à Boulogne-Billancourt et dans le XVIIe arrondissement de Paris où le nouveau Centre européen du judaïsme offre à la fois synagogues, salles de spectacle, d'exposition, d'étude et de conférence.
Selon l'Agence juive, l'augmentation de l'émigration française vers Israël continue en 2015, après l'attentat contre l'Hyper Cacher pour atteindre 7 900 personnes après avoir été de 7 200 en 2014. La France devient alors le premier pays contributeur à l'alya. L'émigration revient toutefois à 5 000 personnes en 2016 pour tomber à environ 3500 en 2017 et 2600 en 2018. De plus, il semblerait qu'un tiers des immigrants français récents ne restent pas en Israël et reviennent en France, notamment à cause de difficultés d'intégration. En 2021, 3 500 personnes ont immigré en Israël depuis la France, puis 2 000 en 2022.

##### Évolution du vote juif entre 1981 et 2014
Selon une étude menée par Jérôme Fourquet, directeur à l'IFOP,, l'électorat juif aurait basculé de la gauche vers la droite entre 1981 et 2014. En 1981 et 1988, la gauche était majoritaire parmi l'électorat juif. Depuis cette époque, on observe une croissance régulière du vote à droite et en 2012, liée aux tensions intercommunautaires et à des positions plus pro-israéliennes de candidats de droite comme Alain Madelin en 2002. En 2012, Nicolas Sarkozy obtient 45 % des voix de l'électorat juif dès le premier tour. De plus, alors que l'électorat juif a toujours voté de façon marginale pour l'extrême droite, Marine Le Pen recueille 13,5 % de ses voix. Jérôme Fourquet explique cette progression par trois facteurs :
- « l’effet conjugué d’un climat d’insécurité lancinant, consécutif à la montée de l’islamisme radical (affaire Merah en mars 2012) et aux tensions intercommunautaires » ;
- « la stratégie de dédiabolisation conduite par Marine Le Pen a permis de faire sauter des verrous jusqu’à présent très solides » ;
- « dans l’électorat juif comme dans l’ensemble du corps électoral, la frange la plus droitière a été déçue par Nicolas Sarkozy, qui n’a pas tenu toutes ses promesses, en matière de lutte contre l’insécurité notamment »[333].

#### Nouvel antisémitisme et temps des drames

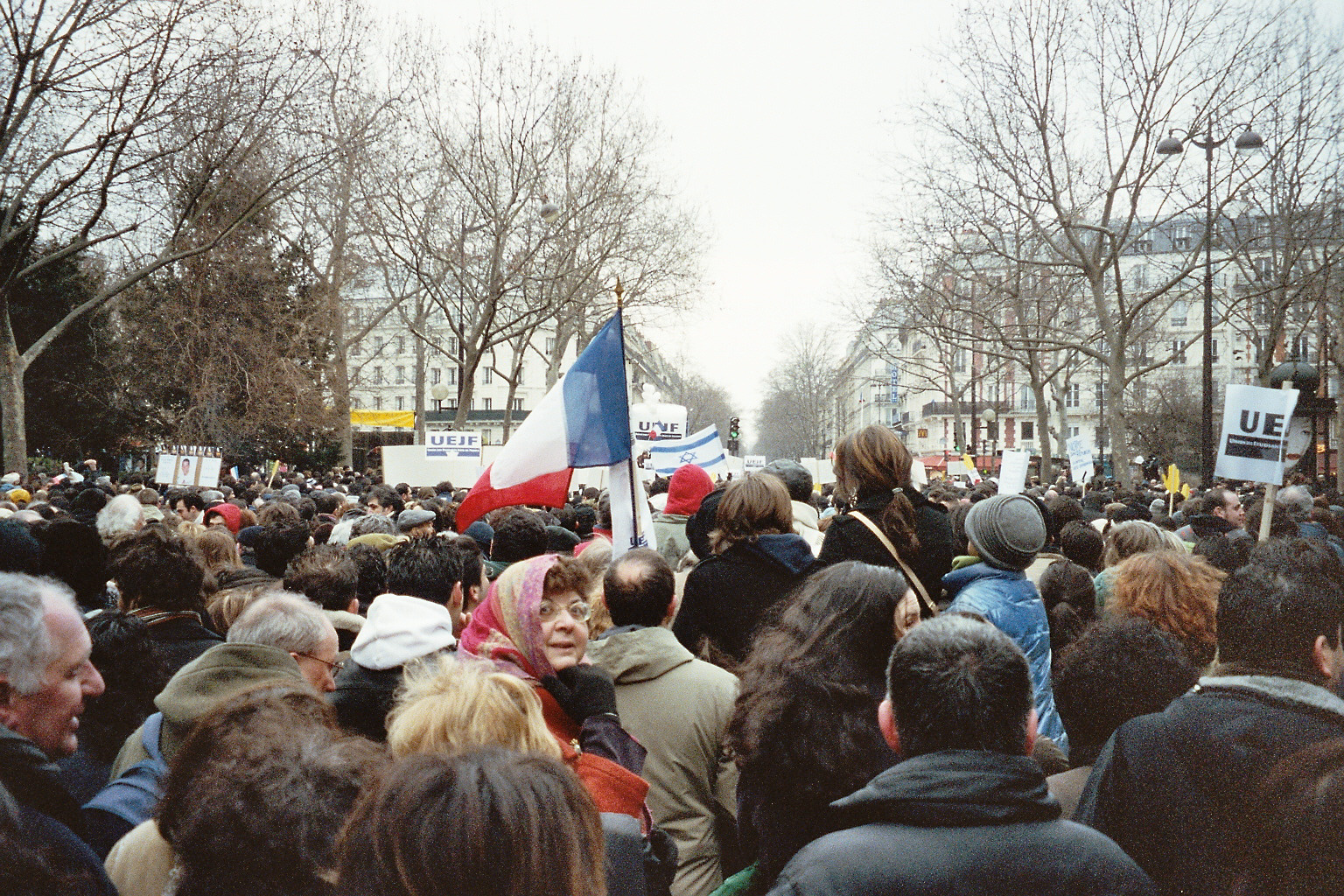
Manifestation parisienne en hommage à Ilan Halimi et contre l'antisémitisme (26 février 2006).

L'antisémitisme d'extrême droite a toujours existé depuis la guerre. Pierre Poujade, qui s'en est particulièrement pris à Pierre Mendès France, Jean-Marie Le Pen qui a défrayé la chronique avec l'affaire du « détail » », et les négationnistes autour de Robert Faurisson l'ont illustré. En mai 1990, la profanation de tombes juives à Carpentras suscite une profonde émotion et provoque à Paris une manifestation d'environ 250 000 personnes à laquelle participe le président de la République François Mitterrand.
Toutefois, en plus de l'antisémitisme « traditionnel », de nombreux auteurs dénoncent ce qu'ils perçoivent être une nouvelle sorte d'antisémitisme née avec Israël. Certains, comme Sylvain Attal, le lient à l'antisionisme. D'autres, comme Elie Wiesel ou comme l'universitaire israélien Roni Stauber le lient à la sympathie de plus en plus grande à la cause palestinienne notamment à la suite de l'Intifada. L'ensemble suscite des réactions d'hostilité envers les Juifs qui sont assimilés aux Israéliens.
Les conséquences sont réelles sur la communauté juive de France qui se sent visée par une recrudescence d'actes antisémites, particulièrement en banlieue parisienne et à Paris. Ce sentiment est renforcé par le rapt d'Ilan Halimi en janvier-février 2006 et qui sera torturé à mort sur la seule base de clichés antisémites à son égard. La communauté juive réagit massivement en organisant de grandes manifestations à Paris, le 7 avril 2002 ou en février 2006 en hommage à Ilan Halimi. Le sentiment grandit encore avec la guerre de Gaza au début 2009 et l'hostilité envers Israël qui l'accompagne,. Dans ce contexte, les affaires Dieudonné suscitent la colère et l'indignation dans la communauté. Ses sketches polémiques sont perçus comme une expression d'antisémitisme ainsi que l'annonce de sa candidature aux élections européennes de juin 2009, à la tête d'une liste « anticommunautariste et antisioniste » même s'il en rejette tout idée d'antisémitisme.
Dans ce climat, l'émigration des Juifs français vers Israël augmente jusqu'à 2 000 personnes par an dans les années 2000. La crainte de l'antisémitisme cause aussi l'abandon de certains quartiers par les Juifs,.
Le 19 mars 2012, la tuerie de Toulouse à l'école Ozar Hatorah, en pleine campagne présidentielle, crée un état de choc. Le professeur assassiné avec ses deux fils, Jonathan Sandler, est le fils du président de la communauté de Versailles. Les corps des quatre victimes, qui ont la double nationalité française et israélienne, sont transportés en Israël pour être inhumés à Jérusalem en présence d'Alain Juppé, ministre des Affaires étrangères, qui déclare « Chaque fois qu’un Juif est injurié, frappé, assassiné sur le territoire de notre République, c’est la nation qui est visée et doit réagir. L’agression d’un Juif en France n’est pas l’affaire des Juifs seulement, c’est l’affaire de 65 millions de Français qui ne le tolèrent pas. L’antisémitisme est contraire à toutes les valeurs de la France. Il est insupportable. »
Après cet attentat, les actes antisémites flambent, particulièrement à Paris, en Île-de-France, en banlieue lyonnaise et à Marseille. Pour Le Nouvel Observateur, « si [cet] antisémitisme aujourd’hui est souvent le fait de jeunes issus du Maghreb ou d'Afrique noire et se disant musulmans, il n’est pas éloigné de l’antisémitisme occidental, si banal et florissant dans les années 1930. S’y ajoute la mélasse politico-religieuse transposée du conflit israélo-palestinien et de l’antiaméricanisme. ». Le 8 juillet, le ministre de l'Intérieur, Manuel Valls, s'inquiète de cet « « antisémitisme nouveau » depuis plusieurs années, « né dans nos quartiers, dans nos banlieues » ». En octobre 2012, l'enquête sur un attentat le 19 septembre contre une épicerie juive de Sarcelles débouche sur le démantèlement d'une cellule terroriste islamiste. Cela coûte la vie à l'auteur supposé de l'attentat de Sarcelles.

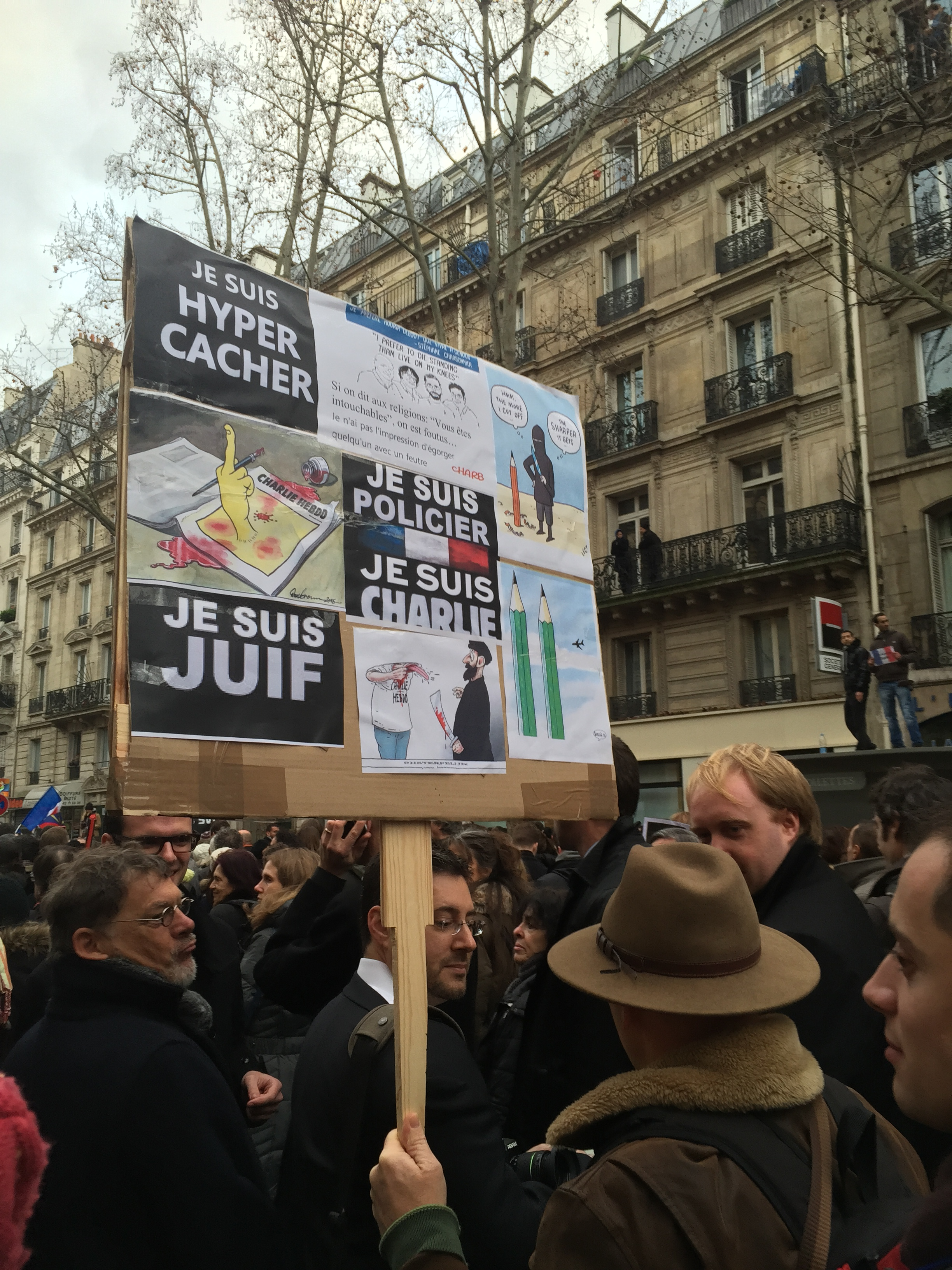
Une pancarte de la marche républicaine de Paris, le 11 janvier 2015.

Le 1er novembre 2012, une cérémonie d'hommage aux victimes de la tuerie de mars 2012 est organisée à Toulouse en présence du président de la République François Hollande et du premier ministre israélien Benyamin Netanyahou qui y déclare : « Le meurtrier de Toulouse n’a pas seulement tué des Juifs mais aussi des soldats français, musulmans et chrétiens, sans aucune distinction. La haine barbare de ces assassins ne menace pas seulement les juifs mais la civilisation tout entière. » Le président français assure que l'antisémitisme « sera pourfendu dans toutes ses manifestations, les actes mais aussi les mots. Il sera pourchassé partout y compris derrière toutes les causes qui lui servent de masque (…). Il sera poursuivi par tous les moyens partout où il se diffuse, en particulier sur les réseaux sociaux qui accordent l’anonymat à la haine. […] Aucun enfant ne doit avoir peur en allant étudier, aucun parent ne doit avoir peur en laissant ses enfants partir en classe. »
La tuerie du musée juif de Belgique, le 24 mai 2014, aggrave encore le sentiment d'insécurité de la communauté juive.
En juin 2014, l'enlèvement de trois adolescents israéliens, retrouvés morts le 30 juin, soulève une grande émotion dans la communauté juive française. À la suite de l'arrestation en Cisjordanie de 400 sympathisants ou membres du Hamas par Israël, le Hamas intensifie les tirs de roquettes vers Israël. Le 8 juillet, Israël attaque en riposte les sites du Hamas à Gaza, c'est l'opération Bordure protectrice. Le 13 juillet, des manifestations pro-palestiniennes ont lieu dans plusieurs villes françaises. À Paris, la manifestation dégénère en tentative d'intrusion dans deux synagogues, rue des Tournelles et rue de la Roquette.
Le 9 janvier 2015, Amedy Coulibaly, un terroriste qui dit être lié à l'État islamique et s'être synchronisé avec les auteurs de l'attentat contre Charlie Hebdo, a déjà tué une policière la veille à Montrouge lorsqu'il prend en otages les clients d'un supermarché cachère de la porte de Vincennes à Paris. Il en assassine quatre avant d'être abattu lors de l'assaut libérateur de la police.
L'agence France-Presse souligne le « sentiment d'abandon » lié à la « répétition des drames » depuis le rapt d'Ilan Halimi, qui apparaît dans la communauté juive, même si les défilés du 11 janvier puis le discours du Premier ministre devant l'Assemblée nationale le 13 janvier, peuvent redonner une lueur d'espoir. Quoi qu'il en soit, l'Agence juive rapporte une augmentation significative des demandes de renseignements de Juifs voulant faire leur alyah au point que le journal Le Monde titre sur cinq colonnes à la une le 21 janvier 2015 : « Juifs de France : la tentation du départ ».
La prise d'otages de la porte de Vincennes marque un tournant dans la vie quotidienne des Juifs fréquentant les synagogues, les écoles ou les manifestations culturelles de la communauté : alors qu'ils étaient certes habitués depuis de nombreuses années à des synagogues ou à des bâtiments protégés par des barrières et à la présence de forces de police ou de gendarmerie, ils croisent maintenant des militaires en armes assurant leur protection dans le cadre du plan Vigipirate. Parfois, les membres de la communauté, pour marquer leur reconnaissance, prennent soin des soldats en leur fournissant des repas.
Un nouveau malaise saisit la communauté juive lorsque le JDD publie une tribune de personnalités françaises musulmanes qui, pour les dénoncer, mentionnait les attentats qui ont ensanglanté la France, tout en omettant ceux de Toulouse et de l'hypercacher. Le CRIF, le Consistoire central, le grand-rabbin de France, Haïm Korsia dénoncent cet « oubli ».
Dans les années 2000 et 2010, les profanations de cimetières juifs se multiplient particulièrement en Alsace : Brumath en 2004, Wolfisheim en 2010, Cronenbourg en 2002 et 2010, Sarre-Union en 2015, Herrlisheim en 2018, Quatzenheim et Westhoffen en 2019.
L'adoption par l'Assemblée nationale le 3 décembre 2019 d'une résolution reprenant la définition de l'antisémitisme par l'Alliance internationale pour la mémoire de l’Holocauste (IHRA) essaye d'apporter une réponse à cette recrudescence de manifestations d'antisémitisme.
Après le meurtre de Sarah Halimi, le 4 avril 2017, et le silence médiatique qui s'ensuit, un nouveau trouble saisit la communauté juive redoublé par le meurtre de Mireille Knoll le 23 mars 2018.

Manifestation rassemblant environ 20000 personnes demandant justice pour Sarah Halimi le 25 avril 2021, place du Trocadéro à Paris.

L'arrêt du 14 avril 2021 de la Cour de cassation confirmant à la fois l'aspect antisémite du crime et surtout l'irresponsabilité pénale du meurtrier de Sarah Halimi et par là l'absence de procès plonge la communauté juive dans l'émotion, la sidération et le désarroi. Le grand rabbin de France, les présidents du Crif, du Consistoire et du Fonds social juif unifié et de nombreuses autres organisations juives appellent à un rassemblement sur le Parvis des droits de l'homme, à Paris le 25 avril, manifestation qui réunit plus de 20 000 personnes.
La pandémie de COVID-19 en France est une autre tragédie pour la communauté juive française qui aurait été très durement touchée par la maladie au début de l'épidémie.

##### L'attaque du Hamas du 7 octobre 2023, la guerre et la montée de l'antisémitisme qui s'ensuivent
L'attaque du 7 octobre 2023 d'Israël par le Hamas provoque la sidération dans la communauté juive de France et la crainte des répercussions du conflit dans l'Hexagone. Le président du CRIF, Yonathan Arfi — qui appelle à un rassemblement de solidarité avec Israël à Paris le 9 octobre 2023 —, évoque « une corrélation très claire entre l'embrasement au Proche-Orient et les actes antisémites en France ». La complaisance de leaders de La France insoumise devant les auteurs du massacre qualifiés de « forces palestiniennes », les propos de Jean-Luc Mélenchon disant de la présidente de l'Assemblée nationale Yaël Braun-Pivet à propos de son déplacement en Israël qu'elle « campe à Tel-Aviv » contribue au grand malaise de la communauté juive. Deux semaines après l'attaque du Hamas, le ministère de l'Intérieur constate que les actes antisémites se multiplient en France malgré la fermeté affichée par les ministres de l'Intérieur, de la Justice et de l'Enseignement supérieur. Cette montée de l'antisémitisme consécutive à l'attaque du 7 octobre fait écrire à l'historien Michel Abitbol que ce carnage « a été accompagné par une flambée incompréhensible d'actes de haine antijuive insoutenable en France et dans le monde ».
Le 5 novembre 2023, la Commission européenne, dans un communiqué, estime que « les Juifs d'Europe vivent de nouveau dans la peur » à la suite de la recrudescence des incidents antisémites à travers l'Europe.
Un mois après l'attaque du 7 octobre, le gouvernement français recense plus de 1 000 nouveaux actes d'antisémites, ce qui inquiète d'autant plus les Français juifs qu'il ressentent l'indifférence de la société à cet égard. Le président du Consistoire central Élie Korchia et le grand rabbin de France Haïm Korsia déplorent le manque de parole forte et d'empathie de la société française. Les Juifs se sentent isolés d'autant qu'ils en viennent à douter de la capacité de l'État d'Israël à constituer un « État refuge », comme le décrit le journal Le Monde dans l'article de une du 7 novembre 2023.

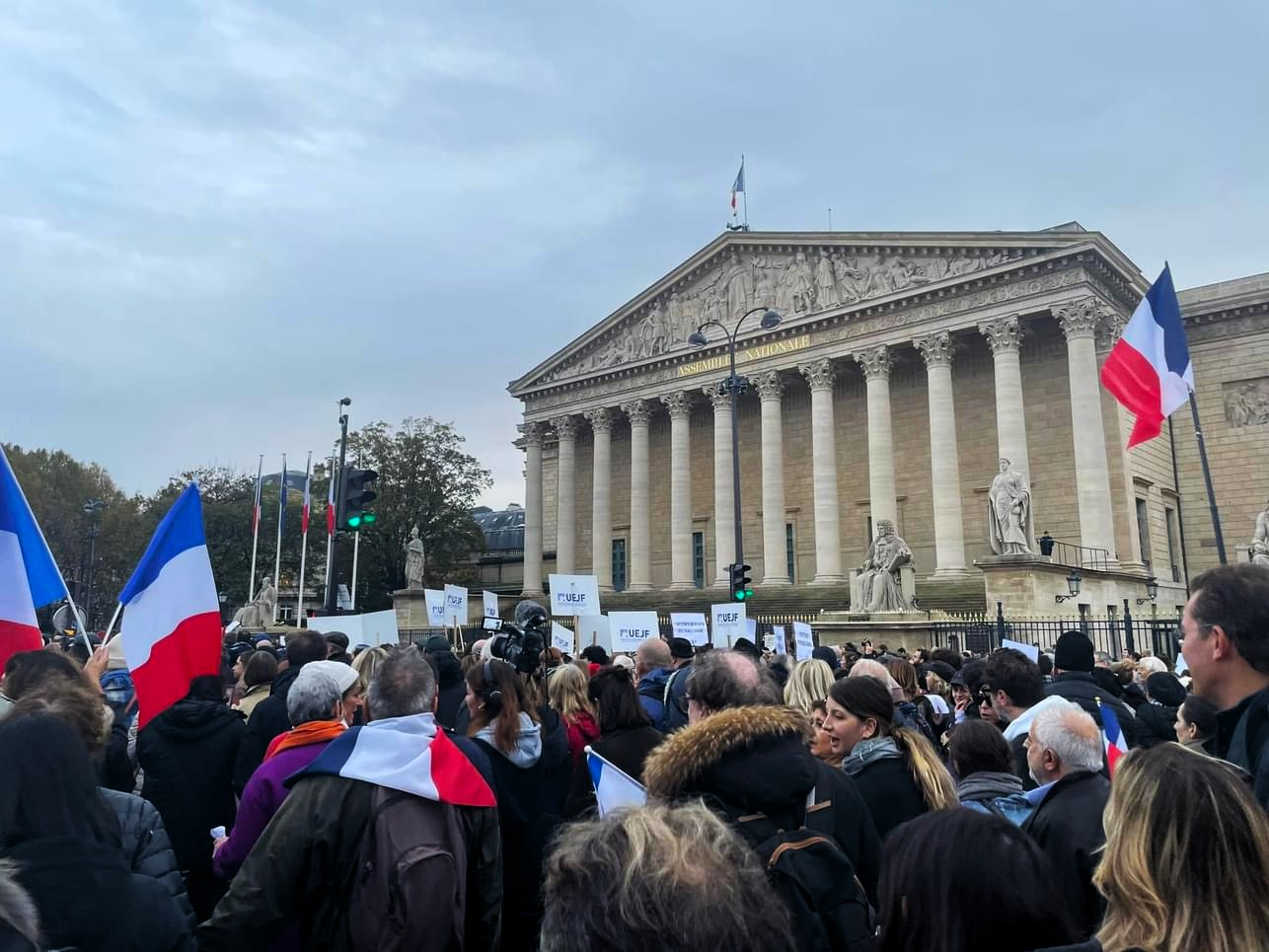
La manifestation pour la République et contre l'antisémitisme du 12 novembre 2023 passe devant le Palais Bourbon à Paris.

Le 7 novembre, les présidents du Sénat et de l'Assemblée nationale , Gérard Larcher et Yaël Braun-Pivet lancent un appel à « une marche pour la République et contre l’antisémitisme », le 12 novembre. La volonté d'y participer du Rassemblement national et de Reconquête crée immédiatement la polémique, plusieurs organisations refusant de manifester au côté de ces partis, de même que la non-participation du président de la République. 182 000 personnes marchent le 12 novembre pour la République et contre l’antisémitisme dans toute la France dont 105 000 à Paris.
La campagne électorale et le résultat des élections européennes du 9 juin 2024 conduisent 92% des Juifs français, selon une étude de l'IFOP, à considérer que le parti de Jean-Luc Mélenchon contribue à faire monter l'antisémitisme mais montrent aussi un relatif succès de l'effort de Marine Le Pen pour "dédiaboliser " le Rassemblement National. La dissolution de l'Assemblée nationale qui s'ensuit et la recomposition du paysage politique avec la montée du RN et de LFI répandent un sentiment d'isolement parmi les Juifs français, encore accru par le viol antisémite d'une jeune fille de 12 ans à Courbevoie le 15 juin 2024.
Le sentiment de malaise des Juifs français monte après les propos du président de la République demandant le 5 octobre 2024 de « cesser de livrer les armes pour mener les combats sur Gaza » puis après qu'il est rapporté qu'en conseil des ministres, Emmanuel Macron aurait déclaré « M. Nétanyahou ne doit pas oublier que son pays a été créé par une décision de l’ONU ». Le président du CRIF, Yonathan Arfi considère que « les propos attribués au président de la République, s’ils sont confirmés, sont une faute à la fois historique et politique ». « Laisser penser que la création de l’État d’Israël est le fruit d’une décision politique de l’ONU, c’est méconnaître à la fois l’histoire centenaire du sionisme, l’aspiration millénaire des Juifs au retour à Sion et le sacrifice de milliers d’entre eux pour établir l’État d’Israël » ; et la députée macroniste des Français de l'étranger Caroline Yadan déclare que « Réduire Israël à une seule décision de l’ONU c’est nier l’histoire du peuple juif et son lien légitime et historique à cette terre. (…) Je suis scandalisée par tant d’inconséquence, de capitulation et d’absence de hauteur de vue ».
Le 22 mars 2025, le rabbin d'Orléans, Arié Engelberg, est agressé en pleine rue alors qu'il revenait chez lui avec son fils de 9 ans de l'office du chabbat. L'interposition d'un témoin permet de faire fuir l'agresseur mineur de nationalité palestinienne ou marocaine (selon ses diverses déclarations) arrêté deux jours plus tard,,.

#### Développement de l'école juive
Les écoles juives mêlant les deux cursus profanes et religieux sont apparues en France au XIXe siècle mais sont restées très marginales, les Juifs de France choisissant en général de se fondre dans la république et de limiter l'enseignement religieux à quelques heures par semaine à la synagogue. L'exception est l'école normale fondée, en 1868, par l'Alliance israélite universelle et appelée, à partir de 1880, École normale israélite orientale (ENIO), dont la mission est de former les maîtres des écoles de l'Alliance, dans tout le bassin méditerranéen.
Après la seconde guerre mondiale, une école juive secondaire, l'École Aquiba, est créée à Strasbourg pour former de nouveaux cadres pour la communauté juive éprouvée par la Shoah. La même année l'École Yabné est fondée à Paris. En 1954, le rabbin David Feuerwerker introduit l'hébreu comme option au baccalauréat.
C'est surtout après l'arrivée des Juifs rapatriés d'Afrique du Nord et la guerre des Six Jours, à partir des années 1970, que l'école juive se développe en France. On peut y voir deux raisons : un renouveau identitaire lié à un plus grand respect de la religion par les Juifs d'Afrique du Nord que par les Ashkénazes et aussi un début d'antisémitisme dans certains lycées. Dans les années 2000, on estime à 30 000 le nombre d'élèves dans les écoles juives[réf. souhaitée]. Les principaux réseaux d'éducation sont ceux historiques comme les écoles de l'Alliance israélite universelle ou de l'ORT (Organisation Reconstruction Travail), le réseau Ozar Hatorah, les écoles orthodoxes comme celles des Loubavitch. On trouve aussi un grand nombre d'écoles indépendantes (école Yabné à Paris, lycée École Maïmonide de Boulogne-Billancourt…). La grande majorité de ces écoles est sous contrat d'association avec l'État.
Il existe aussi quelques yechivot comme la yechiva d'Aix-les-Bains, et la yeshiva Hazon Baroukh au Raincy. Enfin, le Séminaire israélite de France est chargé de la formation des rabbins.

#### Différents courants du judaïsme en France
Les Juifs de France sont répartis en de multiples groupes reflétant la diversité du judaïsme actuel. On peut citer les juifs harédis, représentés dans quelques yechivot, les Loubavitch, qui revivifient la pratique religieuse en mettant en place un grand nombre d'institutions éducatives, les orthodoxes (synagogues de la rue Montevideo, de la rue pavée, Adath Israel, à Paris…), les Juifs consistoriaux peut-être les plus nombreux parmi ceux qui sont membres d'une communauté et dont le rabbinat est proche de l'orthodoxie après avoir été beaucoup plus attiré par la réforme au début du XXe siècle, le Mouvement Massorti, dont la figure marquante est le rabbin Rivon Krygier et qui dispose de synagogues à Paris, Aix-en-Provence, Marseille et Nice, et les libéraux divisés en différentes congrégations. Des Juifs noirs appellent également à la création d'une synagogue destinée plus spécialement aux Noirs. De nombreuses autres associations culturelles ou caritatives existent. Surtout, plus nombreux encore sont ceux qui ne pratiquent qu'épisodiquement le judaïsme et ne se réclament d'aucune obédience. Par exemple le Consistoire de Paris regroupe environ 30 000 membres, alors que la population juive de la région parisienne est estimée à 300 000 personnes. Même en tenant compte des fidèles des communautés orthodoxes ou libérales, cela illustre un important degré d'assimilation dans une partie notable de la communauté, dont un autre symptôme est l'augmentation des taux de mariages mixtes (40 % parmi les moins de 30 ans) et de non-fréquentation des synagogues (49 %).
Sur le plan organisationnel, si le grand-rabbin de France représente le judaïsme vis-à-vis des autorités en ce qui concerne la religion, c'est le CRIF, présidé depuis 2022 par Yonathan Arfi, qui est l'interlocuteur des autorités sur le plan politique, comme en témoigne le dîner annuel du CRIF où la République se fait représenter ces dernières années par le Premier ministre ou même par le président de la République en 2008.
Le 22 juin 2008, Gilles Bernheim est élu grand-rabbin de France, après une campagne l'opposant à son prédécesseur Joseph Sitruk. Il prend ses fonctions le 1er janvier 2009 mais doit se « mettre en congé » en avril 2013,.
Le 22 juin 2014, Haïm Korsia est élu grand-rabbin de France pour sept ans.
Le 23 septembre 2019 est annoncée la création de l'association Judaïsme en mouvement (JEM) regroupant dans une « maison commune », l'Union libérale israélite de France et le Mouvement juif libéral de France.

## Quelques rabbins de France
- Rabbins français
- Grand-rabbin de France

Depuis le Moyen Âge, de nombreux rabbins français marquent leur temps et pour beaucoup, continuent d'être honorés de nos jours.
| Date naissance                               | Nom                                                                              | Surnom                                             | Lieux                                                                               |  |
| -------------------------------------------- | -------------------------------------------------------------------------------- | -------------------------------------------------- | ----------------------------------------------------------------------------------- |  |
| v. Xe siècle                                 | Rabbeinou Gershon ben Yehuda                                                     | Mehor haGola                                       | Metz (Moselle)                                                                      |  |
| v. XIe siècle                                | Rabbi Chlomo ben Itzhak HaTzarfati (Rabbi Salomon fils d'Isaac le Français)      | Rachi                                              | Troyes (Aube)                                                                       |  |
|                                              | R' Simha ben Shmuel de Vitry                                                     |                                                    | Vitry-en-Perthois (Marne)                                                           |  |
|                                              | R' Meir ben Samuel de Ramerupt (en) (Rabbi Meir "HaYashish" ben Samuel Klonymos) | RaM                                                | Ramerupt (Champagne)                                                                |  |
|                                              | R' Samuel ben Meir                                                               | Rashbam                                            | Ramerupt                                                                            |  |
|                                              |                                                                                  |                                                    |                                                                                     |  |
|                                              | R' Moshe HaDarshan (Rabbi Moïse le Prédicateur)                                  |                                                    | Narbonne (Aude)                                                                     |  |
|                                              | R' Yitzhak (Isaac) ben Meir                                                      | Rivam                                              | Ramerupt                                                                            |  |
| v. XIIe siècle                               | Yaaqov [Jacob] ben Meïr                                                          | Rabbénou Tam                                       | Ramerupt, Troyes                                                                    |  |
|                                              | Samson ben Joseph de Falaise                                                     |                                                    | Falaise                                                                             |  |
|                                              | Joseph ben Isaac Kimhi (provençal/shuadit : Maistre Petit)                       | le RIQaM                                           | Narbonne, Provence                                                                  |  |
|                                              | Moïse ben Joseph Kimhi                                                           | le ReMaQ                                           | Narbonne, Provence                                                                  |  |
|                                              | David ben Yossef Kimhi (provençal/shuadit : Maistre Petit)                       | le RaDaQ                                           | Narbonne, Lunel                                                                     |  |
|                                              | R' Abraham ben Isaac de Narbonne                                                 | Raavad II                                          | Montpellier, Narbonne                                                               |  |
|                                              | R' Eliezer ben Shmuel de Metz                                                    | Yereim                                             | Metz                                                                                |  |
|                                              | R' Abraham ben David de Posquières                                               | Raavad III                                         | Posquières (Gard)                                                                   |  |
|                                              | R' Zerachyah ben Isaac Halevi de Lunel                                           | Baal Hamaor                                        | Lunel                                                                               |  |
|                                              | R' Isaac ben Samuel de Dampierre                                                 | Le Ri ou Ri Hazaken                                | Ramerupt, Dampierre (Aube)                                                          |  |
|                                              | R' Isaac bar Abba Mari de Marseille                                              |                                                    | Provence, Marseille (Bouches-du-Rhône)                                              |  |
| v. XIIIe siècle                              | R' Isaac ben Abraham                                                             | Ritzba                                             | Dampierre                                                                           |  |
|                                              | R' Shimshon ben Abraham de Sens                                                  | Rash                                               | Sens                                                                                |  |
|                                              | R' Moshe ben Yaakov de Couchy (Moïse fils de Jacob de Couchy)                    | SMAG                                               | Coucy-le-Château (Aisne)                                                            |  |
|                                              | R' Isaac ben Yossef de Corbeil                                                   | SMAK                                               | Corbeil                                                                             |  |
|                                              | R' Menahem ben Shlomo Hameri                                                     | Meiri                                              | Carcassonne (Aude), Perpignan (Pyrénées-Orientales)                                 |  |
|                                              | R' Perez ben Eliahou de Corbeil                                                  | Rabbeinou Peretz                                   | Corbeil                                                                             |  |
| v. XIVe siècle                               | R' Levi ben Guershon (dit Guersonide)                                            | Ralbag                                             | Bagnols-sur-Sèze (Gard)                                                             |  |
| v. XVe siècle                                |                                                                                  |                                                    |                                                                                     |  |
| v. XVIe siècle                               |                                                                                  |                                                    |                                                                                     |  |
| v. XVIIe siècle                              |                                                                                  |                                                    |                                                                                     |  |
| v. XVIIIe siècle                             | GRF David Sintzheim                                                              | Premier grand rabbin de France                     | Paris                                                                               |  |
|                                              | GRF Abraham Vita de Cologna                                                      | G-R F                                              | Bischheim (Bas-Rhin), Alsace, Strasbourg                                            |  |
|                                              | GRF Emmanuel (Menahem) Deutz                                                     | G-R F                                              | Paris                                                                               |  |
| v. XIXe siècle                               | GRF Salomon Ulmann                                                               | G-R F                                              | Saverne (Bas-Rhin), Lauterbourg (Bas-Rhin), Nancy (Meurthe-et-Moselle), Paris       |  |
|                                              | GRF Marchand Ennery                                                              | G-R F                                              | Nancy, Paris                                                                        |  |
|                                              | GRF Lazare Isidor                                                                | G-R F                                              | Lixheim (Moselle), Monmorency (Val d'Oise)                                          |  |
|                                              | GRF Zadoc Kahn                                                                   | G-R F                                              | Mommenheim (Bas-Rhin), Metz, Paris                                                  |  |
|                                              | GRF Israel Lévi                                                                  | G-R F                                              | Paris                                                                               |  |
|                                              | GRF Alfred Levy                                                                  | G-R F                                              | Luneville (Meurthe-et-Moselle), Dijon (Côte d'Or), Lyon, Pau (Pyrénées-Atlantiques) |  |
|                                              | GRF Isaïe Schwartz                                                               | G-R F                                              | Traenheim (Bas-Rhin), Marseille, Bayonne, Alsace, Paris                             |  |
|                                              | Abraham Bloch                                                                    |                                                    | Paris, Remiremont (Vosges), Lyon                                                    |  |
| v. XXe siècle                                | Louis-Germain Lévy                                                               | Premier rabbin libéral                             | Paris                                                                               |  |
|                                              | Salomon Poliakof                                                                 |                                                    | Lunéville, Lille (Nord)                                                             |  |
|                                              | David Feuerwerker                                                                |                                                    | Brive-la-Gaillarde (Corrèze), Creuse, Lot, Lyon, Neuilly-sur-Seine                  |  |
|                                              | GRF Jacob Kaplan                                                                 | G-R F                                              | Paris, Mulhouse (Haut-Rhin), Vichy (Allier), Lyon                                   |  |
|                                              | GRF René-Samuel Sirat                                                            | G-R F                                              | Clermont-Ferrand (Puy-de-Dôme), Toulouse (Haute-Garonne)                            |  |
|                                              | GRF Joseph Haïm Sitruk                                                           | G-R F                                              | Strasbourg, Marseille, Neuilly-sur-Seine, Paris                                     |  |
|                                              | GRF Gilles Bernheim                                                              | G-R F                                              | Aix-les-Bains (Savoie), Paris                                                       |  |
|                                              | René Gutman                                                                      |                                                    | Reims, Besançon, Strasbourg et Bas-Rhin                                             |  |
|                                              | Jean (Yehochoua) Kling                                                           |                                                    | Strasbourg, La Varenne (Val-de-Marne), Lyon, Nice                                   |  |
|                                              | Richard Wertenschlag                                                             |                                                    | Metz, Lyon, Rhône-Alpes, Auvergne-Rhône Alpes, Sud Bourgogne                        |  |
|                                              | Rivon Krygier                                                                    | rabbin massorti                                    | Paris                                                                               |  |
|                                              | Pauline Bebe                                                                     | Première femme rabbin française (Judaïsme libéral) | Paris                                                                               |  |
| v. XXIe siècle                               | GRF Haïm Korsia                                                                  | G-R F                                              | Lyon, Le Mans (Sarthe), aumonier des Armées, Paris                                  |  |
|                                              | Delphine Horvilleur                                                              | Judaïsme libéral                                   | Paris                                                                               |  |
| R' : Rabbi, Rav GRF : grand-rabbin de France |                                                                                  |                                                    |                                                                                     |  |

### Sources primaires
- Benjamin de Tudèle, Voyage de Rabbi Benjamin, fils de Jona de Tudèle, en Europe, en Asie et en Afrique depuis l'Espagne jusqu'à la Chine, Jean-Philippe Baratier, 1732 (lire en ligne). Cet ouvrage écrit par un rabbin grand voyageur du XIIe siècle est disponible sur le site Gallica. Il décrit entre autres la vie juive du Sud de la France et mentionne la communauté de Strasbourg.

#### Presse juive française
- Actualité juive, hebdomadaire disponible dans certains kiosques et dans les magasins cachères.
- L'Arche, publiée par le Fonds social juif unifié (FSJU), qui devrait reparaître trimestriellement en septembre 2011.
- L'Information juive, le mensuel du Consistoire central israélite de France.
- L'Univers israélite (ancienne revue), 40 années disponibles : 1849-1937